# 武汉市
武汉市，简称“汉”，别称江城，中华人民共和国超大城市和国家中心城市之一，湖北省省会、副省级市，是中国中部暨长江中游地区第一大城市，也是中部地区的政治、经济、金融、商业、物流、科技、文化、教育中心及交通、通信枢纽，国家历史文化名城，有“九省通衢”之稱。武汉是中国经济地理中心，中国三大“内河航运中心”之一，也是中国客运量最大的铁路枢纽和航空、公路枢纽之一。“黄金水道”长江及其最大支流汉江横贯市区，将武汉一分为三，形成武昌、汉口、汉阳三块区域隔江鼎立的格局，史上统称之为“武汉三镇”。市人民政府駐江岸区沿江大道188号。全市下辖13个区，总面积8569.15平方千米。截至2023年末，常住人口1377.40万人，全年地区生产总值20011.65亿元
清中后期至中華民國大陸時期，汉口经济发达，是仅次于上海的中国第二大国际大都市，繁荣程度位居亚洲前列，故在当时被美国称为“东方芝加哥”，而武漢也繼承這一美稱。1911年，辛亥革命武昌起义发生在这里，中華民國诞生于此。1927年，北伐中的国民政府决定将武汉三镇合并为京兆区（首都），并将其设为中国的第一个直辖市。同年二月，國民政府及中國國民黨中央委員會迁到武汉，中國共產黨中央也随之来汉，使其短期成为全国政治、经济、文化中心。抗日战争初期，国民政府在内迁伊始曾将武汉定为临时陪都，成为第二次世界大战焦点城市。1949年以后，武汉转型成为全国重要的工业基地、科教基地和综合交通枢纽。
武汉是中国重要的科教研发和新兴产业发展基地。截至2011年，武汉高校学生人数已超过100万，在世界所有城市中名列第一。截至2015年，武汉高等院校高达82所，仅次于北京。近年来，武汉经济大幅增长，被认为是国内“唯一能够实现制造产业升级换代的城市”和中国发展速度最快的极少数城市之一，目前全市高新技术制造业占规模以上工业增加值的比重仅次于深圳等极少数城市，城市创新能力在全国排名第二。武汉近年来对外来人口的吸附作用日渐增强，年轻人口净增率现仅次于深圳排名全国第二，是全国吸引外来人口最多的城市之一，城市活力排名全球第七。
2014年起至2028年，每年9月武汉都会举行武汉网球公开赛，是中國国内级别最高的网球赛事之一。2019年，武汉举办第七届世界军人运动会，参与举办国际篮联世界杯篮球赛。2017年10月，联合国教科文组织批准武汉市全球创意城市网络项目，授予武汉“设计之都”称号，成为继深圳、上海、北京之后的中国第四个“设计之都”。同年12月，武汉荣膺“2017年度城市创新”奖。
2019年12月，2019冠狀病毒病疫情在武汉率先爆发，为遏制疫情扩散，武汉新冠肺炎疫情防控指挥部于2020年1月23日宣布“封城”。4月8日，武汉解除离汉离鄂通道管控措施，恢复对外交通。

## 历史

### 先秦至南北朝
武汉市古有夏汭、鄂渚之名。武汉地区考古发现的历史可以上溯距今6000年的新石器时代，1956年，湖北省博物馆对东湖之滨的放鹰台进行考古发掘，发现石斧、石锛以及鱼叉等新石器时代遗存，经认定属于屈家岭文化。武汉最早的传说是关于大禹曾在此治水成功的故事，至今武汉汉阳江边的禹功矶上建有禹王庙。在黄陂区发现的距今约3500年前的盘龙城遗址，是迄今中国极少数已发现并保存完整的商朝古城之一。
春秋战国时代，武汉属于楚国范畴，留下一些遗迹传说。《列子·汤问》所记载的俞伯牙与锺子期“高山流水遇知音”的典故就发生在这里。锺子期，楚国汉阳（今武汉蔡甸）人。至今，汉阳仍存有北宋留下的古琴台、锺子期墓等建筑遗迹和“琴断口”等历史地名，武汉也因此被称为“知音”故里。
春秋战国至西汉时期，武汉新洲地区文化昌盛，成为儒家重地之一。《论语》载：“孔子周游列国至楚国时，使‘子路问津’于长沮、桀溺”。西汉时期有庶民在邾县（即新洲区）孔子山掘出一块石碑，上刻“孔子使子路问津处”八个秦隶大字，淮南王刘安遂就地建庙征召学士讲学，是为“问津书院”，被喻为“中国现存最古老的大学”，史上曾与岳麓书院、东林书院等齐名。
东汉末年军阀刘表命江夏太守黄祖在今汉阳月湖附近所建的“卻月城”和东吴孙权于223年在今武昌蛇山所筑的“夏口城”。卻月城是武汉市区内已知的最早城址。孙权筑夏口城时，在蛇山附近的城墙上修筑一座瞭望塔，这便是后来举世闻名的黄鹤楼。208年，武昌附近的赤壁曹操軍與孫權、劉備聯軍爆发赤壁之战。222年，為對抗曹魏入侵，孫權在武昌（今鄂州）設立都城，265年至266年孫吳曾將首都遷於此地，使武昌及其周边第一次成为中国重要的政治中心。南朝时，夏口城扩建为郢州城，成为郢州的治所。

### 隋至清中期

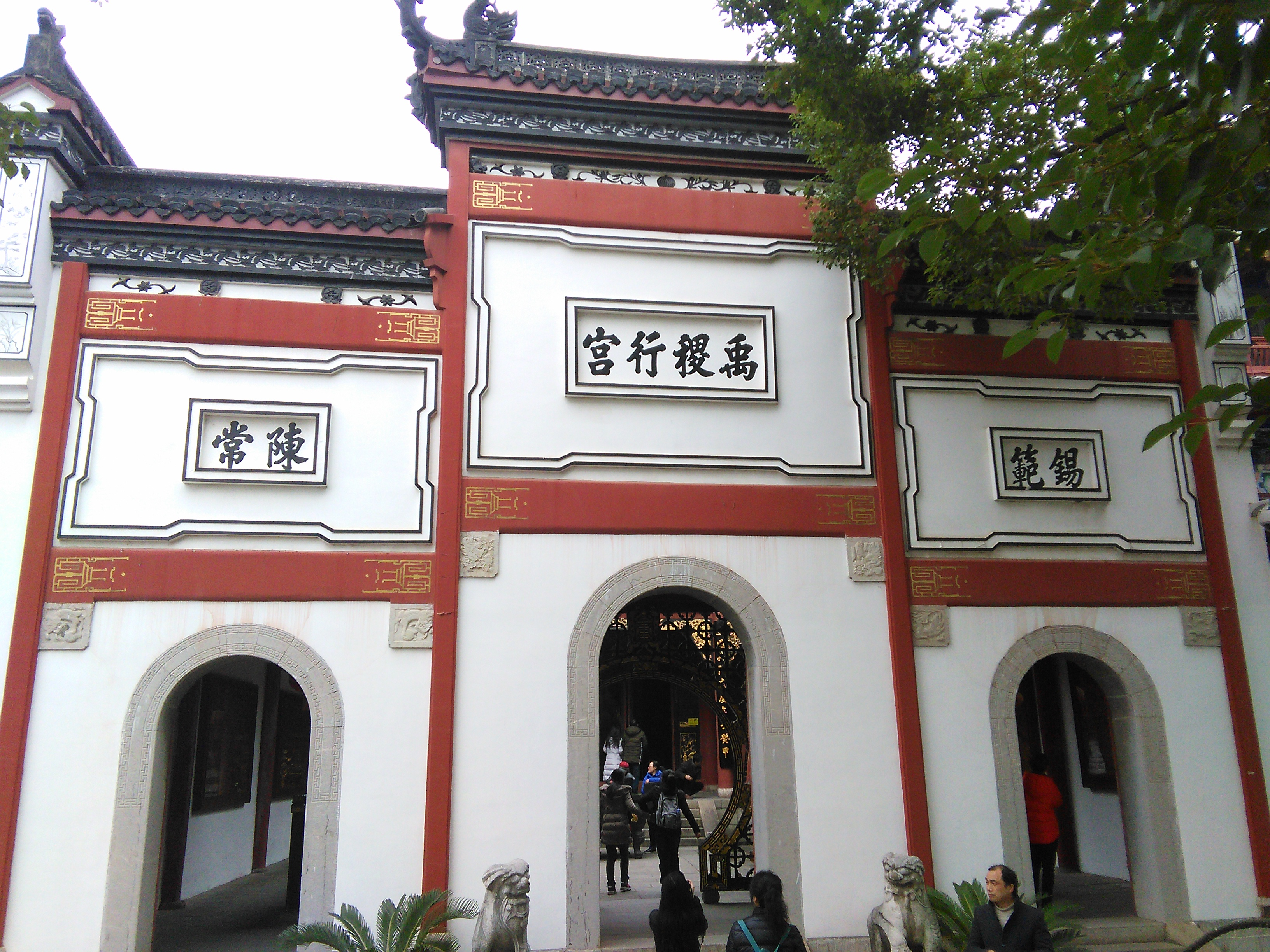
晴川閣禹稷行宫

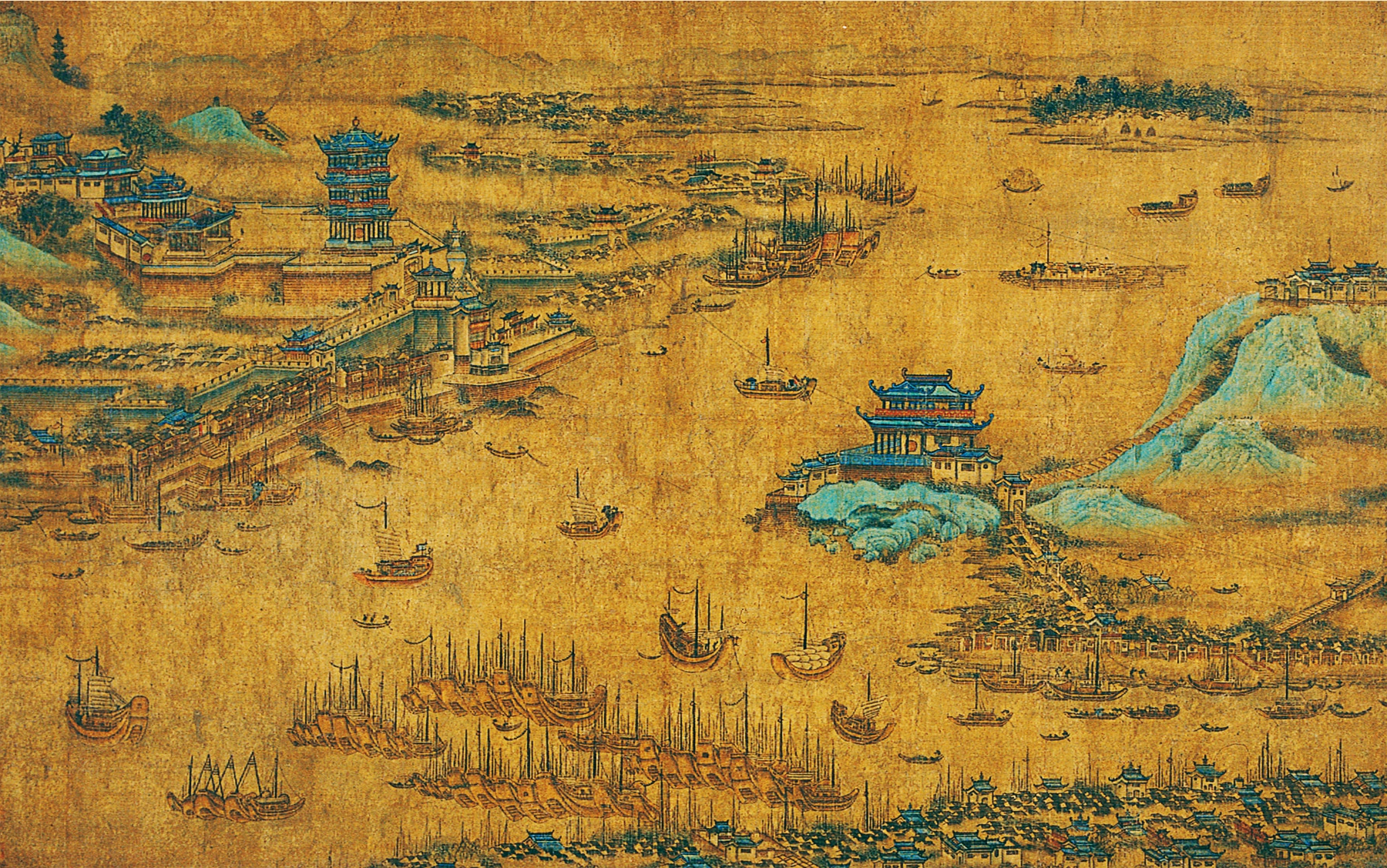
明《江漢攬勝圖軸》中的黃鶴樓

隋置江夏县和汉阳县，分别以武昌，汉阳为治所。唐时江夏和汉阳分别升为鄂州和沔州的州治，成为长江沿岸的商业重镇。期间，武汉经济文化逐步繁荣，成为文人墨客的汇聚之地，其中，位于武昌长江之滨黄鹄山巅的黄鹤楼被崔颢、李白、白居易、王维、刘禹锡、苏轼、陆游、黄庭坚等无数唐代乃至后代著名诗人吟诗颂赞，一时之间，使武昌成为中国南方的文化重镇之一，其中，崔颢所作“昔人已乘黄鹤去，此地空余黄鹤楼。黄鹤一去不复返，白云千载空悠悠。晴川历历汉阳树，芳草萋萋鹦鹉洲。”和李白的“故人西辞黄鹤楼，烟花三月下扬州。”使黄鹤楼名扬天下，而李白的另外一首“黄鹤楼中吹玉笛，江城五月落梅花。”更是使武汉从此拥有了“江城”的别称。
两宋时武昌属鄂州，汉阳汉口属汉阳郡。南宋时期，武昌再次成为中国仅次于首都地区之外的第二大政治军事据点，抗金英雄岳飞驻防鄂州（今武昌）8年，在此兴师伐金，因此岳飞也被朝廷封为“鄂王”，武汉也曾遍布“岳王庙”的遗迹。南宋诗人陆游在经过武昌时，写下“市邑雄富，列肆繁错，城外南市亦数里，虽钱塘、建康不能过，隐然一大都会也”来描写武昌的繁华。宋代武汉的制瓷业极为发达，经过发掘，在武昌城区马房山和岳家咀出土了灰陶四神砖以及灰陶十二生肖俑等，在市郊江夏区湖泗、梁子湖等地发现了宋代大型瓷窑群100多座。元世祖至元十八年（1281年），武昌成为湖广行省的省治。湖广行省为全国10个行中书省之一，辖境包括今长江以南、湖南大部、湖北部分、广西、海南全省及贵州大部、广东雷州半岛、重庆东南部。这是武汉第一次成为一级行政单位的治所，也是武汉正式成为中国中南地区政治、军事、经济中心的开始。
明太祖朱元璋起兵攻克武昌时，第六子朱桢出生，后被明太祖分封至武昌做楚王，武昌因此得到扩建，成为南方最大的城池之一。武昌一地继续成为湖北乃至中部地区的政治中心，明楚王之布政使司衙门驻武昌府。明代中后期，武汉的汉口崛起。由于明成化年间汉水改道从龟山以北汇入长江，到嘉靖年间在汉水新河道北岸形成新兴的汉口镇，来自徽州、山西、陕西、江西等各帮商人纷纷前来经营，以盐、典当、米、木材、棉布、药材为六大行业，发展到上下二十里的规模，主要街道汉正街上起硚口，下到堤口（四官殿）。明末清初，汉口与朱仙镇、景德镇、佛山镇同称天下“四大名镇”，被世人称为“楚中第一繁盛”，成为全中国水陆交通枢纽，享有“九省通衢”美誉，也因汉口扼长江、汉水两大水道咽喉，成为天下商贾聚集之地，历史上也被称为三大茶市和天下四聚之一。

### 晚清

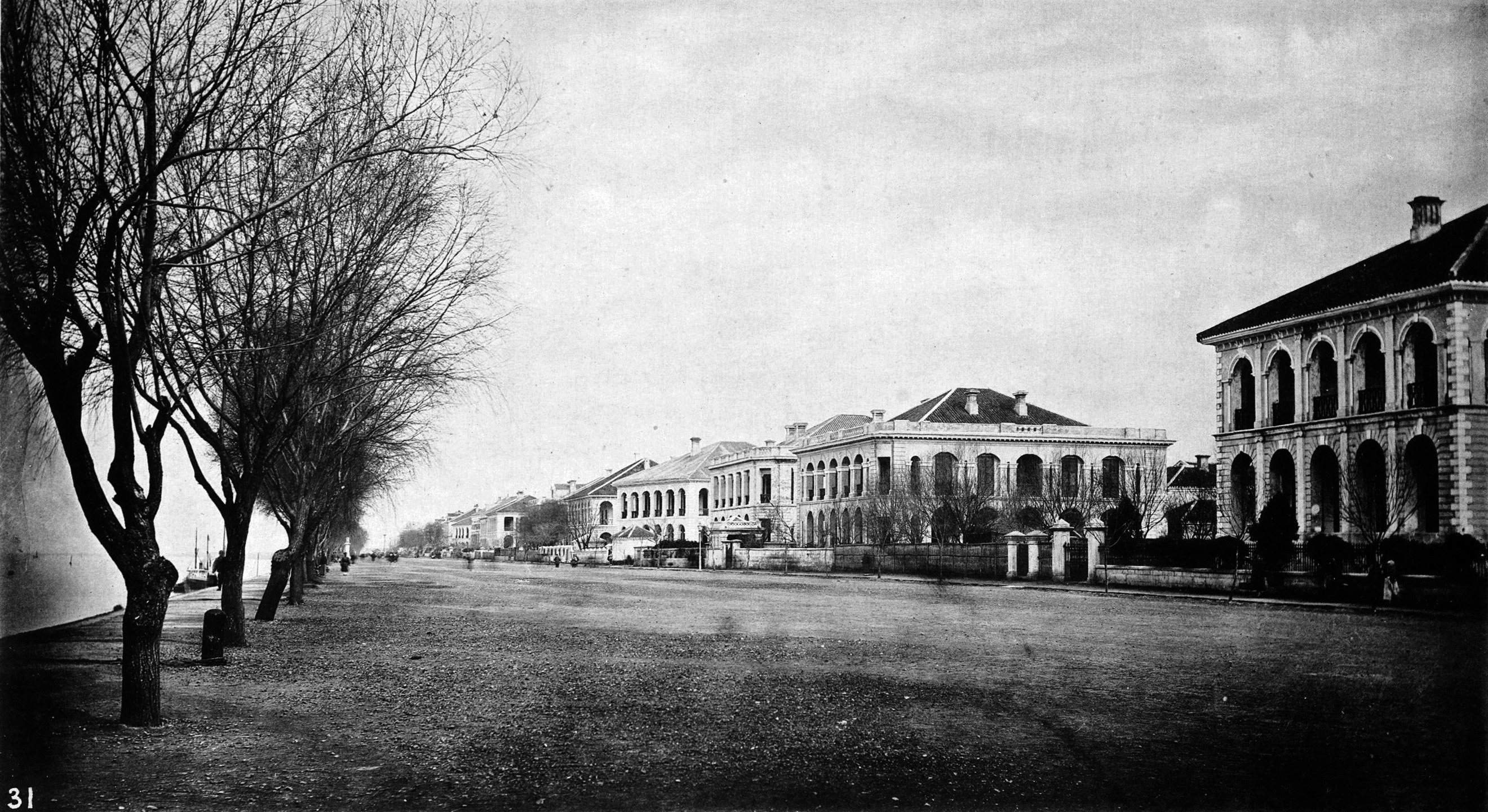
具有“东方芝加哥”之称的老汉口

清代后期直至二十世纪初的武汉享有“东方芝加哥”的美誉，是中国第二大城市，也是中国主要几个经济、金融、工业、交通、文化中心之一。
19世纪中叶，中俄万里茶道源于汉口。从18世纪至20世纪初中叶，汉口一直是中国三大茶市之一。1900年汉口仅出口俄国就达39万担，占中国输出俄国茶叶的80.9%。由于茶叶贸易的带动，汉口也成为中国近代最大的农业轻工产品加工出口中心，被中外茶商称为“东方茶港”。

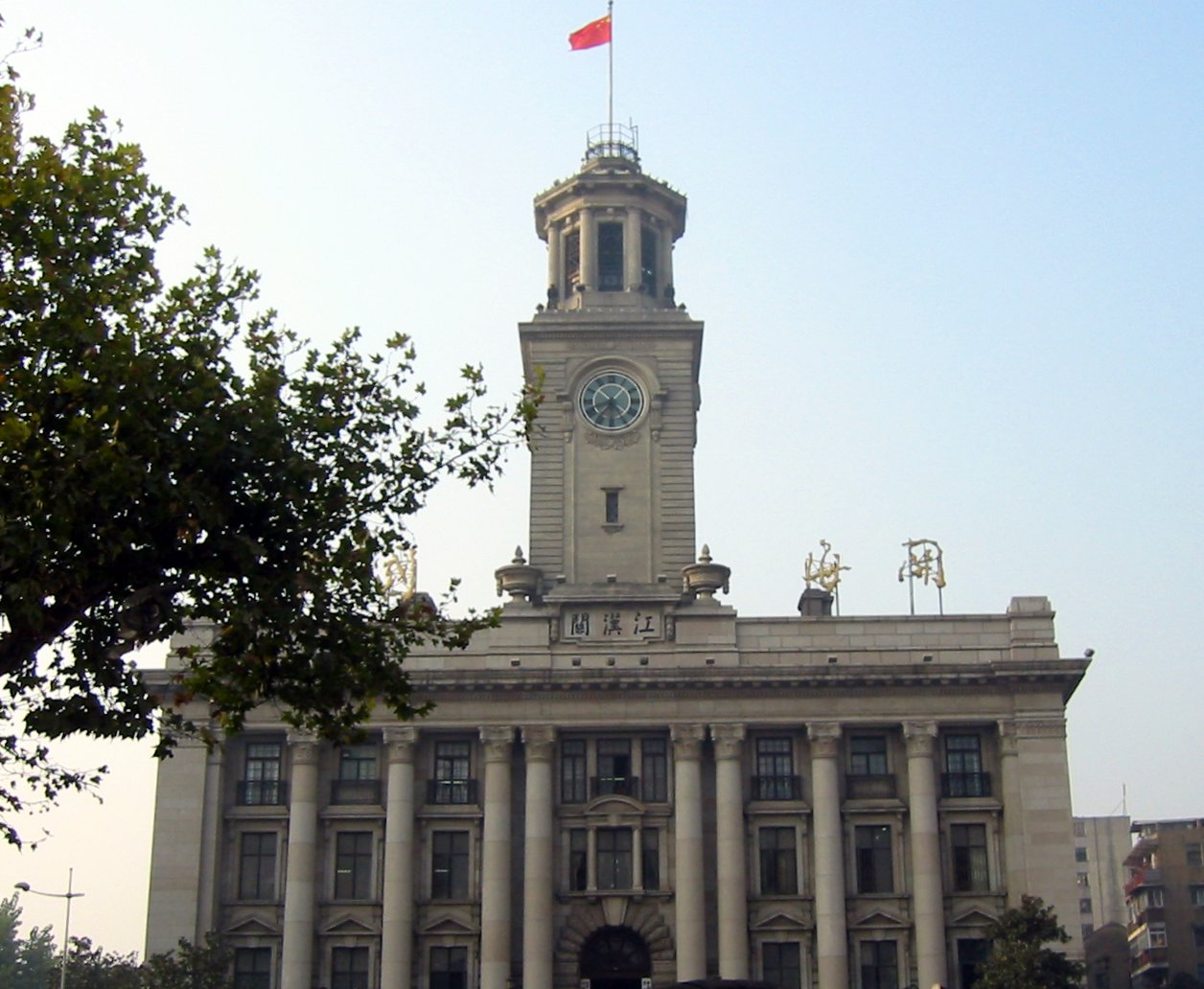
1862年英国人修建的江汉关大楼，现已改建为江漢關博物館

1858年清朝与列强签订的不平等条约《天津条约》中增辟的11个通商口岸，包括汉口。1861年3月汉口正式开埠。由此，汉口开始由传统商业市镇向近代国际大都市的转型。此后，汉口先后开辟英、俄、法、德和日五国租界，40余个欧美国家在汉设立领事馆。外国各路商人先后来汉通商，从此武汉的对外贸易大幅增长，贸易量稳居全国前四，成为全国四大港口之一，其中有40年对外贸易总额占全国外贸总额的10%左右，居全国第二位，呈现出“驾乎津门，直逼沪上”的态势。随着汉口在商贸更趋国际化，大批外商在此兴修码头，设立银行，成立公司，极大提升汉口的国际辐射能力。至清末，外商在汉开办的经营土洋货销售、金融、航运、房地产的洋行剧增。就具体的实业经济而言，制茶是当时汉口最大的工业，出口占全国6成。
1889年，张之洞担任湖广总督。其执政期间，大力推行洋务运动，特别是兴建汉阳铁厂、湖北枪炮厂，使汉阳造成为闻名东亚的品牌，进一步刺激武汉近代工业兴起和城市商品经济的发展，使武汉在原有以商贸金融为主要经济支柱的基础上拓展为近现代中国的工业发源地。他主持修建京汉铁路，使武汉成为中国的南北交通枢纽，成为名副其实的九省通衢。他还兴办西式现代教育，创建“两湖书院”、“自强学堂”等新式学堂，进一步推动武汉成为中国的教育文化重镇。1905年，张之洞修筑后湖长堤，建成后堤内干涸土地10万亩，基本奠定现代汉口作为国际大都市的城市轮廓。1907年，张之洞将后城城墙拆除，修建后城马路并成为汉口第一条近代马路，这条路也是中華民國大陸時期中国各方政治势力在武汉地区角逐的主要舞台。
甲午战争后，中国开展“实业救国”运动。民族资本主义势力纷纷进驻中国最大经济、交通中心之一的汉口，大力发展民族经济，并进一步推动汉口等中国大城市向现代城市转型。1906年，宋炜臣等人在汉口创立“既济水电股份有限公司”，是当时全国最大的民营公用水电企业。1909年，该公司为调节供水，在中山大道与江汉路交汇处修建汉口水塔，成为当时武汉最高的建筑。

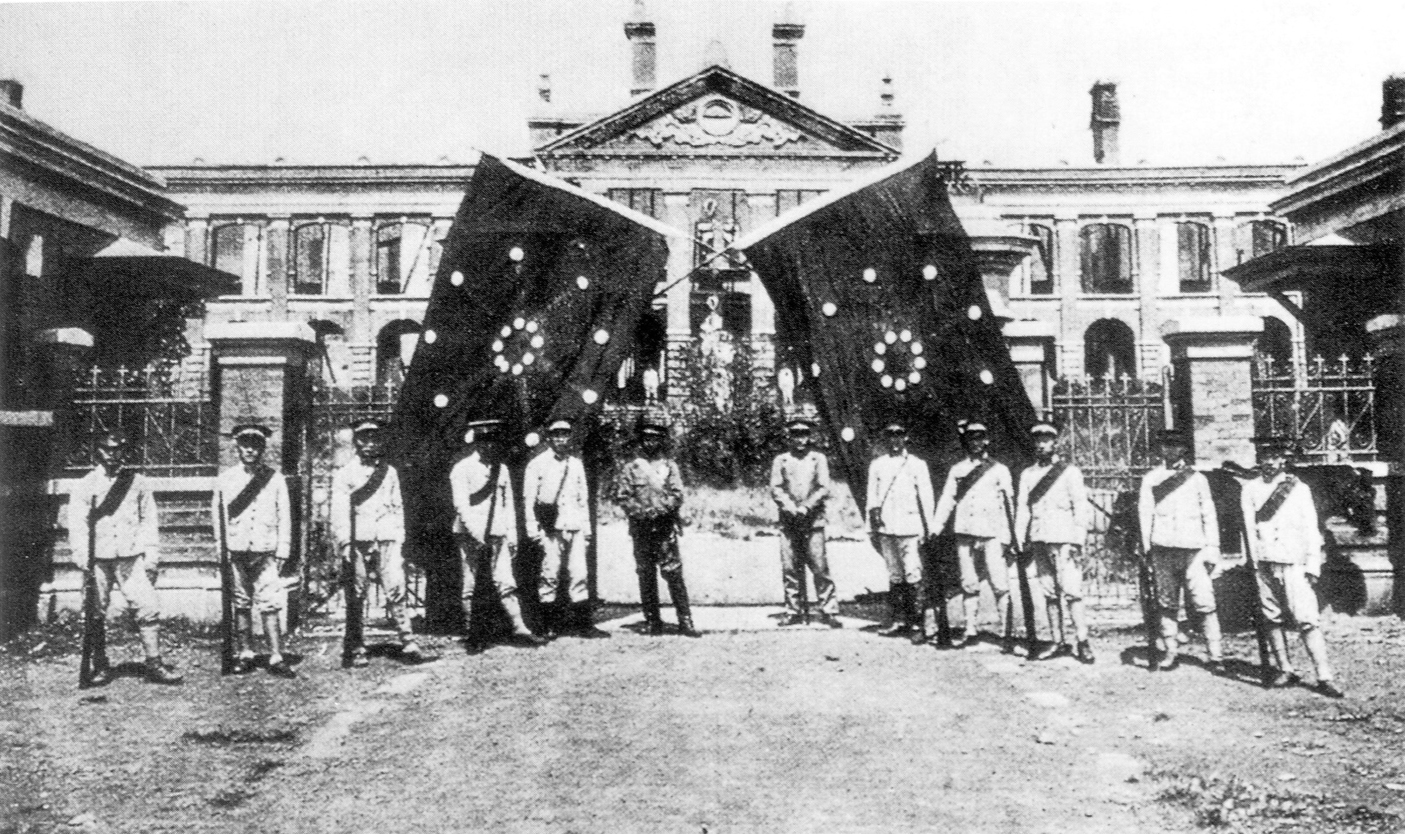
武昌起义成功后，革命军成立湖北軍政府

### 中华民国

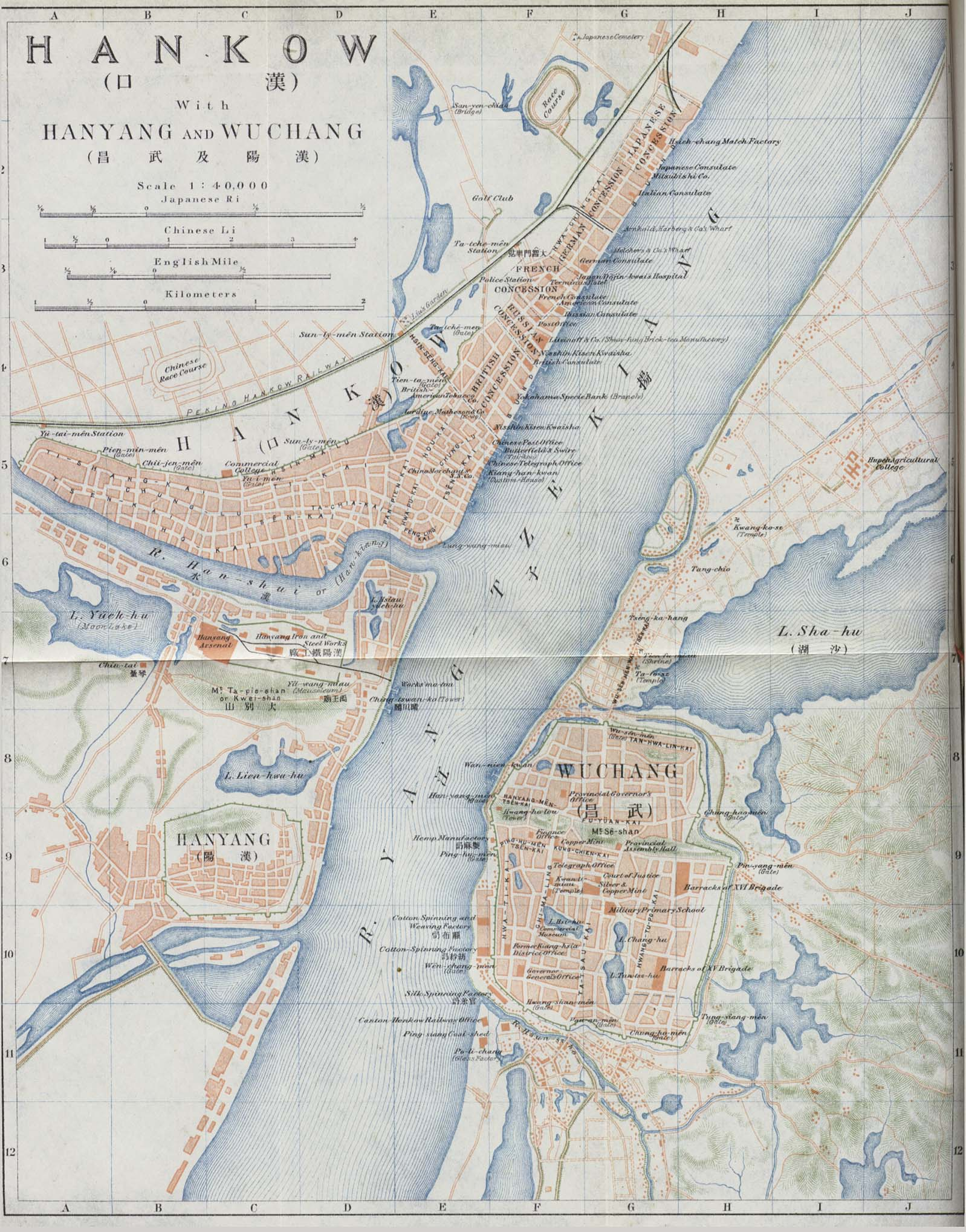
中華民國時期的漢口市

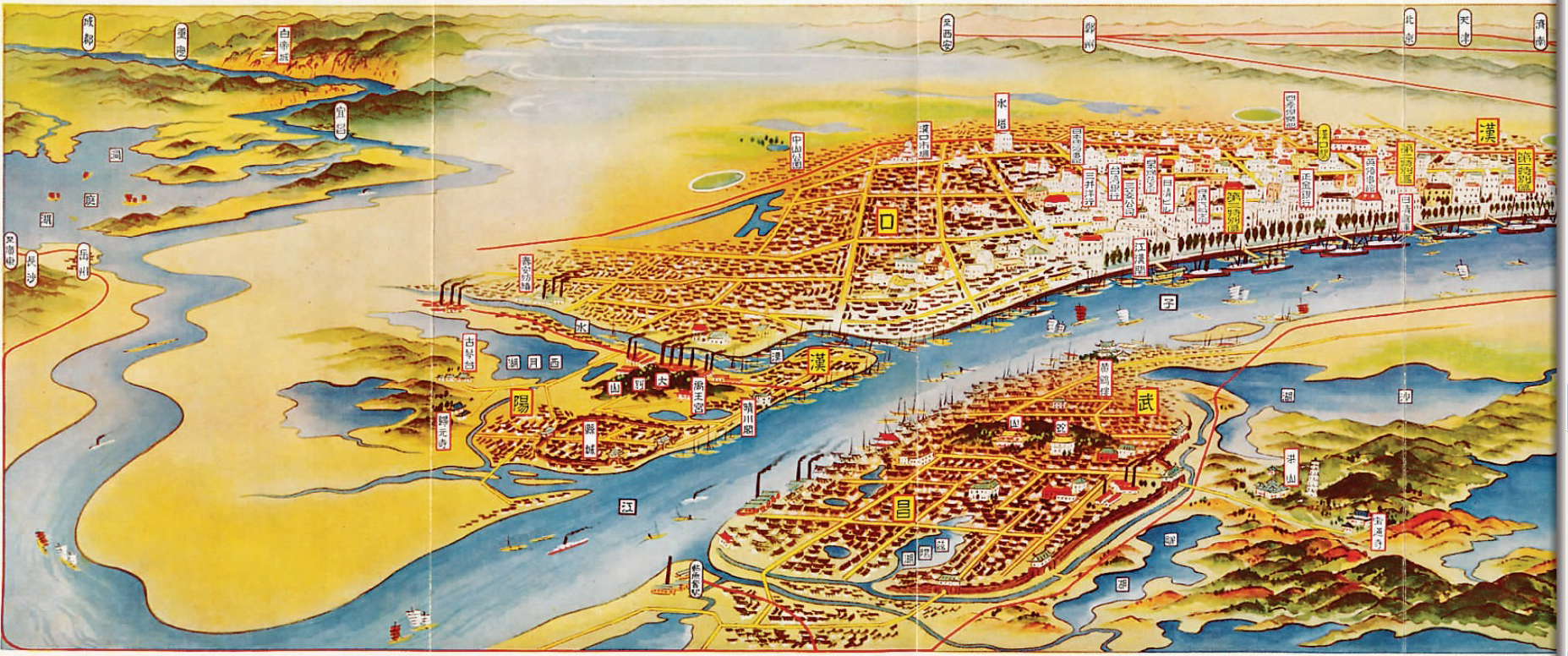
1930年日本人绘制的武汉三镇地图

1911年10月10日，辛亥革命首义于武昌爆发，革命成功后，起义军宣布脱离清朝，建立军政府，成立中華民國，随后中国各省响应，清朝被推翻，中国两千多年的封建时代宣告结束，于是每年十月十日的武昌起义纪念日，定为中華民國的国庆日。1912年1月，黎元洪成为临时副总统兼湖北都督。
北洋军阀统治时期，武汉经济继续迅速发展，尤其是民族资本主义迅速崛起。武汉持续作为中国主要的工业中心之一存在，但是工业的迅速崛起也带来工人阶级的迅速壮大和阶级矛盾的不断扩大，1923年2月，京汉铁路工人大罢工爆发，这是中国工人运动第一次高潮中最有影响的事件。
随着中国北伐战争的推进，1926年9月，北伐军攻占汉口。中华民国国民政府于1926年10月7日成立汉口市政府，刘文岛为汉口市第一任市长。1926年11月21日，国民政府迁都武汉。1927年1月1日發佈命令，决定将汉口、汉阳、武昌合并为一个城市，设为京兆区（首都），定名武汉，成立武漢市政府。这也是武汉三镇首次在行政上统一于一个城市之内。1927年3月24日，中华民国武汉国民政府成立，武漢市由武汉国民政府直屬。同年，中国共产党中央机关也一起搬到武汉，武汉随即成为第一次国共合作的焦点所在，也成为中国政治、军事中心。然而1927年7月15日，武汉国民政府汪精卫默许宁汉合流并发动七一五事变制裁中国共产党后，中国共产党第五次全国代表大会在武汉召开，8月7日共产党在汉口召开会议，提出枪杆子里面出政权，确立武装暴动反抗国民党统治的方针，第一次国共合作宣告失败。11月起，桂系军阀建立在武汉的统治，直到1929年被蒋介石军攻克。1929年4月，武汉再度分治，行政區劃上的武漢市撤銷。1920年代直至抗日战争前夜，武汉城市规模急速扩大，到1936年末有民营近代工厂516家，人口超过120万。

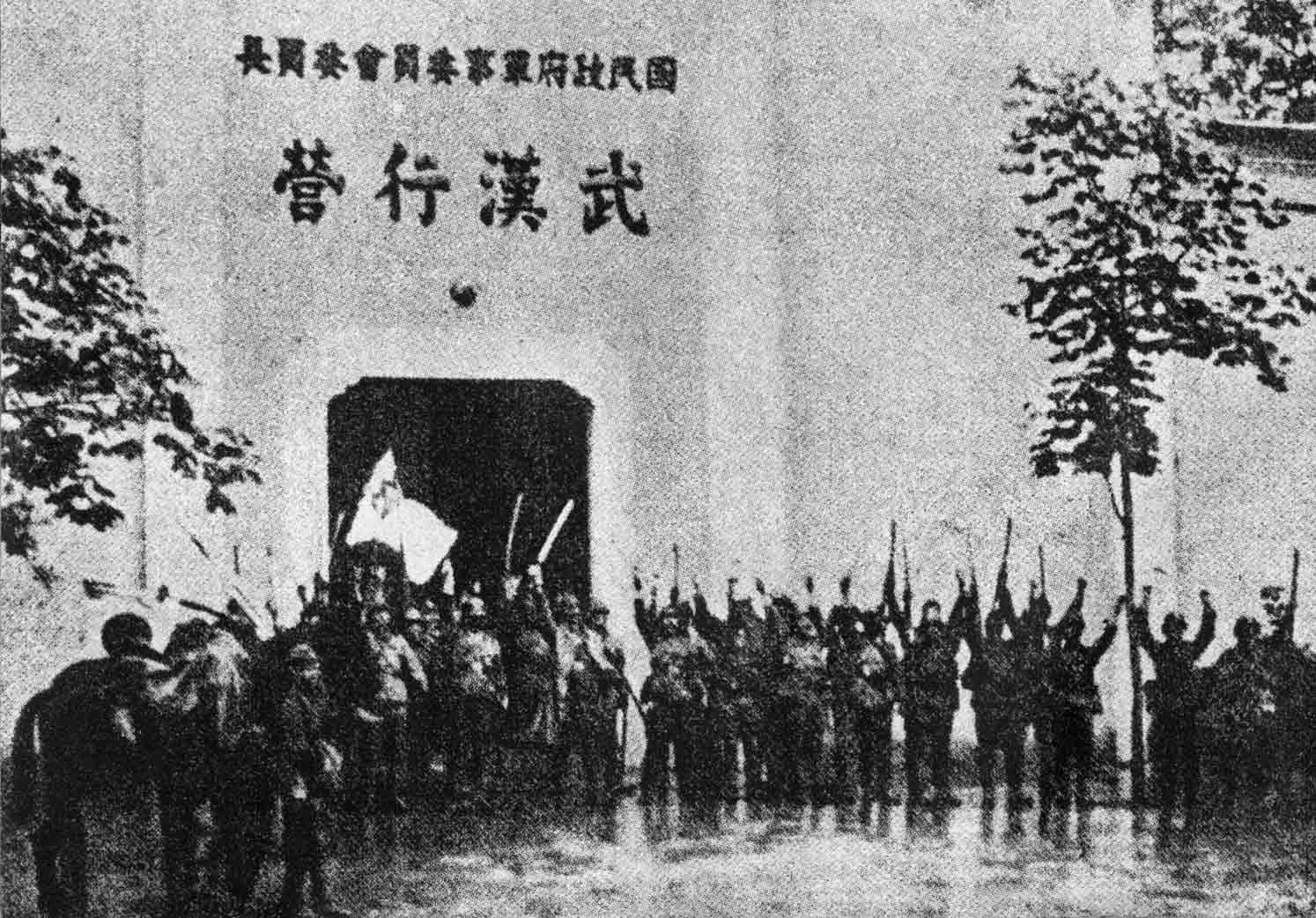
历时四个月的武汉会战过后，日本陆军攻占武汉

抗日战争初期，南京国民政府将武汉作为战时首都据此抵抗日军入侵，为国民政府内迁争取时间。1937年11月，国民政府行政院军事委员会等部门陆续迁至武汉，蔣中正来到武汉指挥全国抗战，中国共产党有关方面力量也陆续来到武汉，国共两党在武汉展开第二次国共合作。武汉作为国民政府和国民党中央各重要机关的临时办公地点，成为中国政治、军事、文化中心。1938年6月，武汉会战打响，国民革命军经历大小战斗数百次，大大消耗日军的力量，粉碎日本三月亡華的图谋，此战也是抗日战争战略防御阶段规模最大、时间最长、消滅日軍最多的一次战役，武汉也因此成为第二次世界大戰的焦点城市。
1938年6月，国民政府决定将武汉的各类工业、军事设施或内迁或破坏，武汉工业的损失达到70%。10月27日，武汉全境被日军占领（除了漢口法租界），中国抗日战争全面进入战略相持阶段。1940年9月，日本扶植的汪精卫政府将武汉特别市改为汉口特别市，期间武汉人口锐减，居民大規模擁入漢口法租界避難，常有骚乱发生。1944年12月，美军对武汉进行轮番轰炸，是为汉口大空袭，武汉市区遭到严重破坏，汉口大空袭是美軍在首次使用燃烧弹对人口密集的大城市进行地毯式轟炸。

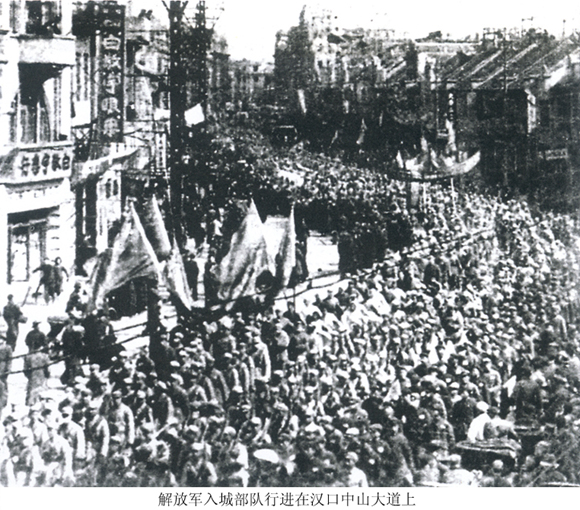
1949年5月16日，解放军第四野战军入城部队进入汉口市中山大道

1945年9月，国民政府收复武汉后，将武昌和汉阳组建武昌市，汉口仍为直辖市。国民政府军事委员会成立武汉行营，白崇禧坐镇。1946年10月，仅管辖武昌地区的武昌市政府成立，汉阳市区划为汉阳县。1947年8月，汉口市成为中华民国行政院院辖市。1948年秋，白崇禧在武汉谋求划江而治，同时向武汉工商业募捐以备战。
1949年5月16日，中国人民解放军第四野战军八师进入汉口市区；17日，江汉军区独立一旅进入汉阳县，第四野战军第四十军一五三师进入武昌市，至此，解放军接管武汉三镇。

### 中华人民共和国

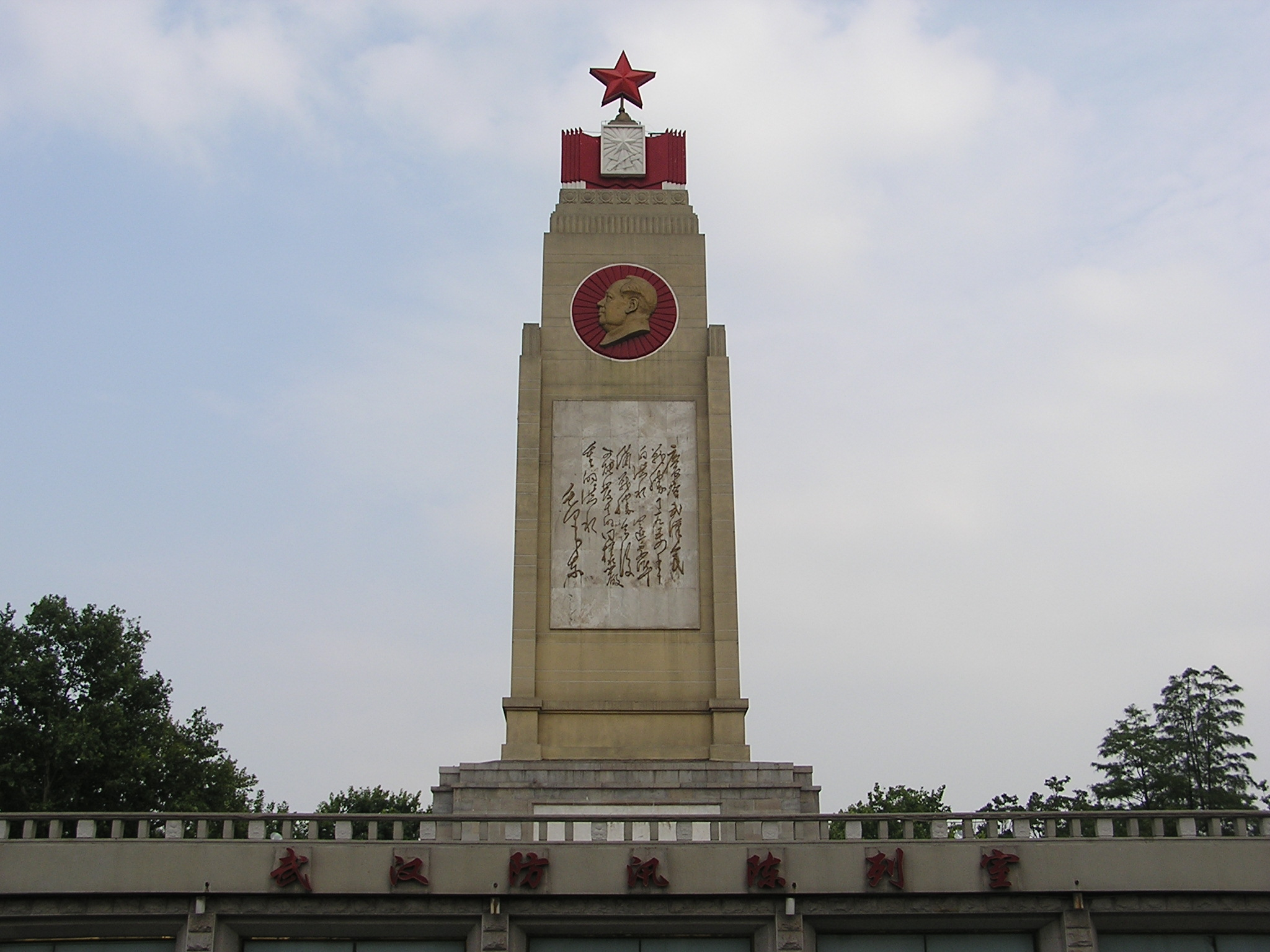
武汉防汛纪念碑

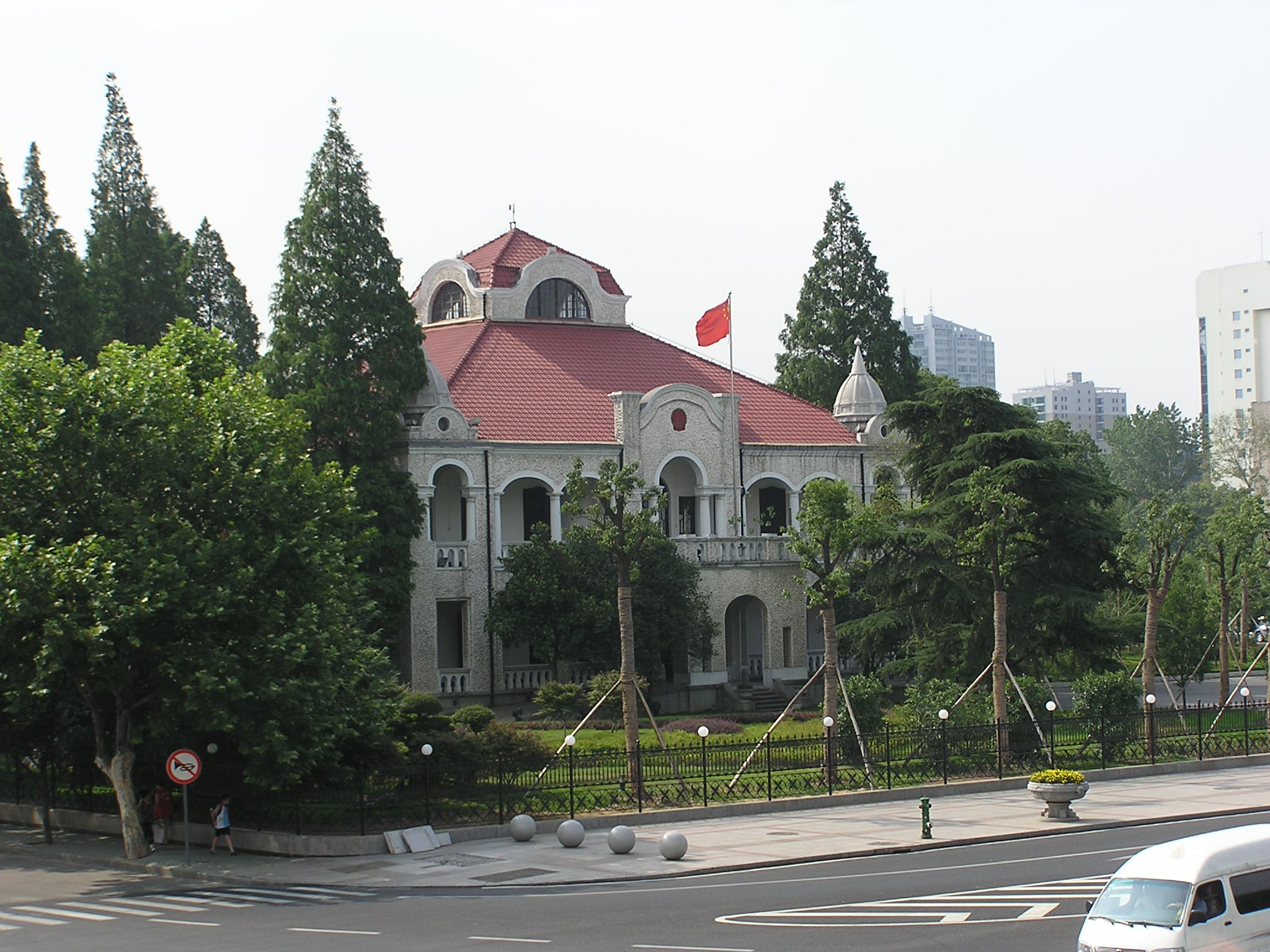
位于沿江大道的原德国领事馆，現為武汉市人民政府

1949年5月24日，武汉市人民政府成立。直到1954年6月以前，武汉市是中央直辖市，并且是中南大行政区党政军机关所在地。1954年6月，武汉市被并入湖北省，并被改为湖北省省会。一五计划时期，武汉被确定为“重点城市”进行建设。根据中央“优先发展重工业”的指导思想，国家在武汉地区投资新建大型国营企业32个，奠定武汉引以为傲的工业基础。自此，武汉由“工商金融和近代工业中心”迅速的转变为中华人民共和国的工业基地。到1956年，公有制经济在武汉取得统治地位。1957年，武汉长江大桥建成通车。大桥联通京汉、粤汉铁路组成中国重要的南北铁路干线之一——京广铁路，极大地促进中国南北交流，也使武汉三镇从陆上连成一体，成为完整统一的武汉城区。
1965年开始的“三线建设”，武汉收获一批国家级大项目，使武汉的经济地位更加稳固。从建国初期到改革开放初期，武汉经济规模长期位居全国第四位，仅次于北京、上海、天津，武汉也成为计划经济时代全國三大工業中心、三大交通商業中心、三大教育中心之一。从中华人民共和国建国至1974年，毛泽东曾48次下榻武汉东湖宾馆并主持国家政务，使武汉成为他自1949年以后除了中南海以外居住时间最长的地方，也使武汉成为北京之外的另一个国家政治中心。期间，在武汉召开中国共产党八届六中全会等多次中央会议。
1975年，武昌县、漢陽縣划归武汉市。1983年，新洲县、黃陂縣划归武汉市。1984年5月21日，中共中央、国务院正式批准武汉市为经济体制综合改革试点城市，实行计划单列。1992年，鄧小平「南巡談話」的第一站來到武昌，指示武漢在原有的基礎上，建成新的全國三大製造業中心、三大科技開發中心、三大金融貿易中心，在全國經濟中起龍腰的作用，随后几年，武汉發展速度連年突破16%，經濟總量一直保持全國前三甲，城市規模始終排名全國城市前列。
然而自20世纪80年代末以来的20年间，由于国家奉行“非均衡发展战略”，中部、湖北和武汉成为“政策洼地”被不断边缘化。同时，武汉还是一个“重税区域”，自身结余极为有限，严重影响武汉城市建设。至此，武汉逐渐被上海、广州、深圳等地区抛在身后。此外，当时的湖北省委省政府对省内武汉“一城独大”的现状，提出“削峰填谷”政策，即平抑武汉的发展并将行政资源全部用于发展湖北其他城市，造成武汉经济进一步下滑，这种情况直至2001年湖北省委领导班子调整后才有改变。
随着中国经济由出口拉动向内需拉动转型，武汉的区位及科教优势被重新认定。2007年12月7日，国务院正式批准武汉城市圈为综合配套改革试验区。2010年3月12日，国务院正式批复《武汉市城市总体规划》，重新确立武汉市为中部地区中心城市。
2008年前后开始，湖北及武汉两级政府抓住国家经济环境变化的大势，全市经济大幅增长，并被认为是国内“唯一能够实现制造产业升级换代的城市”和中国发展速度最快的极少数城市之一，目前全市高新技术制造业占规模以上工业增加值的比重仅次于深圳等极少数城市，城市创新能力在全国排名第二，创业环境在中国大陆排名前十强。武汉初步改变传统印象中“重工业基地”的形象，变成一座新型经济城市。武汉城市功能日趋完善，硬件建设突飞猛进，城市面貌显著改善，对外来人口的吸附作用日渐增强，特别是备受年轻人青睐，年轻人口净增率现仅次于深圳排名全国第二，是近年来全国吸引外来人口最多的城市之一，城市活力排名全球第七。
2016年8月，中央正式批复同意武汉设立“自由贸易区”，武汉自贸区主要是落实中央关于中部地区有序承接产业转移、建设一批战略性新兴产业和高技术产业基地的要求，发挥其在实施中部崛起战略和推进长江经济带建设中的示范作用。2016年9月，中央正式印发《长江经济带发展规划纲要》，武汉被列为超大城市，提出发挥武汉核心作用，打造具有全球影响力的内河经济带。2017年1月25日，国家发改委公布《关于支持武汉建设国家中心城市的复函》指出，武汉要加快建成“以全国经济中心、高水平科技创新中心、商贸物流中心和国际交往中心四大功能为支撑的国家中心城市”。
2019年11月，2019冠狀病毒病在武汉爆发，武汉新冠肺炎疫情防控指挥部于2020年1月23日宣佈：自2020年1月23日10时起，全市城市公交、地铁、轮渡、长途客运暂停运营，机场、火车站离汉通道暂时关闭，武汉“封城”。2月14日起，进一步对所有小区实行封闭管理。3月28日，武汉17个铁路客站恢复办理到达业务，城市公交、地铁部分线路恢复运营。4月8日零时，历经76天的封锁，武汉解除离汉离鄂通道管控措施，恢复对外交通。
根据住房和城乡建设部于2022年10月公布的《2021年城市建设统计年鉴》，由于武汉常住人口突破一千万，武汉位列超大城市，为全国第八名。

## 自然地理

### 地理位置

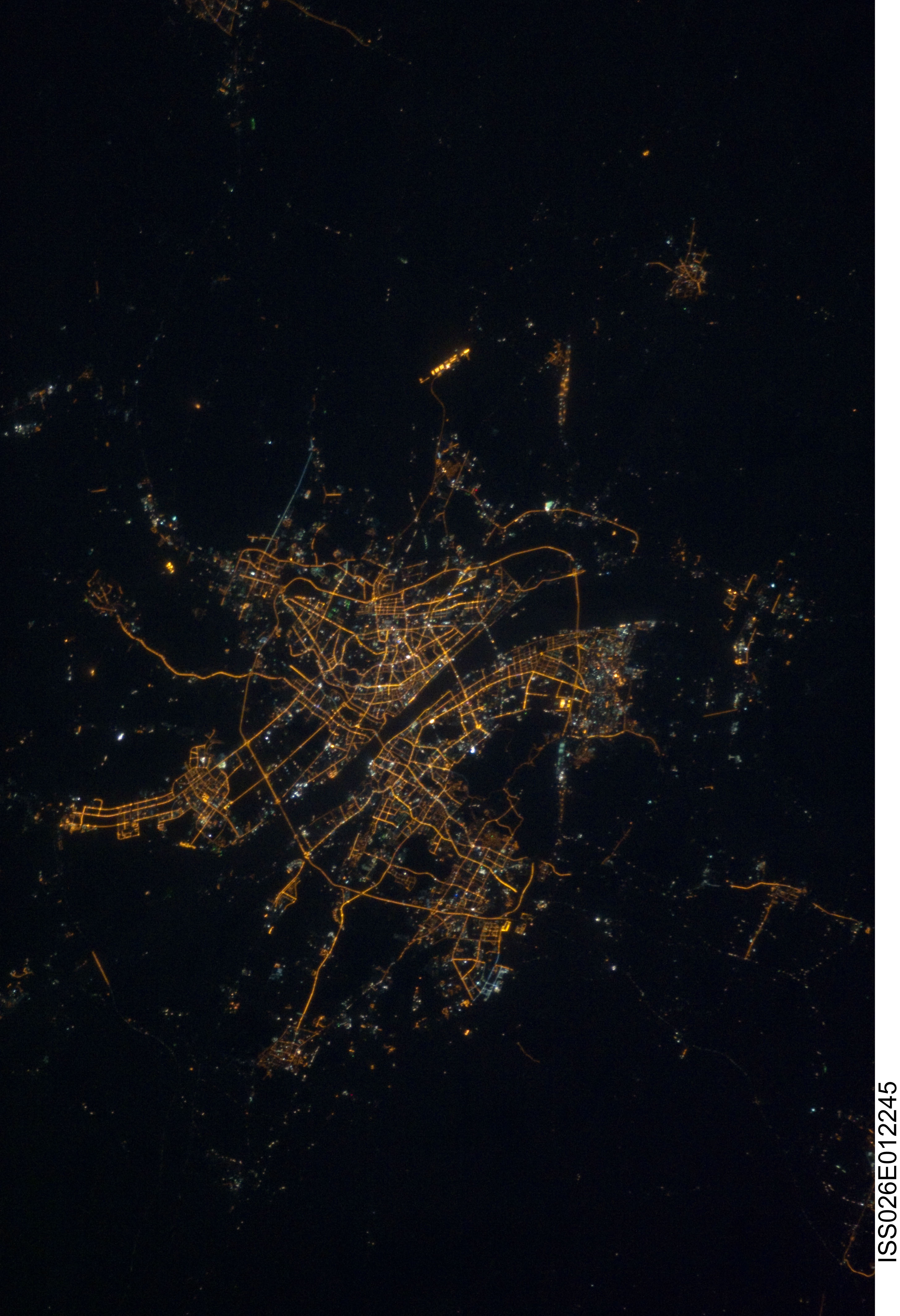
武汉夜空卫星图

武汉位于中国的中部地区，地理位置东经113°41’~115°05’，北纬29°58’~31°22’。东西距最大为134公里，南北距最大为155公里。紫金山天文台将该台於1980年11月13日發現的小行星3206命名为“武漢”。
武汉地处长江黄金水道与京广铁路大动脉的十字交汇点，在中国经济地理圈层中，处于得天独厚的优越位置，其内层与湖北省的宜昌、襄阳以及中部长沙、南昌、株洲等城市相距300公里左右，中层与省内的十堰以及邻省的郑州、合肥、南京等大中城市600公里左右，外层与北京、上海、广州、香港、天津、重庆、成都、青岛、西安、贵阳等主要城市均相距1000公里左右。中国大陆80%以上的城市和人口都在以武汉为中心，1000公里为半径的这个圆圈内，所以武汉也被公认为是中国经济地理中心。
武汉处于长江中下游平原的江汉平原东部，东与黄冈市的团风县、鄂州市的华容区、梁子湖区、黄石的大冶市接壤，南与咸宁市区及嘉鱼县相连，西与荆州的洪湖市、仙桃省辖市、孝感的汉川市毗邻，北与孝感市的孝南区、孝昌县、大悟县、黄冈的红安县、麻城市相接，形似一只自西向东的蝴蝶。

### 地质地貌
武汉地形以平原为主，兼有少量低山丘陵以及岗地。全市低山、丘陵、垄岗平原与平坦平原的面积分别占土地总面积的5.8％、12.3％、42.6％和39.3％。平坦平原位于长江、汉江及其支流两岸以及湖泊周围，是棉花和蔬菜产区。垄岗平原位于湖泊周围和丘陵向平原的过渡带，盛产水稻和鱼。丘陵分为三列，均被林木覆盖。北列分布在新洲区、黄陂区北部，中列横穿城区，南列分布在蔡甸区、江夏区北部。低山主要分布在黄陂区和新洲区东北部，海拔在200米～500米以上。黄陂区和孝感市交界的双尖峰，海拔872.5米，是武汉最高点。中心城区的最高点位置位于洪山区的顶冠峰，海拔200.1米。矿产主要有煤、磷、黄铁矿等。

### 气候与生物
武汉属亚热带季风气候区，具有雨量充沛、日照充足、四季分明，夏热冬温等特点。一年中，1月平均气温最低，4.1℃，冬季长110天；7月平均气温最高，29.2℃，夏季长达135天；春秋两季各约60天。极端最高气温39.7℃（2017年7月27日），极端最低气温-18.1℃（1977年1月30日）。初夏梅雨季节雨量较集中，年降水量为1050～1200毫米。武汉稳定≥10℃活动积温在5000℃～5300℃之间，年无霜期240天。
自然植被以常绿阔叶、落叶阔叶混交林为主，马尾松、杉木、栎树分布普遍。
| 武汉市气象数据（平均数据自1981年统计至2010年，极端数据自1951年统计至今） | 武汉市气象数据（平均数据自1981年统计至2010年，极端数据自1951年统计至今） | 武汉市气象数据（平均数据自1981年统计至2010年，极端数据自1951年统计至今） | 武汉市气象数据（平均数据自1981年统计至2010年，极端数据自1951年统计至今） | 武汉市气象数据（平均数据自1981年统计至2010年，极端数据自1951年统计至今） | 武汉市气象数据（平均数据自1981年统计至2010年，极端数据自1951年统计至今） | 武汉市气象数据（平均数据自1981年统计至2010年，极端数据自1951年统计至今） | 武汉市气象数据（平均数据自1981年统计至2010年，极端数据自1951年统计至今） | 武汉市气象数据（平均数据自1981年统计至2010年，极端数据自1951年统计至今） | 武汉市气象数据（平均数据自1981年统计至2010年，极端数据自1951年统计至今） | 武汉市气象数据（平均数据自1981年统计至2010年，极端数据自1951年统计至今） | 武汉市气象数据（平均数据自1981年统计至2010年，极端数据自1951年统计至今） | 武汉市气象数据（平均数据自1981年统计至2010年，极端数据自1951年统计至今） | 武汉市气象数据（平均数据自1981年统计至2010年，极端数据自1951年统计至今） |
| 月份                                                                     | 1月                                                                      | 2月                                                                      | 3月                                                                      | 4月                                                                      | 5月                                                                      | 6月                                                                      | 7月                                                                      | 8月                                                                      | 9月                                                                      | 10月                                                                     | 11月                                                                     | 12月                                                                     | 全年                                                                     |
| ------------------------------------------------------------------------ | ------------------------------------------------------------------------ | ------------------------------------------------------------------------ | ------------------------------------------------------------------------ | ------------------------------------------------------------------------ | ------------------------------------------------------------------------ | ------------------------------------------------------------------------ | ------------------------------------------------------------------------ | ------------------------------------------------------------------------ | ------------------------------------------------------------------------ | ------------------------------------------------------------------------ | ------------------------------------------------------------------------ | ------------------------------------------------------------------------ | ------------------------------------------------------------------------ |
| 历史最高温 °C（°F）                                                      | 25.4 (77.7)                                                              | 29.1 (84.4)                                                              | 32.4 (90.3)                                                              | 35.1 (95.2)                                                              | 36.1 (97.0)                                                              | 37.8 (100.0)                                                             | 39.7 (103.5)                                                             | 39.6 (103.3)                                                             | 37.6 (99.7)                                                              | 37.9 (100.2)                                                             | 30.4 (86.7)                                                              | 23.3 (73.9)                                                              | 39.7 (103.5)                                                             |
| 平均高温 °C（°F）                                                        | 8.1 (46.6)                                                               | 10.7 (51.3)                                                              | 15.2 (59.4)                                                              | 22.1 (71.8)                                                              | 27.1 (80.8)                                                              | 30.2 (86.4)                                                              | 32.9 (91.2)                                                              | 32.5 (90.5)                                                              | 28.5 (83.3)                                                              | 23.0 (73.4)                                                              | 16.8 (62.2)                                                              | 10.8 (51.4)                                                              | 21.5 (70.7)                                                              |
| 日均气温 °C（°F）                                                        | 4.0 (39.2)                                                               | 6.6 (43.9)                                                               | 10.9 (51.6)                                                              | 17.4 (63.3)                                                              | 22.6 (72.7)                                                              | 26.2 (79.2)                                                              | 29.1 (84.4)                                                              | 28.4 (83.1)                                                              | 24.1 (75.4)                                                              | 18.2 (64.8)                                                              | 11.9 (53.4)                                                              | 6.2 (43.2)                                                               | 17.1 (62.9)                                                              |
| 平均低温 °C（°F）                                                        | 1.0 (33.8)                                                               | 3.5 (38.3)                                                               | 7.4 (45.3)                                                               | 13.6 (56.5)                                                              | 18.9 (66.0)                                                              | 22.9 (73.2)                                                              | 26.0 (78.8)                                                              | 25.3 (77.5)                                                              | 20.7 (69.3)                                                              | 14.7 (58.5)                                                              | 8.4 (47.1)                                                               | 2.9 (37.2)                                                               | 13.8 (56.8)                                                              |
| 历史最低温 °C（°F）                                                      | −18.1 (−0.6)                                                             | −14.8 (5.4)                                                              | −5.0 (23.0)                                                              | −0.3 (31.5)                                                              | 7.2 (45.0)                                                               | 13.0 (55.4)                                                              | 17.3 (63.1)                                                              | 16.4 (61.5)                                                              | 10.1 (50.2)                                                              | 1.3 (34.3)                                                               | −7.1 (19.2)                                                              | −10.1 (13.8)                                                             | −18.1 (−0.6)                                                             |
| 平均降水量 mm（）                                                        | 48.7 (1.92)                                                              | 65.5 (2.58)                                                              | 91.0 (3.58)                                                              | 135.7 (5.34)                                                             | 166.8 (6.57)                                                             | 218.2 (8.59)                                                             | 228.1 (8.98)                                                             | 117.5 (4.63)                                                             | 74.0 (2.91)                                                              | 80.9 (3.19)                                                              | 60.0 (2.36)                                                              | 29.6 (1.17)                                                              | 1,316 (51.82)                                                            |
| 平均降水天数（≥ 0.1 mm）                                                 | 9.5                                                                      | 9.8                                                                      | 13.1                                                                     | 12.5                                                                     | 12.2                                                                     | 11.8                                                                     | 11.6                                                                     | 9.6                                                                      | 7.5                                                                      | 9.0                                                                      | 8.0                                                                      | 6.9                                                                      | 121.5                                                                    |
| 平均相對濕度（％）                                                       | 76                                                                       | 75                                                                       | 75                                                                       | 75                                                                       | 74                                                                       | 77                                                                       | 77                                                                       | 77                                                                       | 75                                                                       | 76                                                                       | 75                                                                       | 73                                                                       | 75                                                                       |
| 月均日照時數                                                             | 101.9                                                                    | 97.0                                                                     | 121.8                                                                    | 152.8                                                                    | 181.0                                                                    | 170.9                                                                    | 220.2                                                                    | 226.4                                                                    | 175.8                                                                    | 151.9                                                                    | 139.3                                                                    | 126.5                                                                    | 1,865.5                                                                  |
| 可照百分比                                                               | 33                                                                       | 33                                                                       | 31                                                                       | 39                                                                       | 43                                                                       | 43                                                                       | 54                                                                       | 59                                                                       | 48                                                                       | 46                                                                       | 45                                                                       | 43                                                                       | 43                                                                       |
| 来源：中国气象局（1971–2000年间的降水天数和日照数据）                    |                                                                          |                                                                          |                                                                          |                                                                          |                                                                          |                                                                          |                                                                          |                                                                          |                                                                          |                                                                          |                                                                          |                                                                          |                                                                          |

### 水文
武汉境内的长江、汉水、倒水河、滠水河和举水河等5条河流的水质均达到地面水环境质量标准，郊区县水质基本达到天然饮用水标准。以城区为中心，以长江为主干构成的庞大水网，保证了良好的森林植被以及生态环境。长江由汉南区进入武汉市，自西南向东北流，到天兴洲又折向东南，在左岭附近又折向东北，在新洲区大埠出境，流程150.5公里。长江武汉段水量大，年平均7100亿m3、汛期长、水位变化显著。河道比较平直，但有丘陵逼近江岸，控制河道，使河道受约束，产生了天兴洲、白沙洲等淤积而成的沙洲。长江在武汉城区最窄处位于武汉长江大桥下，宽1100米；最宽处位于青山区，宽3880米。漢江从蔡甸区进入武汉市，在南岸咀注入长江，在武汉境内河道弯曲达22处。
长江与其最大的支流汉水交汇于此，将武汉市区分为汉口、汉阳以及武昌等三部分，俗称武汉三镇。武汉市区地形以平原为主，中部散列东西向残丘，且市内湖泊塘堰众多，素有“百湖之市”的美誉，现有大小湖泊166个，其中有43个在中心城区。其中武昌的东湖曾为中国第一大城中湖，随着武汉市区面积不断扩大，位于武昌南部郊区的汤逊湖现已取代东湖为中国第一大城中湖。武汉的水域面积共2217.6平方公里，占超过全市面积的四分之一，其中湖泊面积为803.17平方公里，湖泊水面率居全国各大城市的首位。

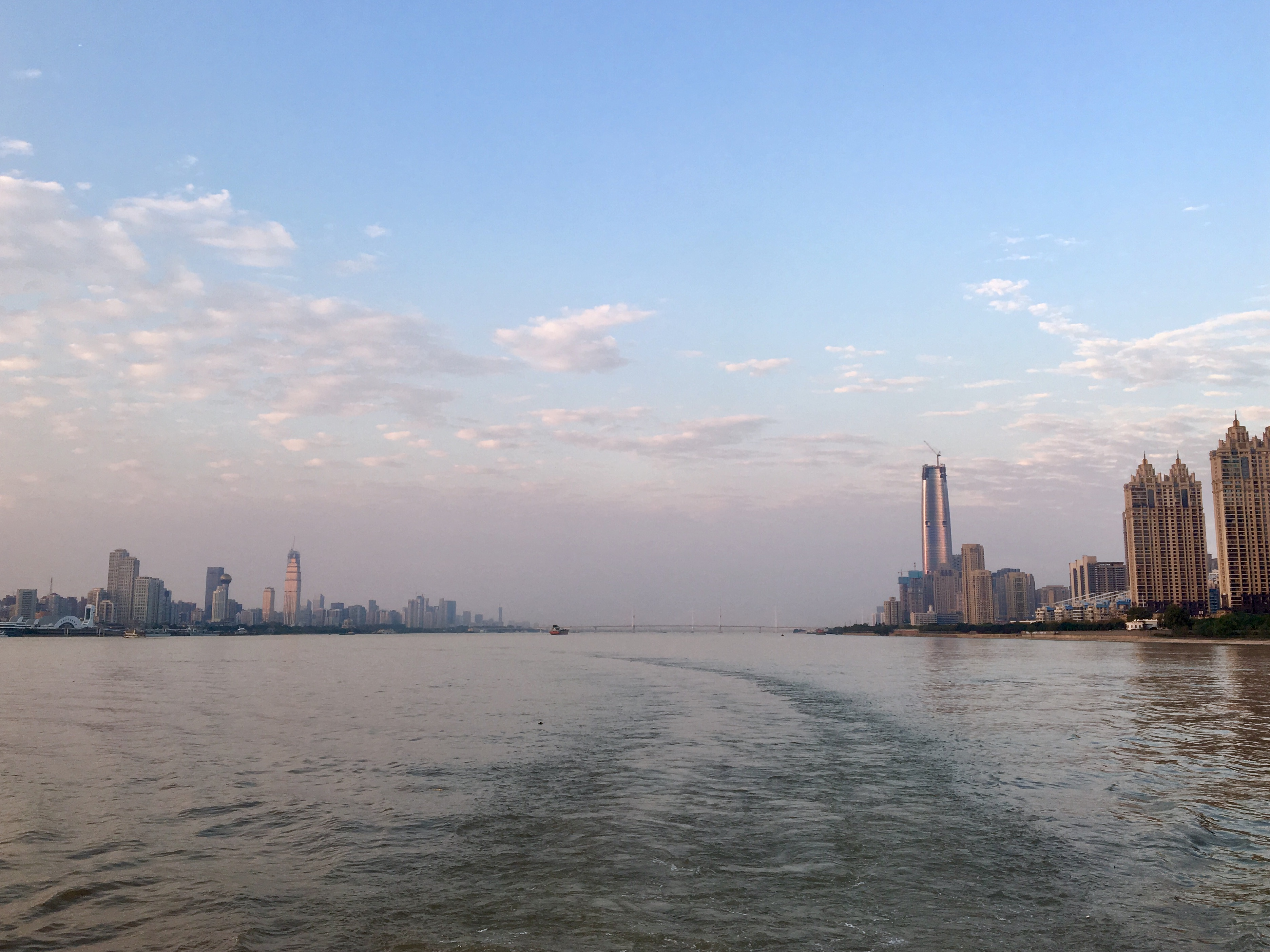
长江武汉城区段
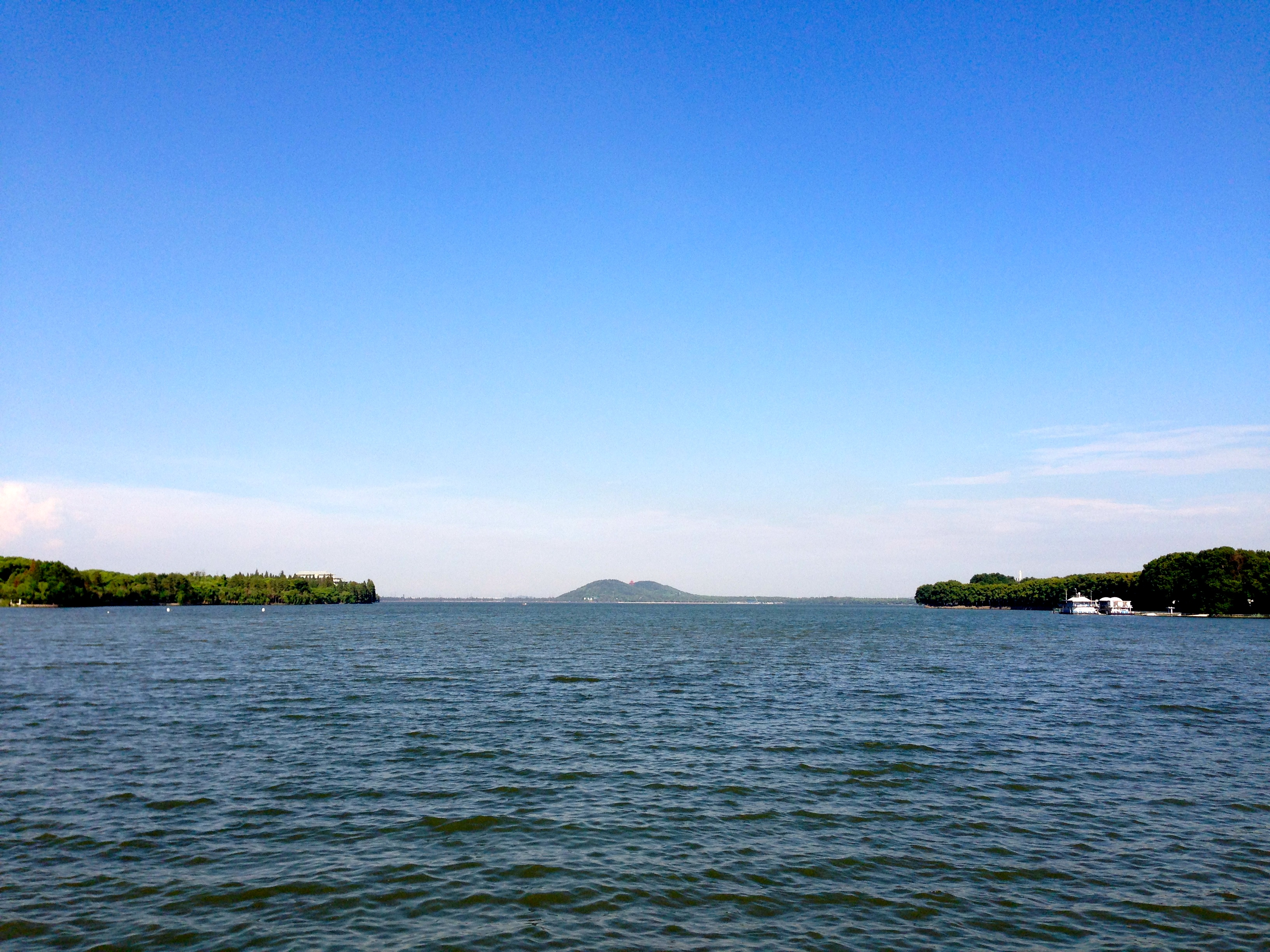
东湖
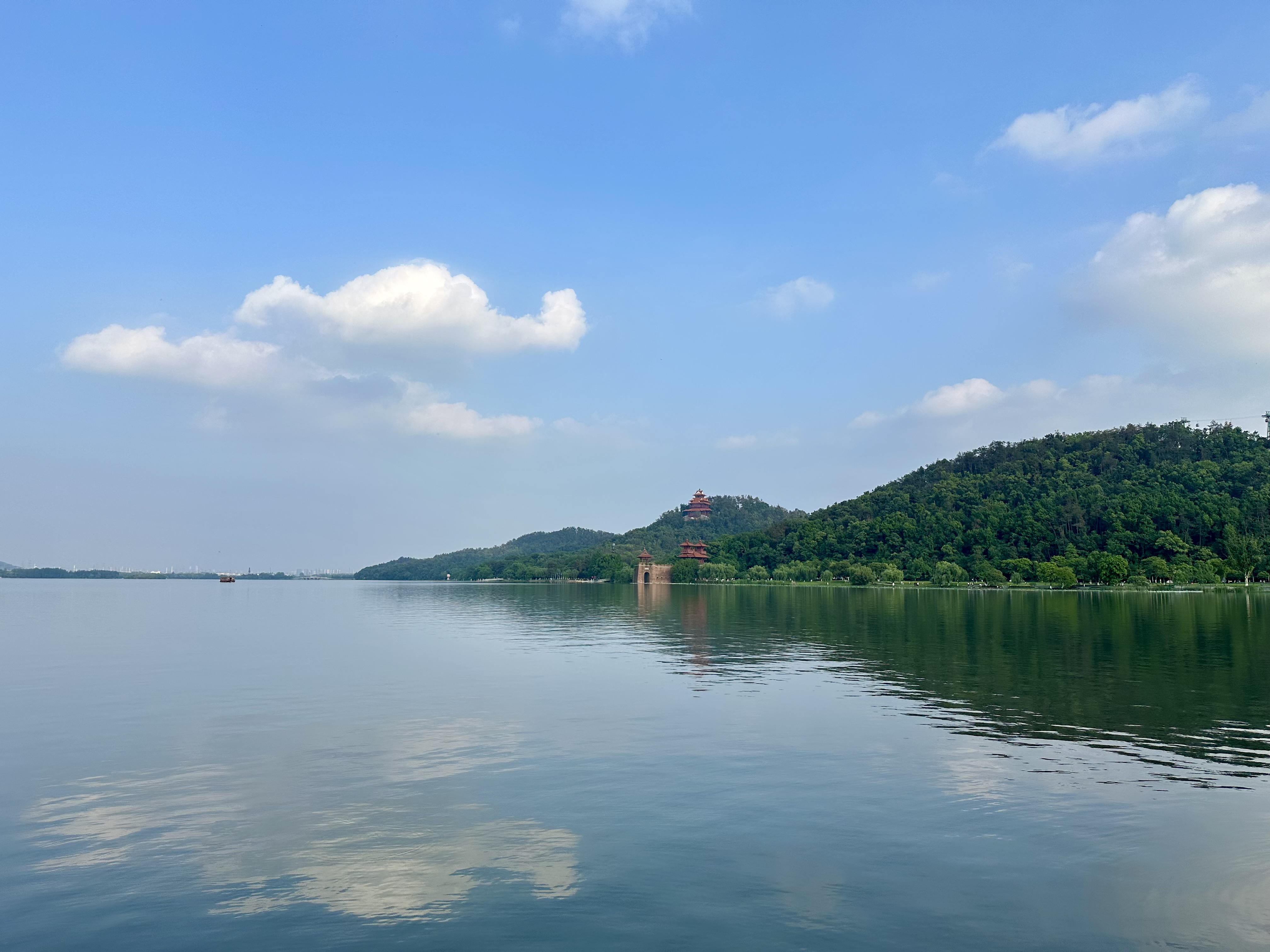
中列丘陵：磨山
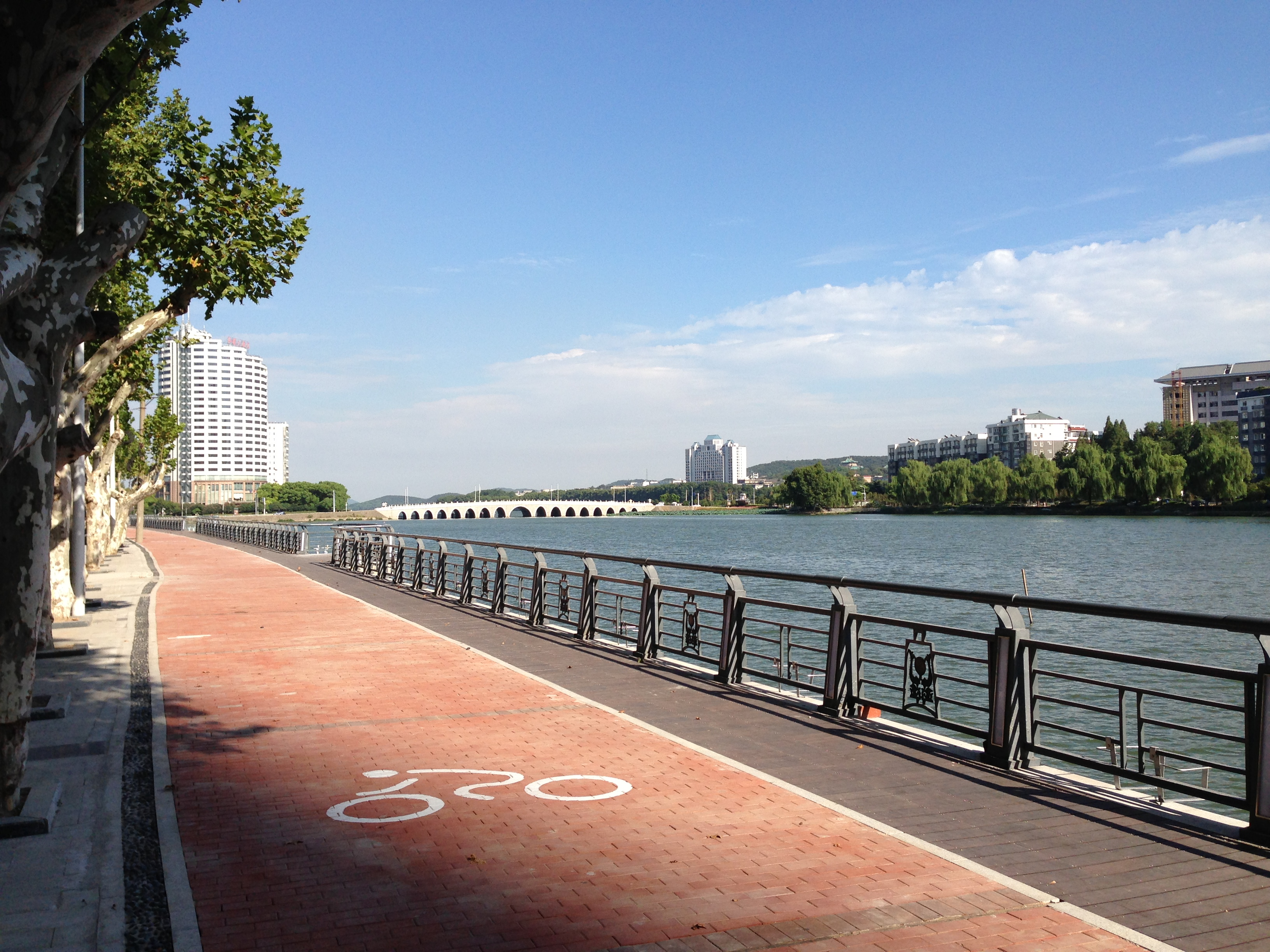
水果湖
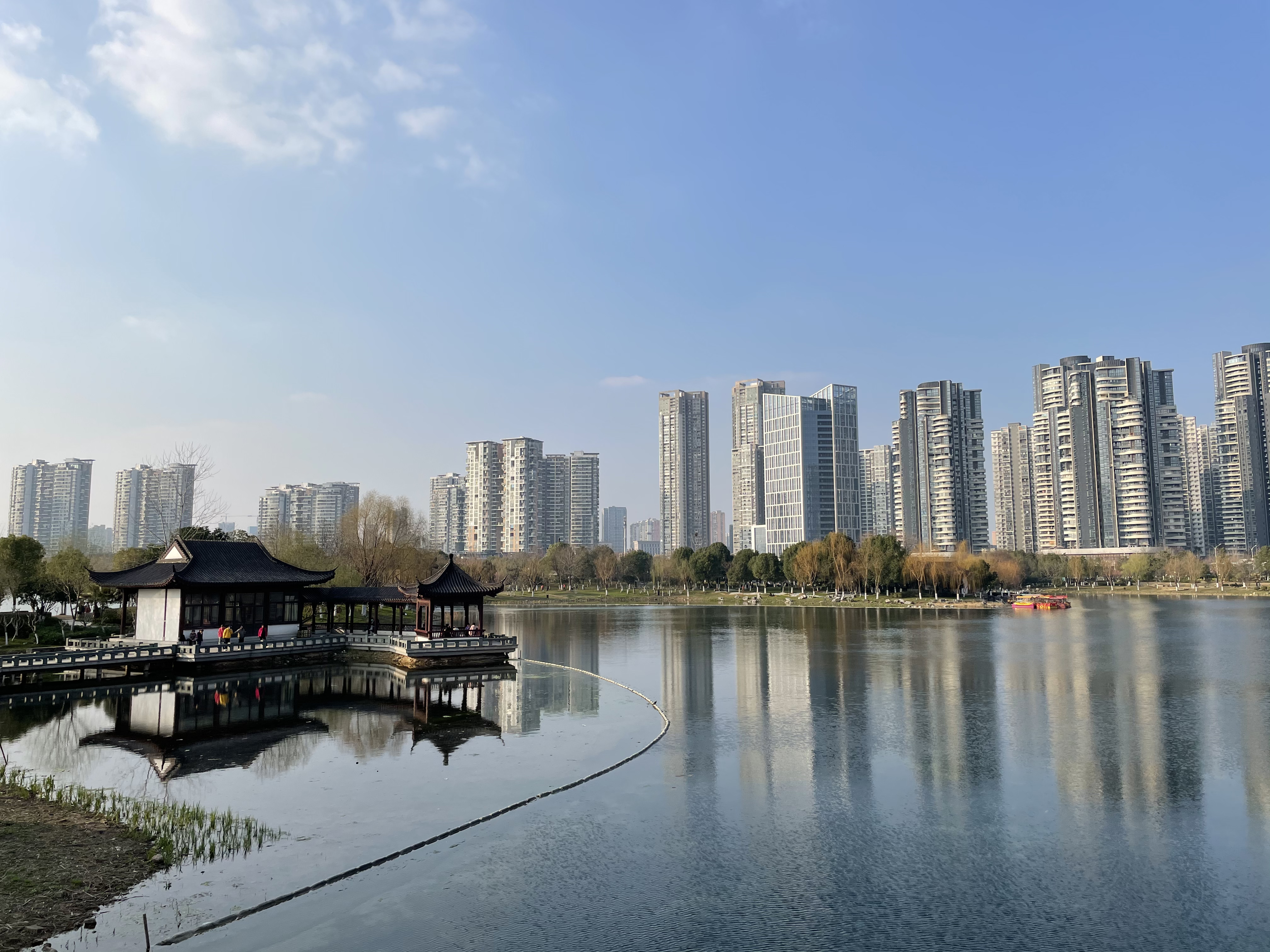
沙湖
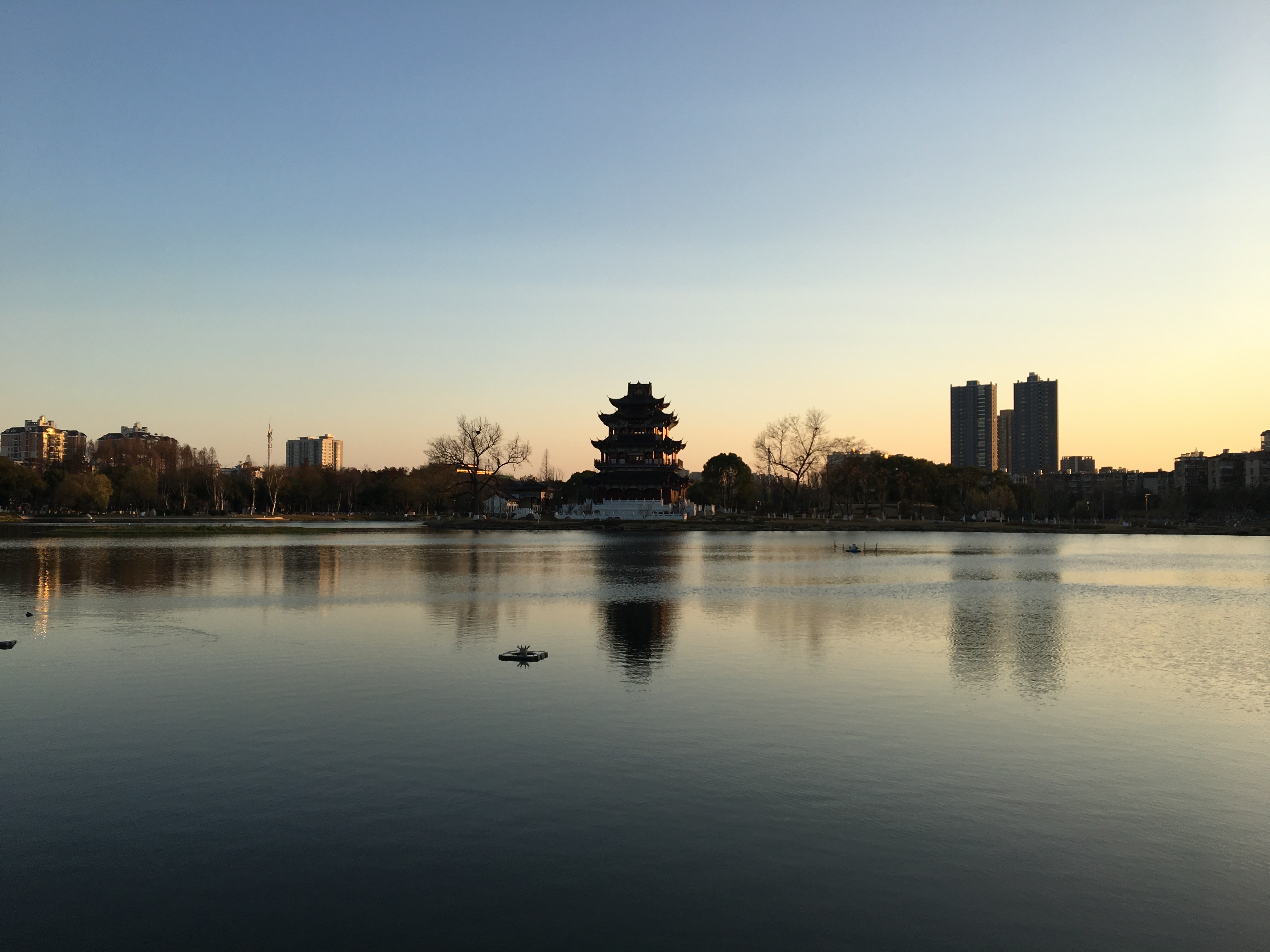
紫阳湖

## 政治

### 现任领导
| 机构     | · 中国共产党 · 武汉市委员会 | 武汉市人民代表大会 常务委员会 | 武汉市人民政府    | · 中国人民政治协商会议 · 武汉市委员会 | 武汉市监察委员会   |
| 职务     | 书记                        | 主任                          | 市长              | 主席                                  | 主任               |
| -------- | --------------------------- | ----------------------------- | ----------------- | ------------------------------------- | ------------------ |
| 姓名     | 郭元强                      | 胡立山                        | 盛阅春            | 杨智                                  | 陈国良             |
| 民族     | 汉族                        | 汉族                          | 汉族              | 汉族                                  | 汉族               |
| 籍贯     | 河南省光山县                | 湖北省咸宁市                  | 浙江省杭州市      | 四川省资阳市                          | 湖北省崇陽縣       |
| 出生日期 | 1965年7月（60歲）           | 1963年6月（62歲）             | 1968年3月（57歲） | 1963年11月（61歲）                    | 1968年11月（56歲） |
| 就任日期 | 2021年9月                   | 2020年1月                     | 2024年5月         | 2021年1月                             | 2025年1月          |

### 行政区划
武汉为全国15个副省级城市之一，下辖13个市辖区，其中7个主城区及6个新城区。
- 主城区：江岸区、江汉区、硚口区、汉阳区、武昌区、青山区、洪山区
- 新城区：东西湖区、汉南区、蔡甸区、江夏区、黄陂区、新洲区

另外设有由武汉市人民政府直接管理的1个国家级高新技术产业开发区、2个国家级经济技术开发区、1个化学工业区、1个风景区和1个新港：
- 武汉东湖新技术开发区（俗称中国光谷，国家级高新区，湖北省人民政府派出、委托武汉市管理）
- 武汉经济技术开发区（俗称沌口开发区，整体托管汉南区）
- 武汉临空港经济技术开发区（原名吴家山台商投资区，与东西湖区行政建制并存，实行区、区合一的体制）
- 武汉化学工业区（与青山区行政建制并存）
- 武汉东湖生态旅游风景区
- 武汉新港（湖北省人民政府派出、委托武汉市管理）

## 经济

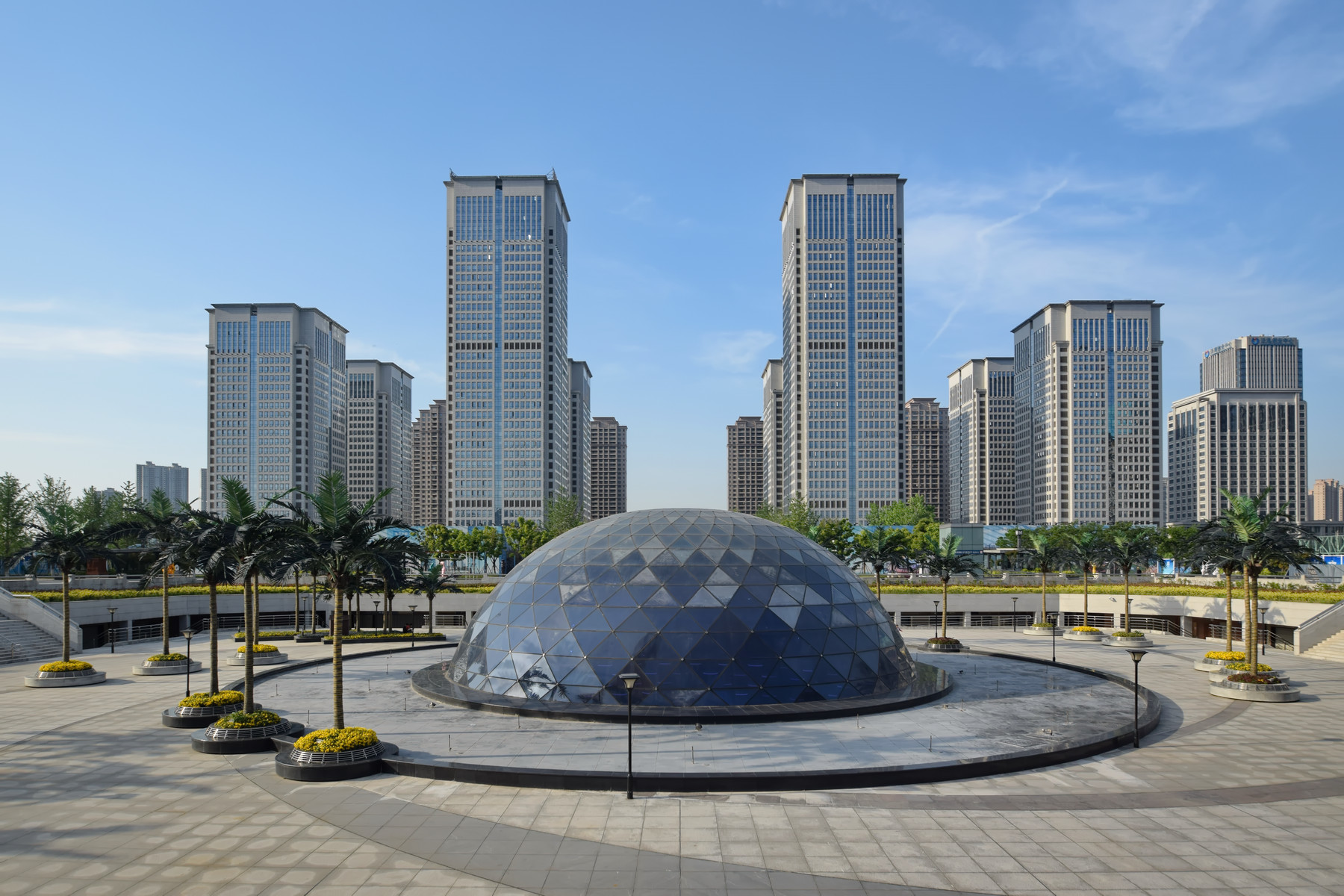
武汉中央商务区

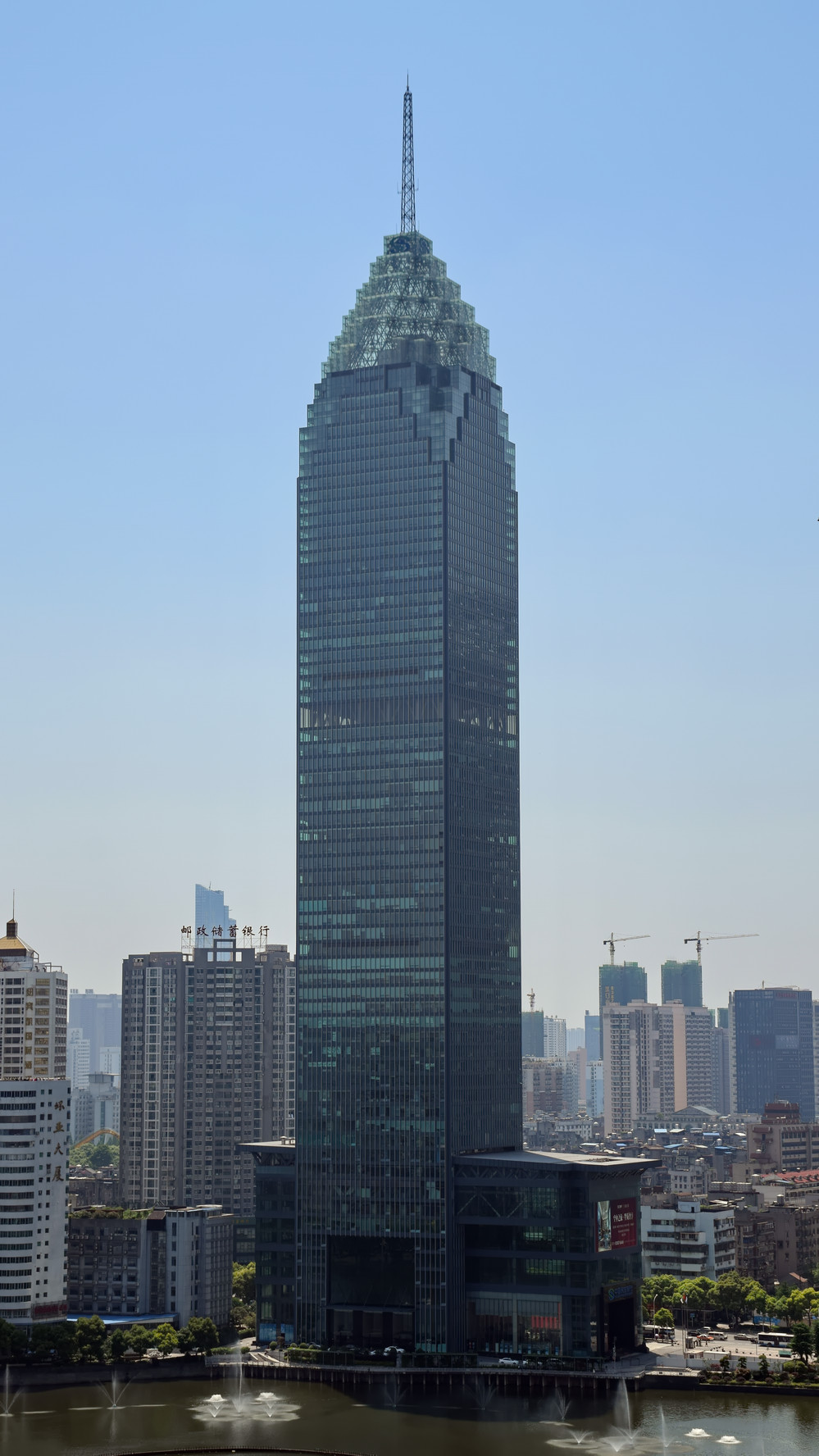
武漢民生銀行大廈

武汉是华中地区乃至中国内陆最大的工商业城市之一，拥有冶金、纺织、造船、制造、光电、信息、教育、医药、食品、化工、汽车等产业。在清朝末期、國民政府时期及中华人民共和国初期，武汉三镇经济繁荣，位居亚洲前列。但自1980年代以来，武汉的发展未能跟上改革开放的步伐，逐渐被“珠三角”、“长三角”和“环渤海”地区抛在了身后。这种情况在进入21世纪后开始迅速转变，城市建设有了长足的进步，2015年武汉市获评全国卫生文明城市后，城市面貌大为改善。20世纪90年代，武汉建立了位于武昌的国家级高新区武汉东湖新技术开发区（武汉·中国光谷）、位于蔡甸区沌口和位于汉口东西湖的国家级经济技术开发区武汉经济技术开发区和武汉临空港经济技术开发区，以及位于新洲阳逻的武汉阳逻经济开发区。中国最大钢铁公司宝武钢铁的子公司武汉钢铁（集团）公司位于武汉；中国三大汽车制造厂之一东风汽车公司总部位于武汉；中国最大的水电能源企业中国长江三峡集团总部亦位于武汉。同时，武汉拥有武汉经开综合保税区、武汉东湖综合保税区、武汉新港空港综合保税区三个综合保税区。
近年来，武汉经济发展迅速，在中国城市经济排名中不断上升，成为当前中国发展最快的城市之一，工业产值仅次于上海市和重庆市，高于南京市，是长江沿线城市带三大经济体之一，人均GDP达2.11万美元。经国家统计局核实，2014年，武汉市GDP迈入中国城市“万亿GDP俱乐部”，居华中地区首位，並在15个副省级城市中位列第三。2022年，武汉市地区生产总值达18866.43亿元人民币，城镇居民和农村居民人均可支配收入分别为58449元和29304元，位列大陆城市GDP总量排名第八名。

### 农业
武汉所在的江汉平原，是长江中游的重要的农业区。2013年，武汉市高标准农田面积达到195.65万亩，占全市耕地面积比重达到65.3%，农业机械化水平和科技水平较高。农林牧渔业总产值530.27亿元，粮食产量126.87万吨。盛产鲜鱼、莲、藕，武昌鱼为著名鱼种。洪山菜薹、江夏法泗大米、天兴洲西瓜为地方土特产。

### 工业信息
武汉是中国重要的工业基地。现已形成门类比较齐全、配套能力较强的工业体系。武汉正在大力发展现代制造业，着力推进产业技术升级、集群发展。重点发展钢铁、汽车及机械装备、电子信息、石油化工、环保、烟草及食品、家电、纺织服装、医药、造纸及包装印刷十大主导产业。同时运用产业政策，引导企业向园区集中。重点发展钢铁化工及环保产业聚集区、汽车及机电产业聚集区、光电子及生物医药产业聚集区、食品工业聚集区、都市工业聚集区。一批年销售收入过百亿元的大型企业，以及一批拥有核心技术的“武汉制造”知名品牌正在涌现。此外，武漢擁有中國中部第一個永不落幕的工業城鎮之稱。武漢雖地處內陸，但依托長江成为中國造船重鎮之一，中國海軍潛艇及护卫舰有很多都是在武漢的武昌造船厂建造。

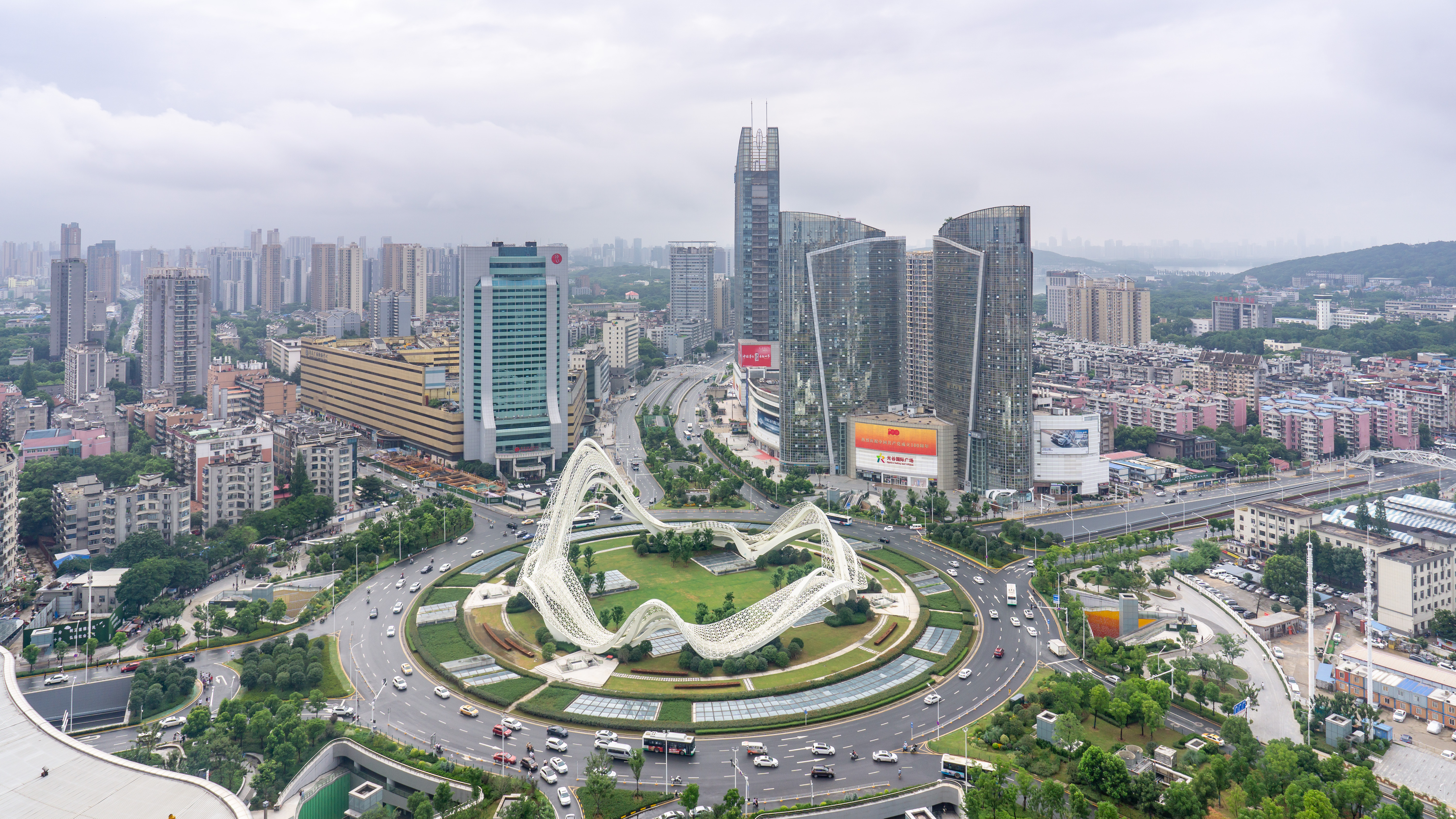
洪山区光谷广场

依托武汉密集的高校资源优势和光谷国家级自主创业示范区、中国（湖北）自贸区，目前英特尔、微软、腾讯、阿里巴巴、搜狐、爱立信、华为、中兴、联想、摩托罗拉、新思科技、思科、甲骨文、施耐德、惠普、西门子、飞利浦、Uber、强生、辉瑞制药、拜耳、圣戈班等一大批世界500强企业纷纷在汉建立了基地或研发中心。武汉著名的企业还有汽车整车生产企业东风雪铁龙、东风本田、东风日产、东风雷诺，科技信息产业有：中国信息通信科技集团有限公司、长江存储、长飞光纤、凡谷电子、普天通信、富士康、联发科、冠捷、楚天激光等；生物医药：中国医疗器械有限公司、中国医药集团联合工程有限公司、中国生物技术股份有限公司、九州通医药等；工业企业：武汉钢铁集团、中国一冶集团有限公司。

### 外商投资
武汉是中国首批沿江对外开放的城市之一，一直是外商投资中西部的热点地区和首选城市。武汉坚持“开放先导”战略，一大批枢纽性、功能性基础设施相继建成并投入使用，极大地提升了城市综合服务功能。同时，从转变政府职能入手，对外来企业实行“一条龙”联合办公制度、市长对话会制度、受理投诉制度、投资环境责任制度等等，投资环境日益改善。目前，武汉是法国在中国投资额最高的城市。法国在武汉的最大单个投资项目是法国PSA标致雪铁龙集团与中国东风汽车公司合资的汽车项目，经过多次增加投资，目前法国在该项的总投资额已远远超出在中国其他城市单个项目的投资额。此外，法国PSA标致雪铁龙集团亚太总部迁至武汉。法国在武汉的各类投资总额已占法国在中国全部投资的三分之一。另外，在武汉所有外商投资中，港资比重最大。截止2019年底，共有300家世界500强公司在汉设立分公司或办事处。

### 金融商贸
武汉一直是长江中游的商贸金融中心，历史上流传着“货到汉口活”的说法。明末清初，汉口就跻身全国四大名镇之列，成为“楚中第一繁盛处”。上个世纪初，汉口一度成为中国第二大对外通商口岸，中国四大金融中心之一。今天，这座商家必争之地仍然商贾云集，千街熙攘。目前，全市拥有商业网点12万余个，有3家商业企业跻身全国连锁经营企业30强行列，全市社会消费品零售总额突破千亿元大关。武汉的主要商业集中在中山大道、解放大道（航空路）、江汉路、汉正街市场、司门口、中南路、钟家村。新兴商圈有街道口、楚河汉街，王家湾、徐东、光谷、广埠屯（为华中最大的IT市场）。
武汉本土的武商摩尔城是武汉国际广场、武商广场和世贸广场三大购物中心形成。总部位于武汉的中国第三大连锁超市中百仓储是武汉本土企业。法国迪卡侬、德国麦德龙、美国沃尔玛、瑞典宜家家居和英特宜家、日本永旺、新加坡凯德、台湾蓝天、大润发、香港百佳、新世界（K11）和恒隆等国际零售商业巨头相继进入武汉，推动了武汉商业贸易发展。武汉金融、證券交易同样活跃，中国人民银行武汉分行负责鄂、湘、赣的金融监管。3家政策性银行、5家国有商业银行、加上邮政储蓄银行和12家全国性股份制商业银行均全部在武汉设立分支机构，汇丰银行、渣打银行、东亚银行、南洋商业银行、华侨银行、日本瑞穗银行、三菱日联银行、韩国企业银行等多家外资银行在汉设立了分行。另外，台资银行中台湾土地银行、台湾中小企业银行和富邦华一银行在武汉也设有分行。本地银行有汉口银行、湖北银行、武汉农商银行和民营银行武汉众邦银行。合众人寿、国华人寿、长江财险、长江证券、天风证券、交银国际信托等多家金融机构总部设在武汉。

## 人口
2022年末，全市常住人口1373.90万人，比上年末增加9.01万人，其中城镇常住人口1163.14万人，占总人口比重（常住人口城镇化率）为84.66%，比上年末提高0.1个百分点。年末全市户籍人口944.42万人。全年户籍出生人口7.9万人，出生率8.41 ％，死亡人口6.4万人，死亡率6.82 ％。
根据武汉市第七次全国人口普查结果，截止2020年末，武汉市常住人口1232.65万人。其中，男性人口640.24万人，女性人口592.41万人；乡村人口193.38万人，城镇人口1039.27万人。。据1923年《中国年鉴》记载，汉口85万人、武昌城区25万人。1930年武汉三镇人口突破100万，80年间武汉常住人口扩张近10倍。武汉各行政区中，江汉区人口密度最大，达2.6万人/平方千米；洪山区人口最多，达到161万，也是近十年人口增幅最高的区；汉南区人口最少，仅有13.16万人。

### 教育水平
根据2010年第六次全国人口普查数据，武汉市人口中，接受大学教育的2465061人，占全市常住人口的25.191％；具有高中文化程度的2131417人；具有初中文化程度的3226890人。文盲人口为224328人，文盲率由第五次全国人口普查时的5.05％下降为2.29％，下降了2.76个百分点。武汉常住人口共有家庭户293.28万户，家庭户人口816.16万人，平均每个家庭户人口2.78人，比2000年的3.17人减少0.39人。常住人口男性占51.43％；女性占48.57％，人口性别比由2000年的107.20下降为105.91。

### 姓氏
根據2024年人口數据，武漢人口最多的首十個姓氏依次是李、張、王、劉、陳、胡、楊、周、黃、吳。除了胡姓外，其餘姓氏都是中國首十個姓氏之內，與中國十大姓相當吻合。

### 外来人口
最近十年，武汉人口快速增长，其中主要来源是外来人口的增长。2009年武汉城区的净流入人口为74.45万人，到2014年，已急剧增长至的206.49万人，到2015年则已突破230万人。以第五次、第六次人口普查数据比较，从2000年到2010年的10年中，武汉市外来人口由103.0万人增加到283.1万人，年均增长达到10.6%。快速增长的外来人口和新移民具有两个鲜明特点：一是年轻化，二是高端人才占比不断增多。促成外来人口快速增加的主要原因之一，是武汉在阶层差异、户籍与非户籍人口待遇差别、社会保障等方面，相对较为领先中国大陆其他主要城市。2015年起武汉市开始推行户籍制度改革，启用积分落户制度，欢迎新市民。除高学历人才，也鼓励有专业技能的农民技工、高职生转入。

### 少数民族
据1958年统计，武汉市有22个少数民族1.1万人，而到了2016年，少数民族数增加50个，人口增长了5.52万多人。回族、土家族、满族、壮族、苗族的人口占到少数民族人口的90%左右。这些民族的居住点分散，大部分居住在城区，尤以江岸区、武昌区、青山区、洪山区为多。此外也有少数聚居区，如回族聚居区有武昌辕门口、起义门、楚材街，汉口广益桥、二七街，汉阳顿甲岭，洪山马家庄聚居区和蔡甸军山街道龙湖回族自然村，土家族聚居区有黄陂区蔡店街道张河村田家湾、大富庵等。

### 方言
武汉地处中部地区，各种方言交汇形成了特别的武汉话。武汉话是大部分武汉城区居民的母语，也通行于整个武汉市乃至武汉城市圈。武汉话在方言学的分类系谱上，属于官话方言（又叫北方方言）中的西南官话，与成都方言、重庆方言、贵州方言等同属一个系谱，也是西南官话地理分布上的最东端，东南端被临界的湘方言、赣方言、官话江淮方言等所包围。
除了武汉话外，部分在武汉定居的铁路职工操有糅合武汉话和北方方言特色的“武汉铁话”方言。武汉钢铁职工内部亦存在武汉话“武钢”方言（弯管子话）。
近年，普通话极为强烈地影响武汉话，致使武汉方言较有特色的语音、语法、词汇现象大幅被普通话所取代，形成新的武汉话，这在高校密集的地区尤为普遍。新的武汉话在某种程度上可以理解为改变调值的普通话。武汉艺术家夏雨田用“办事脑子灵，说话喉咙喳”来形容武汉话。由于政府的大力推广，普通话自解放后即开始影响武汉话的语音，目前尤为明显。同时，武汉还有“弯管子普通话”，即把武汉话套上普通话的调值，这种语言通常是调侃而用。武汉有电视台开辟了方言节目，比如“经视故事会”、“新闻故事会”和“都市茶座”等。

## 社会

### 教育

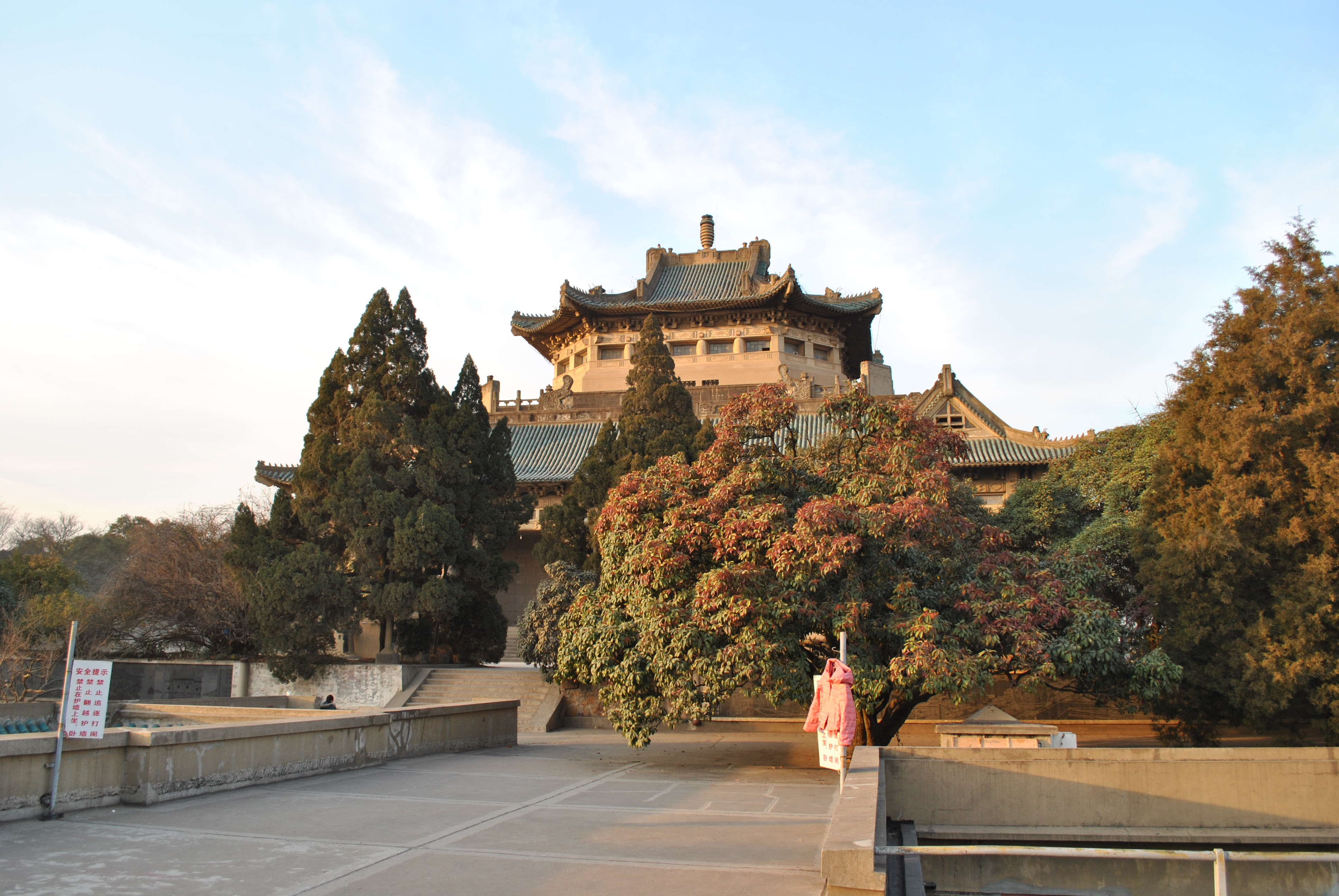
武汉大学老图书馆

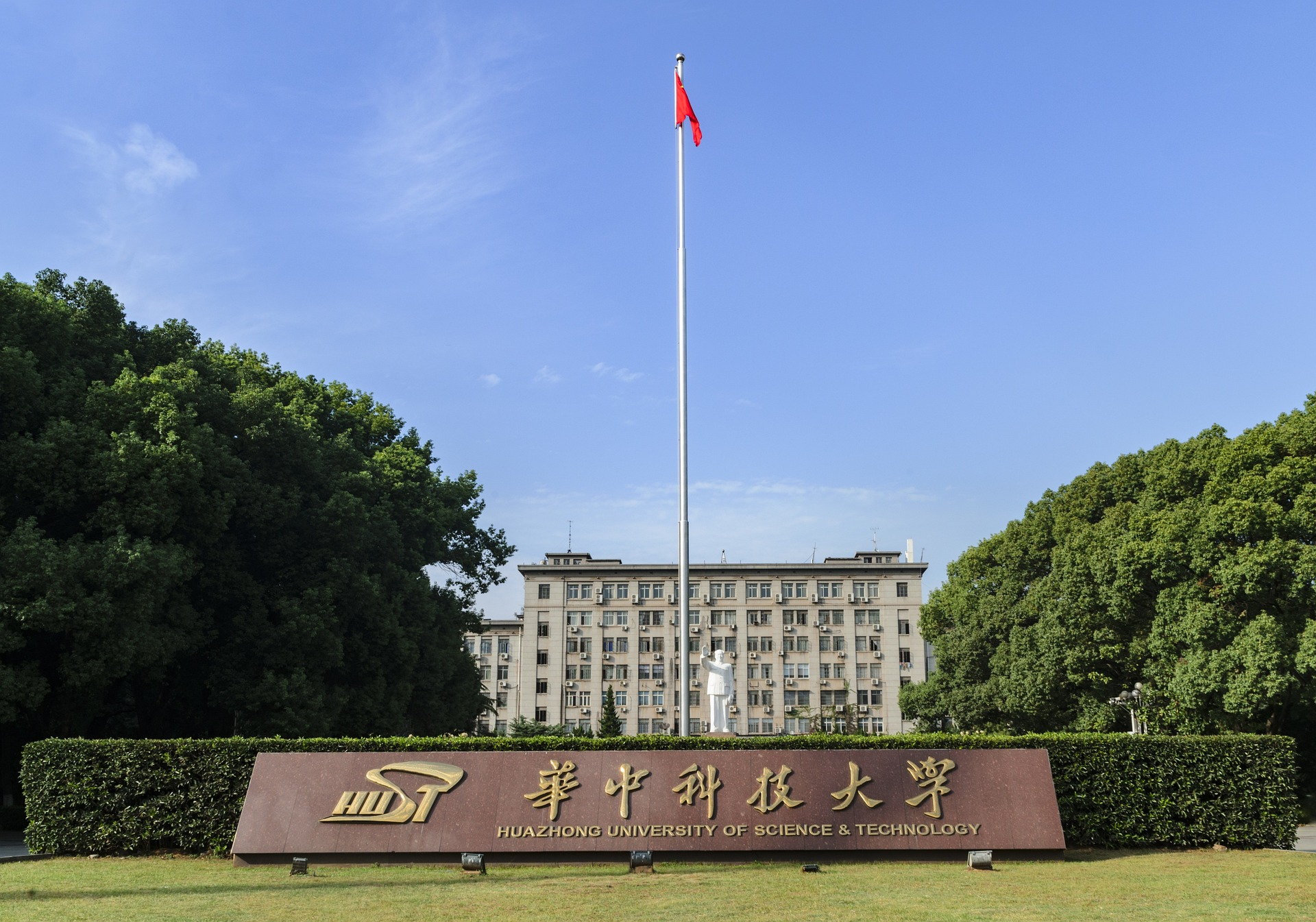
华中科技大学正门

2015年，武汉市教育经费总投入为221.36亿元，全市国家财政性教育经费支出占全市生产总值的比例为1.38%。截至2015年底，武汉地区共有各级各类教育机构（不含省部属技工学校）2390个，在校学生236.59万人，教职工20.2万人，专任教师14.84万人，合计共有幼儿园1184所，普通中小学952所，中等职业教育机构106所，高等教育人口比例根据全国六普调查数据仅次于北京、南京之后位列全国第三，高等教育学校（含成人高校）89所，教育部直属全国重点大学数量居全国第三，在校大学生和研究生总数居全国第一。
武汉是中国重要的科教基地之一，科教综合实力在各类评比中始终处于全国前列，高等教育优势明显，为华中地区的教育中心。截至2011年上半年，武汉共有83所高等院校（不含成人院校），包括：22所公办普通本科院校，23所民办普通高校及独立学院，7所军事院校。此外，武汉还有7所成人高校。截至2015年，武汉高校在校大学生和研究生总数已达106.95万人，位居全国大城市中第一名。武汉高等院校中，包括武汉大学、华中科技大学985工程高校和武汉理工大学、华中师范大学、中南财经政法大学、中国地质大学（武汉）、华中农业大学7所211工程高校，以及中国人民解放军海军工程大学、中国人民解放军火箭军指挥学院等中国顶尖的军事院校。2017年9月，武汉7所高校入选“双一流”名单。其中武汉大学、华中科技大学进入一流大学建设高校A类行列，中国地质大学（武汉）、武汉理工大学、华中师范大学、中南财经政法大学、华中农业大学这5所高校进入一流学科建设高校。

### 科技
武汉高校密集，科研单位众多，科技创新能力、科技竞争力综合排名全国第三位，成为武汉在全国各类综合排名中最靠前的指标。截止2016年，武汉拥有普通高等学校82所，培养研究生的高等学校达20所，其中有博士学位授予权的高等学校16所。武汉现有各类科研机构96所，国家重大科技基础设施3项，国家级重点实验室21个，在汉中国科学院与工程院院士48名。武汉也是全国惟一承担国家知识产权局专利管理、交易、产业化及知识产权示范的全面试点工作的城市。
武汉东湖新技术开发区（武汉·中国光谷）是首批国家级高新技术产业开发区之一。光谷地区是仅次于北京中关村的中国第二大智力密集区，在通讯、生物工程、激光、微电子技术和新核动力等五大领域中，处于全国领先地位。
2015年，武汉市全年研究与实验发展（R＆D）经费支出占全市国民生产总值的比重为3％，有高新技术企业近1700个，高新技术产业当年实现产值7700亿元。

### 媒体
1866年创办的英文报纸《汉口时报》是武汉最早的近代报纸。此后的80多年，外国人在武汉创办了50多种报纸、杂志。始于1873年的《昭文新报》则是国人在汉所办的第一家报纸。1890年代，出现了大量革命派报章，为起义做了舆论准备，起义后又出现《大汉报》、《中华民国公报》等报纸。第一次国共合作时期，《汉口民国日报》、《中央日报》等全国性报纸在汉创办。抗日战争初期，国民政府曾撤至武汉，武汉再次出现办报高潮，一年发行的报刊达到140多种。1949年，华中局的机关报《长江日报》、湖北省委机关报《湖北日报》相继创刊，文革时期大批报刊停刊，直到1977年9月进行新闻改革。都市报中历史最久的是《武汉晚报》，1990年代以来，《楚天都市报》、《楚天金报》、《武汉晨报》相继创办，武汉的人均都市报数量已达到美国的水平，市场趋于饱和，同质化现象严重。

### 体育
民族传统体育方面，清末就有沿袭武举制的武棚、官办和民间的武术馆，民国时期三镇已是社馆林立。中华人民共和国成立后发掘了19种武术拳械、300个拳套，设立了市武术协会和多个辅导站，1984年举办了国际太极拳（剑）观摩会。1956年开始每年举办横渡长江活动，还举办有越野、迎春长跑、老年人长跑、马拉松长跑等长跑竞赛。登山运动方面，武汉籍运动员陈山曾于1980年代攀登了公格尔九别峰和希夏邦马峰。
近代体育是晚清时期引入的，1862年，武昌驻军就开始操练外国兵操，1896年张之洞开办武备学堂教授体操，到1900年后，已发展了好几所举办运动会的教会学校，引入了田径和球类项目。1919年，国立武昌高等师范学校废止了兵操，将体操课改为体育课。1923年武汉成立了华中体育协进会，并举办了第一届华中运动会，次年举办了第三届全国运动会。1930年代市内的体育一度繁荣，举办过多次市运会、省运会，但连年的战争使得体育事业趋于停顿。1950年，全国体育总会武汉分会、中南分会相继成立，武汉成为中南地区的体育中心。1956年，从南昌迁来的中南体育学院改为武汉体育学院，是省内最大的专业体育院校。
武汉的群众体育规模高于全国平均水平，多次获得全国、省全面健身周活动优秀组织奖，但落后于广州等发达城市。近年来修建了汉口江滩、武昌江滩、常青花园等健身活动基地，人均体育馆面积达到1.5平方米。根据2010年对武汉市16－70岁人口所做的一项抽样调查，经常参加锻炼的体育人口占21.6％，活动次数、强度不够的亚体育人口占39.6％，未参加任何体育锻炼的人口占38.8％。
竞技体育方面，在建国之初武汉只有13个单项，到现在已有几十项。至2016年，武汉有国际级运动健将38人、国家级运动健将400多人。1980－2016年，武汉籍运动员在国际赛事中获得395枚奥运项目金牌、763个全国冠军，并为中国贡献了周继红、陈静、伏明霞、乔红、肖海亮、高崚、刘国正、李婷等奥运会金牌得主。网球运动员李娜跻身世界第二，创造亚洲网球运动员最高排名，并被《时代杂志》选为全球百大影响力人物之一。2007年，武汉主办了第六届城运会，武汉沌口体育中心成为运动会的主场，它与洪山体育馆、塔子湖体育中心成为市内三大体育中心。体育场馆的建设随之提速，至2009年，全市已有体育场馆近5500个，其中标准场馆500多个。
2017年，武汉马拉松入选中国马拉松大满贯。2018年，武汉马拉松从中国田径协会铜牌赛事直接跳级成为中国田径协会金牌赛事。

### 医疗卫生
截至2019年底，全市共有卫生事业机构6497个，平均每千人拥有医生3.83人，病床7.56张。目前共有三级甲等医院30多所，其中，武汉同济医院、武汉协和医院、武汉大学人民医院（湖北省人民医院）、武汉大学中南医院、湖北省第三人民医院（湖北省中山医院）、武汉梨园医院、中国人民解放军中部战区总医院、武汉市第一医院、武汉市中心医院、武汉市第三医院（武汉大学同仁医院）、武汉市第四医院等综合医院和武汉大学口腔医院等专科医院是华中地区一流医院。2015年中国首所全球最高等级P4生物安全实验室落户中科院武汉病毒研究所。

### 宗教

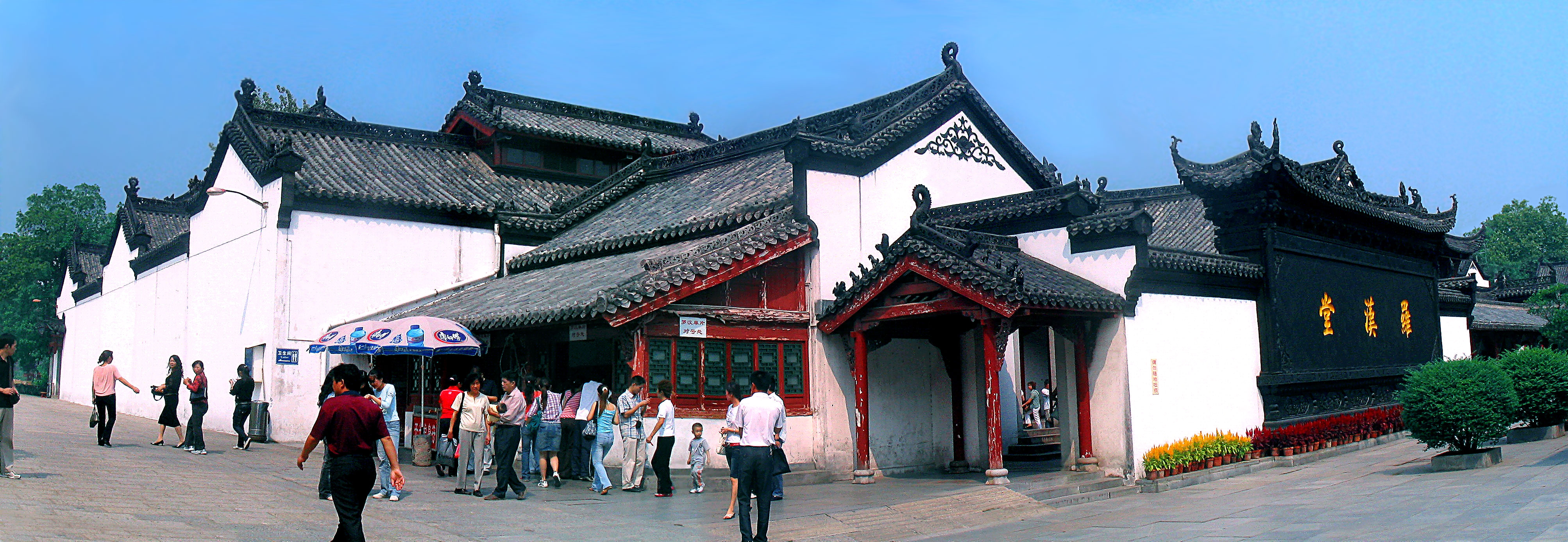
归元寺罗汉堂

武汉市现有佛教、道教、伊斯兰教、天主教和基督新教。武汉政權轉移至中華人民共和國前有过东正教、锡克教、印度教、神道教等宗教，后已不存。佛教传入武汉最早，已有1500多年历史，道教、伊斯兰教传入武汉分别已达1000多年和600多年。天主教传入武汉已达300多年，基督新教传入最迟也有100多年。原有东正教，也于1958年后不再独立存在。据2010年统计，全市现有信教群众约27万人，占全市总人口的2.8％。2010年，全市有宗教活动场所485个，其中佛教有204个，道教161个，伊斯兰教3个，基督新教113个，天主教4个。

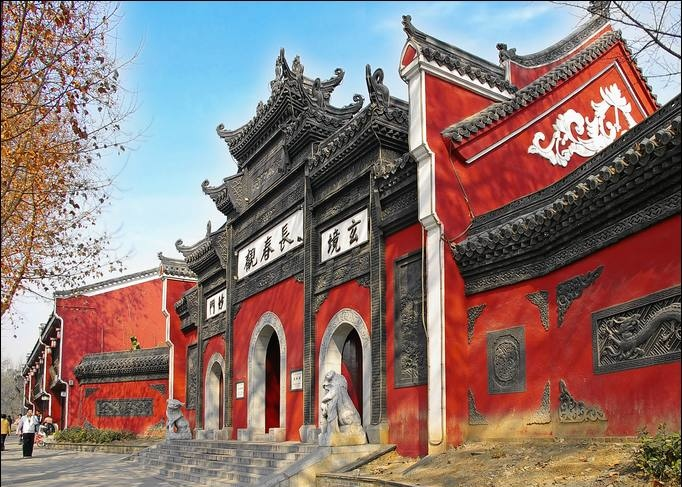
长春观

武汉市佛教以曹洞、临济二宗为主。武汉寺庙的修建始于东汉，以武昌最多。宝通寺、莲溪寺、归元寺和古德寺并称为武汉著名的“四大丛林”。武昌佛学院推动了中国佛教界的复兴与改革运动，太虚院长提出了著名的“人间佛教”的思想。
武汉地区的道教分正一道和全真道两派。武汉地区宫观的修建最早始于北宋，现市内仅存位于武珞路的长春观，是著名的道教龙门派道观，为纪念长春真人邱处机而建。长春观是我国公认的道教著名十方丛林之一，人称江南一大福地。
伊斯兰教始于元代传入武汉地区，最早的清真寺建于明代，现对外开放的清真寺仅有以下3座。汉口民权路清真寺是武汉市尚存的3座清真寺中历史最长、规模最大、保持较为完好的一座清真寺。其余2座为武昌起义门清真寺和汉口二七街清真寺。
葡萄牙传教士何大化于明朝将天主教传入武汉。武汉现有教堂都是在19世纪中叶以后修建的，比如汉口上海路圣若瑟教堂、武昌花园山圣家堂和汉阳显正街圣高隆庞堂。1861年，英国伦敦会传教士杨格非到达汉口，成为最早进入华中地区的新教传教士。建于1931年的荣光堂是武汉市最大的教堂，初建时以传教士杨格非的名字命名为格非堂。始建于1864年的武昌崇真堂是杨格非来武汉后建造的第一座基督教堂，也是湖北最早的一座。

## 交通
武汉地处长江黄金水道及其第一大支流汉水汇流处，水运便利，明清时期就有“九省通衢”之称，近代京汉铁路和粤汉铁路陆续建成，更使武汉成为全国性的水陆交通枢纽之一。2009年，武汉获批全国首个“综合交通枢纽研究试点城市”，将武汉的交通优势地位推上又一个高峰。2009年4月，合武快速铁路建成通车，使武汉正式进入动车时代，武汉至合肥、南京、上海的时间分别缩短到2小时、3小时、4.5小时。2010年底，武汉站的运营，标志着武汉“高铁时代”的到来，使武汉成为全国高速铁路枢纽城市。随着2010年以来京广客运专线、汉宜客运专线和武汉城市圈城际铁路等22个铁路项目建成运行，武汉成为中国铁路“两纵两横”的交汇点，全国路网主枢纽和客运中心。从武汉乘高速铁路出发，可直达大半个中国。从武汉到周边1000公里范围的北京、上海、广州、深圳、西安、重庆等城市，只要4-5小时，到周边500公里范围的南京、郑州、合肥、南昌、十堰等城市，只要3小时左右，到周边300公里范围的长沙、宜昌、荆州、岳阳、九江等城市，只要1小时左右，到武汉城市圈城市半小时以内可到。2016年10月，武汉获批为国家首批综合交通枢纽示范工程城市。按照国家《中长期铁路网规划》（2016～2030年），武汉将进一步推动建设西武客专、京九客专武汉联络线等重大项目，构建“两纵”（京广、京九）、“两横”（沪汉蓉、沿江高铁）、“两斜”（兰福、胶桂）“米”字形高铁网和“8方向放射线+环线”，打造全国高铁中心普通铁路的特大型综合交通枢纽。2017年2月，国务院印发《“十三五”现代综合交通运输体系发展规划》，提出将包括武汉在内打造为国际性综合交通枢纽。

### 公路
国家公路“两纵两横”规划的 京港澳高速、 沪蓉高速主干线在武汉交汇，雄汉高速、汉渝高速、武南高速、武岳高速、武汉都市圈环线高速已纳入国家规划。 107国道、 230国道、 316国道、 318国道、 347国道、 348国道也在此交汇。2009年，武汉7条高速出口通道全面建成，境内高速公路通车里程高达530公里，与全长188公里的 武汉绕城高速，贯通由6座长江大桥组成的内环、三环、外环线，构建起武汉到6个远城区政府所在地半小时、到城市圈8个城市1小时、到周边省会城市4小时交通圈。“十二五”期末，武汉公路总里程达15000公里，公路密度达195公里/百平方公里，高速公路通车里程达到633公里，在全国省会城市中位居前列。与此同时，武汉市也在加强市内快速路的建设，截至2015年底，已建成武汉大道、白沙洲大道、武汉二环线等市内快速路。

### 铁路
武汉自近代京汉铁路和粤汉铁路陆续建成以来，一直是全国最为重要的综合铁路枢纽之一。
如今京广铁路、汉丹铁路、长荆铁路、武九铁路、武麻铁路于武汉交汇。另外，随着中华人民共和国高速铁路线路的陆续通车，武汉又开通了京广高速铁路、合武快速铁路、汉宜铁路等。武汉是全国三个拥有三座以上一等火车站的城市之一，武昌火车站、汉口火车站和武汉火车站三个特等站构成了武汉客运枢纽。武昌南站、市北郊已建成的“亚洲最大编组站”武汉北站构成了武汉货运枢纽。2005年，武汉铁路局成立，成为全国18个铁路局（集团）之一，武汉铁路枢纽成为铁道部规划建设的四大铁路枢纽之一。
2009年底，武汉站的开始运营使武汉进入“高铁时代”。武汉市目前与北京、郑州、长沙、南昌、重庆、成都、广州、深圳、合肥、南京、杭州、上海等周边城市间每日都有高铁（含動車組）往返，与省内主要城市咸宁、宜昌、十堰、襄阳、黄石、黄冈、随州之间都有管内城际特快列车或高铁（含动车组）往返，武汉城市圈有武咸城际铁路、武黄城际铁路、武孝城际铁路3条城际铁路。2009年底，武广高铁开通，使得武汉到广州铁路运输3个半小时；2012年，广深高铁开通，武汉与深圳实现4小时互通。随着京广客运专线的全部贯通，武汉到北京只需4个小时；随着汉宜高铁的开通，至此以武汉为圆心的5小时经济生活圈基本形成，从武汉乘坐高铁到达京沪穗渝，均不超过5小时。
武汉的铁路客运量于2013年首次超越北京、广州，达到1.2亿人次，居大中华区第一。武汉已成为中国铁路运输的最大中转站。

### 航空
作为华中地区航空中心，武汉先后曾有过三个客运机场：南湖机场、王家墩机场、天河国际机场，在南湖机场迁往天河国际机场后，武汉也曾出现一座城市两个客运机场同时使用的情况。其后因武汉市城市开发的需要和航空业务的发展，原在王家墩机场运营的武汉航空公司（即今东航武汉公司）也迁往天河国际机场。武汉天河国际机场距离市区大约有16公里，由天河机场高速公路和机场二通道相连。2016年底，武汉地铁二号线天河机场站通车，使武汉铁路、航空交通枢纽更便利的连接。
武汉天河国际机场于1995年4月15日启用，是中部地区第一门户机场、首个4F级机场和144小时过境免签机场。拥有定期通航点76个，可直飞巴黎、伦敦、罗马、迪拜、纽约、旧金山、莫斯科、东京、大阪、首尔、新加坡、曼谷、吉隆坡、胡志明市、悉尼等40多个国际城市；法航、胜安航空、亚洲航空、中华航空等32家航空公司经营武汉航线。武汉天河国际机场也是国家公共航空运输体系确定的全国八大区域性枢纽机场之一，距市中心26公里。截至2017年末武汉拥有民用航线300余条。其中，国际航线41条；国内航线240余条。通达国内城市和地区92个，通航境外国家和地区48个。天河机场2017年旅客吞吐量2313万人；货邮吞吐量18.5万吨。

### 海运
武汉港是中国内河的重要港口，是长江中游航运中心，交通部定点的水铁联运主枢纽港。武汉港还是中国内河通往沿海、近洋最大的启运港和到达港，武汉港至上海洋山港“江海直达”航线是长江中上游地区首条通江达海的优质航线，阳逻港是国内首个也是唯一一个试行启运港退税政策的长江沿线港口。2010年，武汉新港吞吐量突破1亿吨大关，成为长江中上游首个“亿吨大港”。武汉还是主管长江流域和澜沧江以西（含澜沧江）水行政主管职能的长江水利委员会、主管长江干线（四川宜宾——上海长江口，航道里程2808公里）航运行政的长江航务管理局、以及负责审理发生在四川省宜宾合江门至江苏省太仓浏河口之间长江干线及支流（管辖区域四川省、重庆市、湖北省、湖南省、江西省、安徽省、江苏省等七省市）的一审海事、海商案件的武汉海事法院总部所在地，此外，武汉还是中国内陆最大的船舶生产基地。武汉航运交易所是继上海、重庆、广州后，成立的全国第四个航交所。
武汉轮渡的历史长达106年，有38座码头，48艘机动船舶，往来于三镇间的轮渡线路达18条。5条线路为公交轮渡航线。轮渡鼎盛期年客运量达1.6亿人次，日均载客量达43.6万人次。

### 公交车和轮渡
武汉最早的公共汽车是从双墩开往五福路的1路，发展至今已经有公汽线路几百条，以及无轨电车线路7条，清洁能源线路16条（1500辆车），往来于武汉三镇两江四岸之间的轮渡十余条。自2005年武汉市实行城郊公交一体化工程，至今开通多条到黄陂、青山、新洲、江夏等郊区线路，接管个体承包与挂牌经营，取代黑巴、黑的。
2002年，武汉市公共汽车公司、武汉市电车公司、武汉市轮渡公司、武汉市出租汽车公司、武汉市汽车轮渡管理所、武汉市公用客车厂组建成立武汉市公共交通集团，2003年正式挂牌，并且参股武汉通恒公汽有限公司。武汉市公交集团公司位于硚口区硚口路160号。
武汉公交专线车的票价非空调车是1元，空调车是2元，双层巴士线路为1.5元，此外郊区线路实行梯形票价。2015年12月24日，武汉市出台《常规公交换乘优惠实施办法》，90分钟内，使用武汉通卡换乘公交可享受3次优惠。3次以上换乘不优惠，超过90分钟进入下一个换乘计算周期。换乘优惠包括市内公交、电车、轮渡；暂不包括地铁、轻轨、新城区区内公交。同一张武汉通卡允许同一时间帮他人代刷，但仅一人可享受换乘优惠。

### 轨道交通
2000年底，投资21.99亿元、总长约10公里的武汉地铁1号线一期工程正式开工，2004年7月28日开通，使得武汉成为中西部地区第一个拥有轨道交通的城市。2010年7月29日，武汉地铁一号线二期开始试运营。武汉地铁2号线一期工程亦于2012年12月28日开通。4号线一期、二期工程相继于2013年12月28日和2014年12月28日开通，至此武汉轨道交通覆盖三镇地区。2015年12月28日，3号线一期于开通，武汉轨道交通实现三镇互通。2016年12月28日，6号线、2号线开通，武汉市民实现了乘坐地铁坐飞机的愿望。武汉地铁通车里程达到182公里，在全国已开通轨道交通的城市中居第七位。2017年12月26日，8号线和阳逻线开通。2018年10月1日7号线、11号线开通，届时武汉轨道交通线网达到了288公里。5号线正在施工中。根据规划，到2021年武汉市轨道交通线网规模将达到400公里，武汉平均每年将开通2条轨道交通线路。
武汉市规划未来的市区轨道交通网由15条线路构成，总长约800公里。根据远景按规划，15条轨道交通线路分为3个层次：第一层次为镇间骨架线路，2、3、4号线跨越两江，连通三镇。第二层次为镇内主干线路，1号线和5号线分别贯穿汉口及武昌镇内的东西方向。第三层次为跨江辅助线路，由6号线，7号线和8号线组成。到2040年，将建成16条地铁干线和9条城市快线，全长约540公里，其中有过江地铁通道7条穿越长江和汉水。届时，有66％的人口和岗位位于地铁站点600米步行半径范围内，全市居民进入武汉市一小时经济圈。
此外，截止2020年，武汉光谷高新区运营了2条有轨电车。预计2021年光谷空轨投入使用。

### 过江桥梁和隧道
长江和汉江虽然给武汉带来了水运便利，但也造成了陆路的交通困难。因为独特的地理环境，武汉过江桥梁和隧道众多。长江上从上游到下游依次有军山长江大桥、沌口长江大桥、白沙洲长江大桥、杨泗港长江大桥、鹦鹉洲长江大桥、武汉长江大桥（长江上第一座桥梁、公铁两用桥）、武汉长江二桥、二七长江大桥、天兴洲长江大桥（公铁两用桥）、青山长江大桥、阳逻长江大桥共九座公路大桥和两座公铁两用大桥。汉水上从上游到下游依次有蔡甸汉江大桥、中法友谊大桥、四环汉江大桥、长丰桥、古田桥、汉江湾桥、知音桥、月湖桥、江汉桥、晴川桥共十座公路桥和蔡家湾特大桥、武汉汉水铁路桥两座铁路桥。
武汉长江隧道于2008年12月28日调试运行通车，为长江上的第一座过江隧道。为武汉地铁2号线而建的中国首条穿越长江地铁隧道已于2009年10月16日开始动工，并于2011年9月20日贯通，已随地铁2号线于2012年底同步开通运营。武汉地铁4号线的长江隧道也已开通。武汉地铁8号线的长江隧道于2017.12.26随8号线一期一起开通。另外，武汉长江公铁隧道在2018年10月1日开通，成为长江上第一座公路地铁两用隧道。武汉地铁7号线从此而过。

## 文化

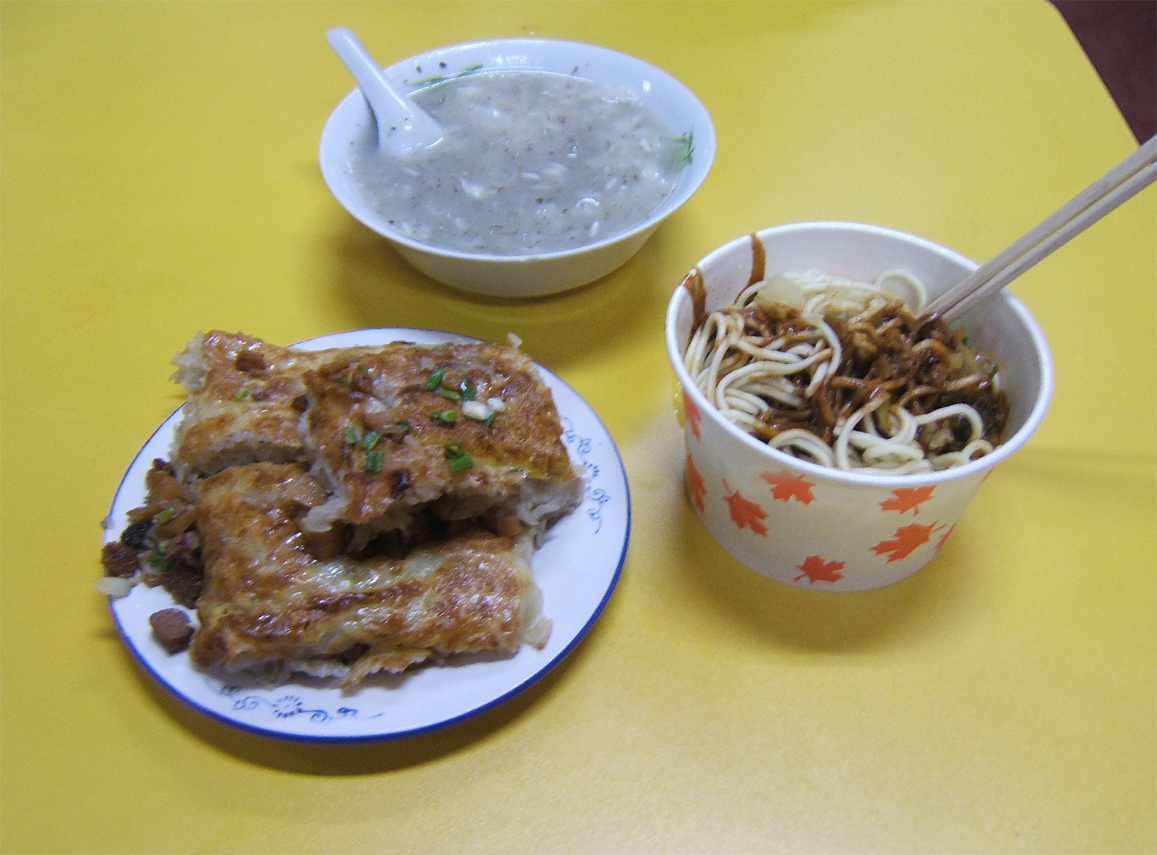
武汉小吃，豆皮（左下）；热干面（右下）；桂花糊米酒（上）

### 饮食
武汉有“早尝户部巷，夜吃吉庆街”之说。早是指武汉的“过早”。过早是湖北地区对吃早餐的俗称，尤以武汉为主，荆州，襄阳，宜昌等地也有此俗称。在武汉，因受到地理环境与经济活动的影响，有出门“过早”的习惯。而“过早”这一词汇最早出现在清代道光年间的《汉口竹枝词》中。在武汉，过早所吃的食物被称为“早点”。武汉的早点种类繁多、做法巧妙、价格平易、分量较足。武汉四大名早点，依次是蔡林记的热干面、五芳斋的汤圆、四季美的汤包、老通城的豆皮。其他的特色小吃有面窝、烧梅、糊汤粉、欢喜坨、糯米鸡、油香、桂花糊、酥饺以及，水饺（武汉馄饨）、三鲜粉丝、猪肝煲，牛肉粉面，牛杂粉面，凉面、蒸饺、包子，等等。热干面作为武汉这个城市的代表美食之一，因为其本身比较干没有太多汤汁的特性深受上班族的喜爱 （页面存档备份，存于），忙碌的早晨男女老少都会在上学或者上班的路上边走边吃一碗热干面，不但代表着美食代表了武汉人一种忙里偷闲的生活态度。
夜是指吃“夜宵”。20世纪八九十年代，空调还未普及。生活在闷热的武汉的人，在晚饭后有上街乘凉的习惯。有些人则在此时于街边开始贩卖食物，比如凉面、米粉、米饭、鸡蛋、凉菜、自己卤好的牛肉、牛肚、牛筋、肥肠、鸡鸭，等等。后有商人租起门面，做起生意。到1993年左右形成了以吉庆街为中心，包括邻近的交易街、瑞祥路、大智路在内的大排档市场。现在吉庆街的夜宵，除了吃喝，更有吹拉弹唱的艺人们助兴。可以喝酒，欣赏艺人表演，品尝武汉各种特色夜宵食物，比如鸭脖子。

### 戏曲曲艺

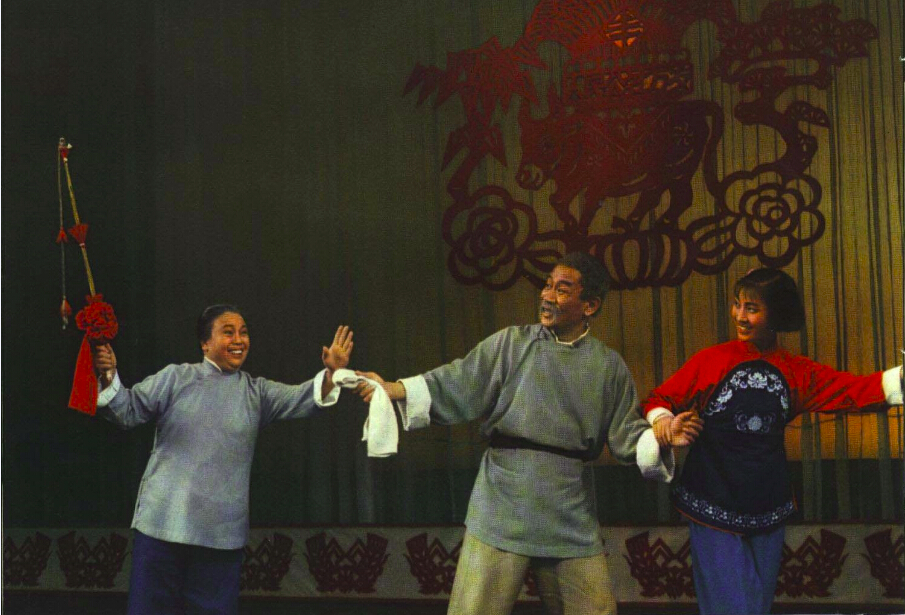
汉剧借牛

汉剧是武汉具有主导性的传统剧种，有300多年历史，而汉口由于地理、交通和经济的优势聚集了各路汉剧名流。现存的传统剧目有660多个，三国题材的历史剧占有相当比例，演唱时以武汉方言为主，声腔上最早实现了西皮、二黄合奏。
武汉地区其他剧种还有楚剧、京剧、湖北评书、湖北大鼓、湖北小曲等。楚剧本流行于黄陂、孝感一带，1900年进入汉口的茶园演出，1923年改用胡琴伴奏，之后历经颇多改良，因其通俗性而受到普通民众的喜爱。京剧也在1901年传入武汉，之后多次与汉剧同台演出。汉口的说书活动在晚清时就十分活跃，1930年代形成了湖北评书这一曲种。

### 手工艺术

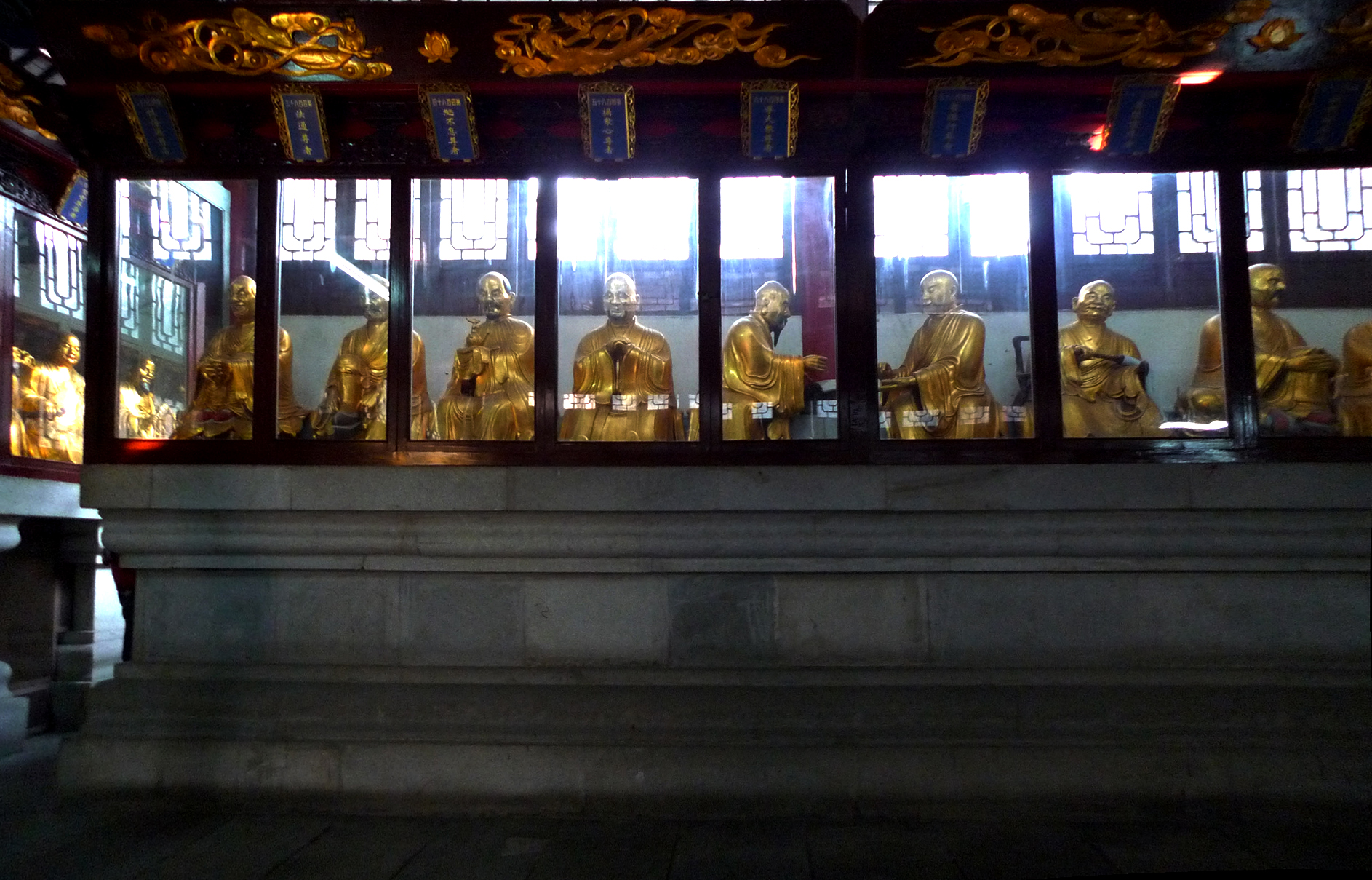
黄陂泥塑代表作——归元寺罗汉

武汉有着深厚精湛的传统民间工艺，其中十分著名的有汉绣、绿松石雕、黄陂泥塑、武汉绢花、高洪太铜锣、武汉面塑、黄陂木版年画等。产于武汉地区的汉锣品种丰富，发音洪亮圆润，操作起来灵活省力，1909年创办的高洪太锣厂尤为有名。其所制响器用料讲究，工序复杂，曾被多个国外乐团采用。汉绣继承了楚风余韵，色彩鲜艳，对比强烈。纹样上偏爱龙凤花草，以动植物崇拜来表达民间的吉祥观念，人物绣则以宗教人物的表现为主，美学上追求一种热闹的气氛。它的鼎盛期是清末民初，汉口有一条的绣花街，产品主要有生活用品、装饰品、敬神赛会的礼仪用品三种。武汉绢花吸收了宫廷绢花和南北绢花技术的特点，有牡丹、玫瑰、月季、腊梅等400多个品种，行销20多个国家和地区。黄陂泥塑最初以黄泥为原料，题材从神像、佛像逐渐发展到各类装饰品。归元寺的罗汉堂及木兰山神像为其代表作。

### 文学
清末民初，许多诗人在三镇创作过旧体诗词，如本省籍的王柏心、陈沆、张裕钊，外省籍的张之洞、胡凤丹、刘光第、谭嗣同等。道光年间流传的《竹枝词》也广受市民欢迎。五四运动以后，新诗成为主导性的体裁，杜霜华、丽尼、甘运蘅、严文井、张光年等人都经常在武汉的刊物上发表诗作，抗日战争初期胡风主编的《七月》杂志迁到武汉出版，形成了七月诗派，艾青、田间等著名诗人都在汉发表过诗歌。郑思、伍禾、曾卓、绿原等诗人在共和国成立后继续活跃。1980年代以后展露头角的诗人有王家新、王新民等。
早在1875年武汉就已有专门介绍西方小说的报刊专栏，清末民初还出现了《扬子江小说报》、《汉口小说日报》等专门刊发小说的报纸。到1930年代，白话小说已深入人心，郁达夫、沈从文、凌叔华在武汉大学任教时均发表过作品，叶君健、陈荒煤在武汉开始了文学生涯。十七年文学中，梁斌的《红旗谱》是在武汉动笔，姚雪垠的《李自成》第一卷是在武汉完成。新时期成名的作家有注重描写市民生活的新写实主义作家池莉、方方，直面现实的刘醒龙，宣扬英雄主义的邓一光等人。

## 旅游

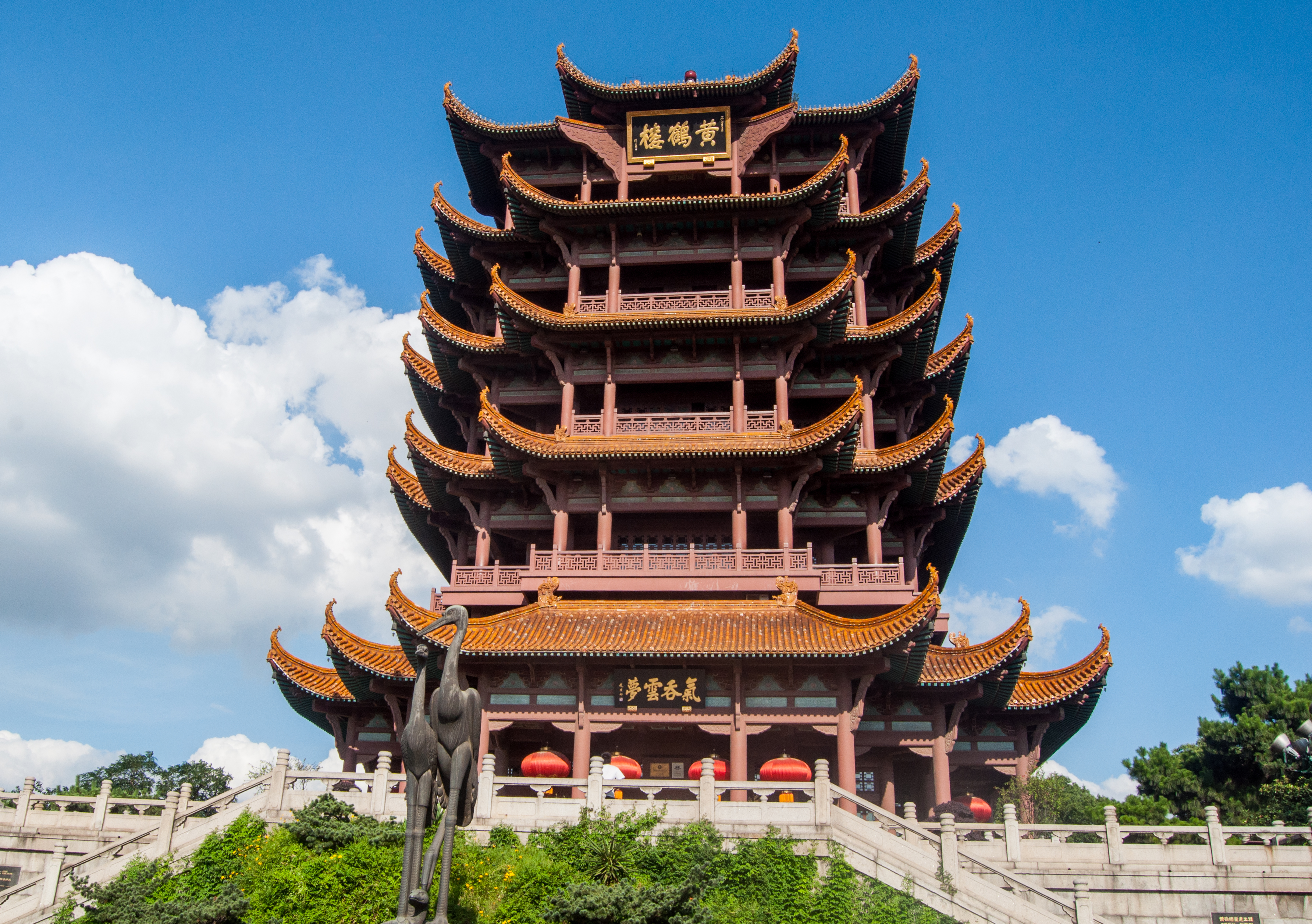
黄鹤楼

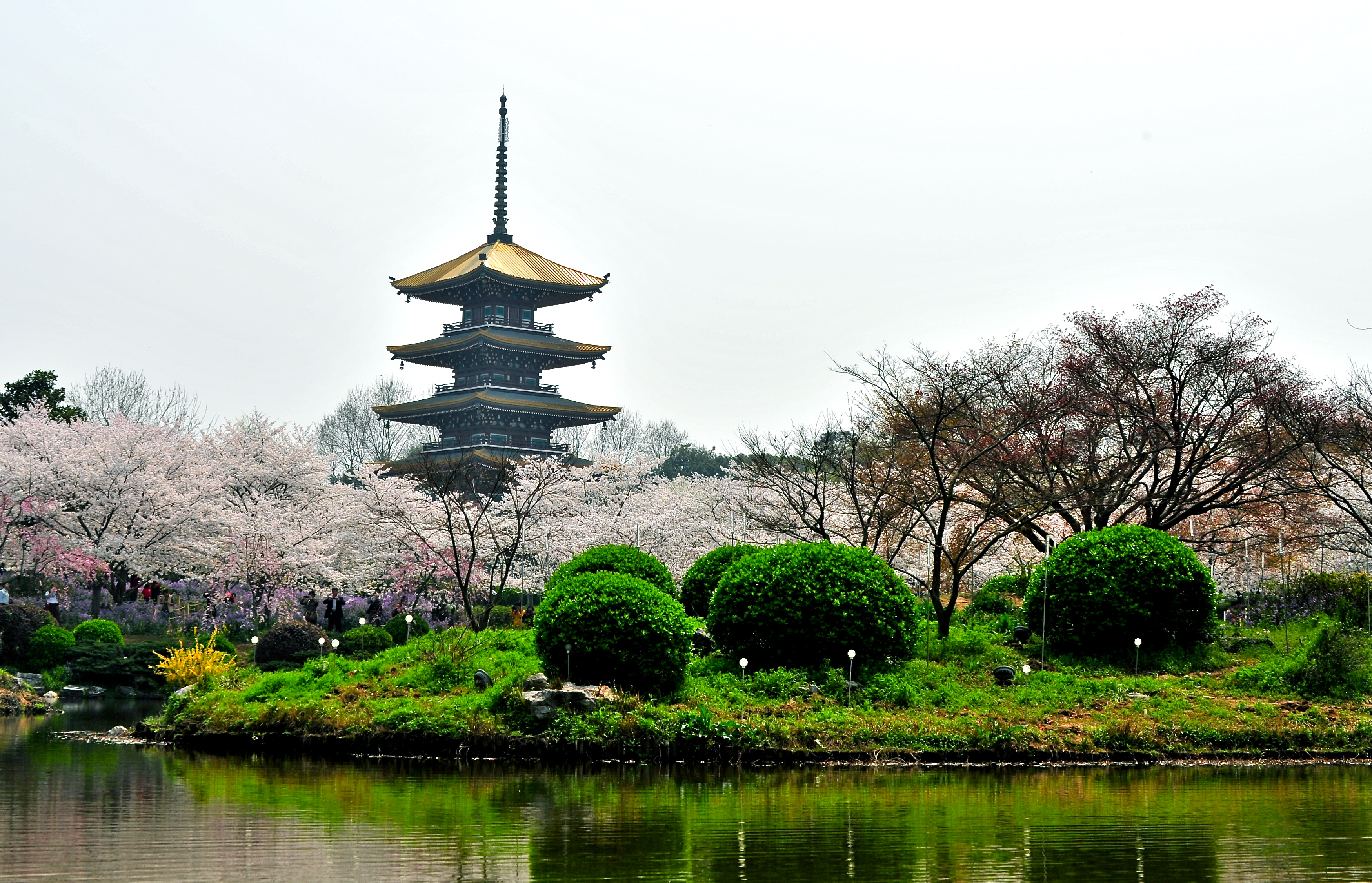
武汉东湖风景区樱花园

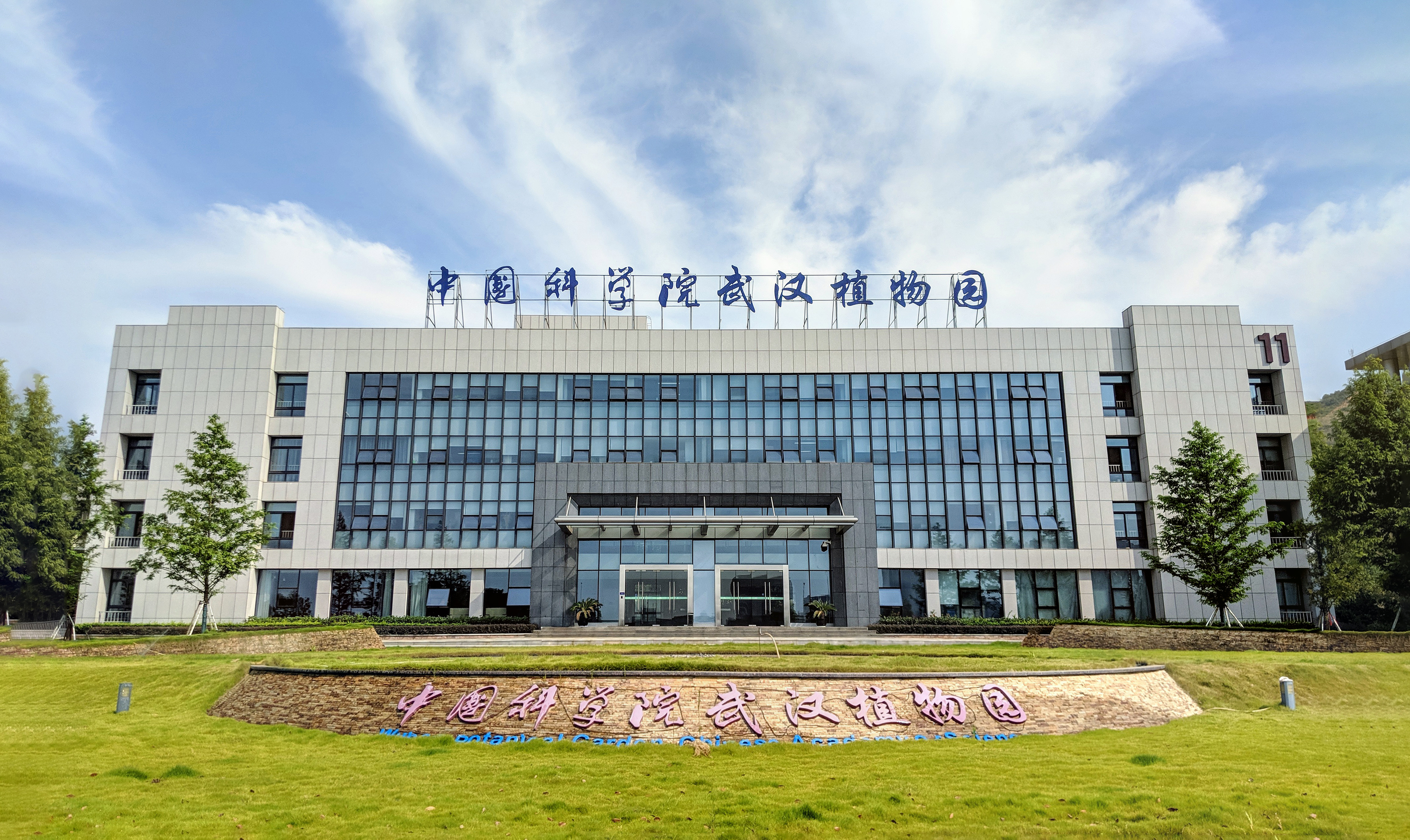
中国科学院武汉植物园

武汉是历史悠久的文化名城，地表形态复杂，形成了许多自然人文景观。这些景观多集中在城区，郊区较少。自从明朝汉水改道形成汉口镇后，位于汉水和长江交汇处的汉口陆续出现了大小码头。在这些码头的附近形成了汉正街商品集散地，武汉从而成为中国当时最重要的贸易中心和物流中心之一。东西南北人流如织，码头文化从此在武汉扎根并产生了深远的影响，使得武汉成为中国最有市井气息的城市之一。
武汉现有黄鹤楼公园、武汉东湖风景区、木兰天池共三个国家5A级旅游景区，以及归元禅寺、武昌起义军政府旧址（红楼）、中国科学院武汉植物园、武汉博物馆、中国地质大学逸夫博物馆等18处国家4A级旅游景区。
其它城区旅游景观有磨山、中山公园、解放公园、龟山、古琴台、晴川阁、武汉长江大桥、江汉路步行街、吉庆街、汉口江滩、长春观、宝通禅寺、莲溪寺、古德寺、辛亥革命博物馆、洪山广场、光谷广场（步行街）、武昌江滩、汉阳江滩、起义门、施洋烈士墓、武汉大学早期建筑、武汉欢乐谷、楚河汉街。郊区旅游景观有龙泉山、道观河、木兰山、盘龙城遗址、马鞍山森林公园。

### 历史建筑

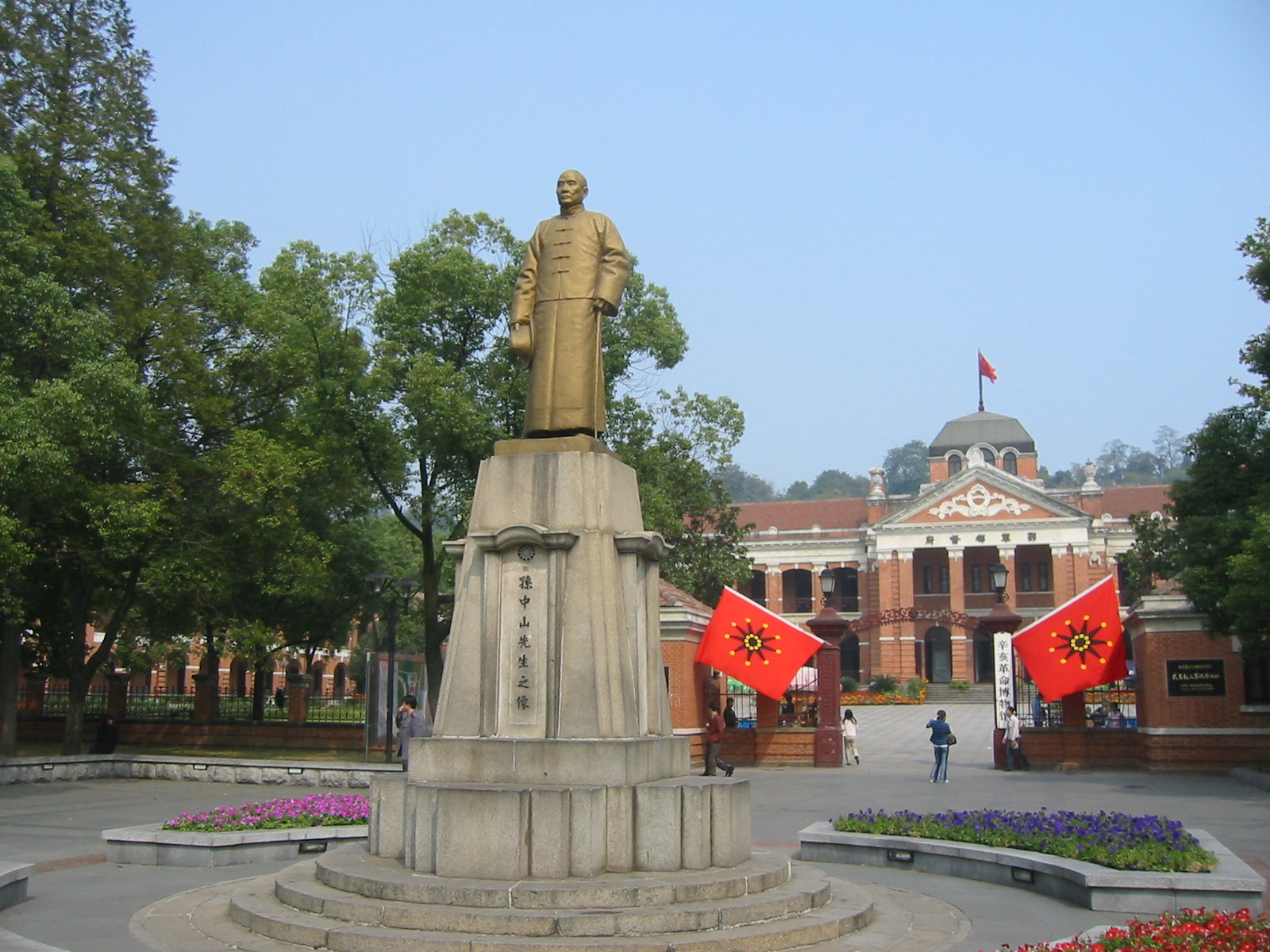
武昌起义军政府旧址

武汉市范围内的具有历史文化价值的建筑，包括列入重点文物保护单位或优秀历史建筑名录的建筑与其他未列入上述名录的其它历史建筑。武汉历史建筑是武汉市独特历史文化的缩影。

### 博物馆
湖北省博物馆是湖北省唯一的省级综合性博物馆，也是国家一级博物馆、中央和地方共建的八家国家级重点博物馆之一。该馆是国家旅游局命名的国家5A级旅游景区东湖的重要组成部分，位于武昌区东湖路156号。湖北省博物馆现有藏品23万余件，国家一级文物近千件。以屈家岭文化为代表的史前陶器，盘龙城和曾侯乙墓为代表的青铜器，春秋中期楚墓到汉墓出土的大量漆器，曾侯乙墓、郭店楚墓、云梦秦墓出土的大量竹简，梁庄王墓、郢靖王墓出土的藩王文物最具特色，是馆藏文物的代表。其中郧县人头骨化石、越王勾践剑、曾侯乙编钟和元代青花四爱图梅瓶被誉为湖北省博物馆的四大“镇馆之宝”。
辛亥革命武昌起义纪念馆位于武汉市武昌区武珞路1号，西邻黄鹤楼，是辛亥革命武昌起义专题纪念性博物馆，占地面积20000多平方米，建筑面积近10000平方米。现为国家一级博物馆、全国爱国主义教育示范基地、国家4A级旅游景区。该馆建筑即全国重点文物保护单位武昌起义军政府旧址。

### 全国重点文物保护单位
- 武昌起义军政府旧址
- 八七会议会址
- 盘龙城遗址
- 武汉国民政府旧址
- 湖泗瓷窑址群
- 明楚王墓
- 武汉农民运动讲习所旧址
- 大智门火车站
- 江汉关大楼
- 武汉大学早期建筑
- 詹天佑故居
- 汉口近代建筑群
- 汉口中华全国总工会旧址
- 无影塔
- 胜像宝塔
- 槐山矶驳岸
- 禹稷行宮
- 古德寺
- 起义门
- 京汉铁路总工会旧址
- 汉口中共中央宣传部旧址
- 中共中央领导人汉口住地旧址
- 中国共产党第五次全国代表大会旧址
- 武汉中央军事政治学校旧址
- 武汉中共中央机关旧址
- 湖北省立图书馆旧址
- 汉口新四军军部旧址
- 八路军武汉办事处旧址
- 武汉长江大桥
- 国民政府第六战区受降堂旧址

## 对外交流

### 友好城市
截至2019年，武汉共与27个国外城市建立了“国际友好城市”关系，还与美国圣路易斯市、哥伦布市、旧金山等79个国外城市结成了“国际友好交流城市”。武汉的友好城市，分别是：
| 序号 | 国家     | 城市                     | 签字时间       | 签字地点   |
| ---- | -------- | ------------------------ | -------------- | ---------- |
| 1    | 日本     | 大分市                   | 1979年9月7日   | 大分市     |
| 2    | 美国     | 匹兹堡市                 | 1982年9月8日   | 武汉市     |
| 3    | 德国     | 杜伊斯堡市               | 1982年10月8日  | 杜伊斯堡市 |
| 4    | 英国     | 曼彻斯特市               | 1986年9月16日  | 武汉市     |
| 5    | 羅馬尼亞 | 加拉茨市                 | 1987年8月12日  | 加拉茨市   |
| 6    | 乌克兰   | 基辅市                   | 1990年10月19日 | 基辅市     |
| 7    | 苏丹     | 喀土穆市                 | 1995年9月27日  | 武汉市     |
| 8    | 匈牙利   | 杰尔市                   | 1995年10月19日 | 杰尔市     |
| 9    | 法國     | 波尔多市                 | 1998年6月18日  | 武汉市     |
| 10   | 荷蘭     | 阿纳姆市                 | 1999年9月6日   | 阿纳姆市   |
| 11   |          | 清州市                   | 2000年10月29日 | 武汉市     |
| 12   | 奥地利   | 圣珀尔滕市               | 2005年12月20日 | 邮件互签   |
| 13   | 新西兰   | 克赖斯特彻奇市（基督城） | 2006年4月4日   | 武汉市     |
| 14   | 加拿大   | 万锦市                   | 2006年9月12日  | 万锦市     |
| 15   | 瑞典     | 博伦厄市镇               | 2007年9月28日  | 武汉市     |
| 16   | 冰島     | 科波沃市                 | 2008年4月25日  | 武汉市     |
| 17   | 以色列   | 阿什杜德                 | 2011年11月8日  | 武汉市     |
| 18   | 法國     | 埃松省                   | 2012年12月21日 | 武汉市     |
| 19   | 土耳其   | 伊兹密尔                 | 2013年6月7日   | 伊兹密尔   |
| 20   | 墨西哥   | 蒂华纳                   | 2013年7月12日  | 蒂华纳     |
| 21   | 俄羅斯   | 萨拉托夫                 | 2015年8月7日   | 成都市     |
| 22   | 智利     | 康塞普西翁               | 2016年4月7日   | 康塞普西翁 |
| 23   |          | 比什凯克                 | 2016年11月15日 | 比什凯克   |
| 24   | 希腊     | 哈尔基斯                 | 2017年5月11日  | 哈尔基斯   |
| 25   | 俄羅斯   | 伊热夫斯克               | 2017年6月16日  | 合肥市     |
| 26   | 英国     | 斯旺西市                 | 2018年1月31日  | 武汉市     |
| 27   | 乌干达   | 恩德培市                 | 2018年4月13日  | 武汉市     |
| 28   | 泰國     | 曼谷市                   | 2018年11月16日 | 武汉市     |
| 29   | 巴勒斯坦 | 拉马拉市                 | 2023年6月14日  | 北京市     |

### 领事机构
自1998年10月10日法国驻武汉总领事馆正式开馆以来，现武汉实际有4家外国总领事馆，另有1家已达成协议待开馆。
| 领事机构                                 | 协议确定时间  | 开馆时间       | 领区                         | 馆址                                         | 领馆车辆号牌 |
| ---------------------------------------- | ------------- | -------------- | ---------------------------- | -------------------------------------------- | ------------ |
| 法兰西共和国驻武汉总领事馆               | 1998年4月3日  | 1998年10月10日 | 湖北、湖南、江西             | 江岸區京漢大道1398號環球智慧中心2901-2909    | 鄂143·XX领       |
| 美利坚合众国驻武汉总领事馆               | 1980年9月17日 | 2008年11月20日 | 湖北、湖南、江西、河南       | 江岸区新华路396号民生银行大厦5层、6层        | 鄂224·XX领       |
| 大韩民国驻武汉总领事馆                   | 2009年9月17日 | 2010年10月25日 | 湖北、湖南、江西、河南       | 江岸区新华路218号浦发银行大厦4层、19层       | 鄂196·XX领       |
| 大不列颠及北爱尔兰联合王国驻武汉总领事馆 | 2014年2月21日 | 2016年1月19日  | 湖北、河南                   | 江岸区中山大道1628号武汉天地平安金融大厦33层 | 鄂223·XX领       |
| 俄罗斯联邦驻武汉总领事馆                 | 2015年9月3日  | 待开馆         | 湖北、湖南、重庆、四川、贵州 | 待定                                         | 待定         |

- 联合国亚洲采购中心驻武汉百年老街（汉正街），以向以中华人民共和国为代表的亚洲国家进行国际联合采购[238]。
- 另外，德国[239]、日本、加拿大、荷兰、新西兰、新加坡、泰国等国家也正在筹备在武汉设立领事机构；瑞士、瑞典、芬兰、德国、意大利、西班牙、葡萄牙、比利时、奥地利、希腊、克罗地亚[240]、南非等多国在武汉设有签证代办中心。

### 港澳驻武汉机构
| 驻汉机构                               | 开馆日期      | 服务（管辖）范围             | 馆址                                          |
| -------------------------------------- | ------------- | ---------------------------- | --------------------------------------------- |
| 香港贸易发展局武汉办事处               | 1994年        | 湖北、湖南、江西             | 江漢區建设大道568号新世界国贸大厦Ｉ座2408室   |
| 香港特别行政区政府驻武汉经济贸易办事处 | 2014年4月1日  | 湖北、湖南、江西、河南、山西 | 江漢區建設大道568號新世界國貿大廈Ｉ座4303室   |
| 澳门贸易投资促进局武汉代表处           | 2016年8月12日 | 湖北、河南、山西、陕西、宁夏 | 江岸区中山大道1628号武汉天地-企业中心5号601室 |

### 引用
1. ↑  .   [2015-09-26]. （原始内容存档于2015-09-27）.
2. ↑  . 2020-10-12  [2022-06-16]. （原始内容存档于2021-11-17）.
3. ↑   (PDF). 国家发展和改革委员会. 2016  [2016-12-27]. （原始内容 (PDF)存档于2016-12-26） （中文）. 支持武汉、郑州建设国家中心城市，强化长沙、合肥、南昌、太原等省会城市地位，增强要素集聚、科技创新和服务功能，提升现代化和国际化水平。
4. ↑  .   [2017-07-22]. （原始内容存档于2017-06-30）.
5. ↑  .   [2012-02-09]. （原始内容存档于2012-12-08）.
6. ↑  杨永恒等 (编). . 北京: 中译出版社. : 205 [2019]. ISBN 9787500161387.
7. ↑  .   [2023-12-22]. （原始内容存档于2023-11-24）.
8. ↑  . www.news.cn.   [2023-12-22]. （原始内容存档于2023-12-27）.
9. ↑  . 中国网. 2016年12月27日  [2017年1月13日]. （原始内容存档于2016年12月30日）.
10. ↑  .   [2015-09-26]. （原始内容存档于2015-09-27）.
11. ↑  . 中华人民共和国国家发展和改革委员会. 2016年10月11日  [2017年11月7日]. （原始内容存档于2017年9月14日）.
12. ↑  . 中华人民共和国商务部. 2009年6月25日  [2017年1月11日]. （原始内容存档于2012年12月24日）.
13. ↑  中共湖北省委 湖北省人民政府. . 湖北日报. 2015-04-02  [2015-09-28]. （原始内容存档于2015-09-27） （中文）. 我省武汉市荣获全国文明城市称号
14. ↑  杨祥润. . 《学习与实践》. 1998年, 共1页 (第8期): 20-20.
15. ↑  William T. Rowe（罗威廉）著，江溶等译：《汉口：一个中国城市的商业和社会(1796-1889)》（北京：中国人民大学出版社，2005），第28页
16. ↑  . Time. 1938-06-13  [2011-11-20]. （原始内容存档于2012-01-05）.
17. ↑  Jacob, Mark. . Chicago Tribune. 2012-05-13  [2012-05-22]. （原始内容存档于2013-05-11）.
18. ↑  .   [2012-04-08]. （原始内容存档于2013-06-17）.
19. ↑  王汗吾、吴明堂. . 中国地方志. 2008, (07).
20. 1 2  皮明庥，郑自来 2011，第67-69頁
21. 1 2  皮明庥，郑自来 2011，第81-83頁
22. ↑  . 科学网. 2011-11-16  [2018-03-14]. （原始内容存档于2011-11-17）.
23. ↑  . 新浪教育. 2015-05-21  [2017-01-11]. （原始内容存档于2017-01-27）.
24. 1 2  长江日报. . 人民网湖北频道.   [2016年5月23日]. （原始内容存档于2017年1月13日）.
25. ↑  第一财经日报. . 长江网.   [2016-08-18]. （原始内容存档于2017-01-13）.
26. 1 2  长江日报. . 荆楚网.   [2017-01-11]. （原始内容存档于2017-01-13）.
27. 1 2  . 长江云. 2016-05-04  [2017-09-23]. （原始内容存档于2017-09-23）.
28. 1 2  乐居网. . 乐居网.   [2015-02-26]. （原始内容存档于2017-01-13）.
29. ↑  . 武汉网球公开赛官网.   [2015-02-27]. （原始内容存档于2015-03-19）.
30. ↑  . 央视新闻. 2015-05-21  [2017-01-11]. （原始内容存档于2017-01-13）.
31. ↑  . 腾讯体育. 2015-08-07  [2017-01-11]. （原始内容存档于2017-01-13）.
32. ↑  . 新华网. 2017-11-01  [2017-11-01]. （原始内容存档于2017-11-07）.
33. ↑  . 新华网. 2017-12-16  [2017-12-16]. （原始内容存档于2017-12-16）.
34. ↑  . 武汉市卫生健康委员会. 2019年12月30日. （原始内容存档于2020年2月10日）.
35. 1 2  . 湖北省人民政府. 2020-01-23  [2020-01-23]. （原始内容存档于2020-01-26）.
36. 1 2  . www.hubei.gov.cn.   [2020-04-08]. （原始内容存档于2020-04-12）.
37. ↑  . 2013-06-18  [2017-08-02]. （原始内容存档于2017-08-02）.
38. 1 2  .   [2012-01-25]. （原始内容存档于2012-01-19）.
39. ↑  . 2014-04-08  [2017-08-02]. （原始内容存档于2017-08-02）.
40. ↑  . 武汉晨报. 2012-03-23  [2017-08-02]. （原始内容存档于2017-08-02）.
41. ↑  . 楚天金报. 2006-11-29  [2017-09-30]. （原始内容存档于2017-09-30）.
42. ↑  . 大武汉方志网. 2014-11-14  [2017-08-02]. （原始内容存档于2017-08-02）.
43. ↑  陆游. . 陆放翁全集剑南诗稿渭南文集.   [2013-04-03]. （原始内容存档于2013-10-14）.
44. ↑  . 武汉晨报. 2013-07-30  [2017-08-02]. （原始内容存档于2017-08-03）.
45. ↑  . 中部崛起网. 2010-10-29  [2017-08-02]. （原始内容存档于2017-08-02）.
46. ↑  . 荆楚网.   [2014-03-20]. （原始内容存档于2022-10-19）.
47. ↑  . 荆楚网. 2014-04-08  [2017-08-02]. （原始内容存档于2017-08-02）.
48. ↑  . 长江商报. 2012-08-08  [2017-08-02]. （原始内容存档于2017-08-02）.
49. ↑  . 湖北社会科学. 2009  [2017-08-02]. （原始内容存档于2017-08-02）.
50. ↑  . . 当代中国出版社.
51. ↑  . 2014-10-11  [2017-01-11]. （原始内容存档于2017-01-13）.
52. ↑  . 长江日报. 2014-08-18  [2017-01-15]. （原始内容存档于2017-01-16）.
53. ↑  . 荆楚网. 2013-10-29  [2017-09-28]. （原始内容存档于2017-09-29）.
54. ↑  . 新华每日电讯. 2018年6月22日. （原始内容存档于2020年3月27日） （中文（中国大陆））.
55. ↑  . 长江日报. 2014-11-09  [2017-08-03]. （原始内容存档于2017-08-04）.
56. ↑  . 江汉论坛. 2012  [2017-08-03]. （原始内容存档于2017-08-03）.
57. ↑  . 武汉地方文献. 2010-08-10  [2017-08-03]. （原始内容存档于2017-08-03）.
58. ↑  刘文祥. . 澎湃新闻. 2015-10-09  [2017-01-10]. （原始内容存档于2017-01-10）.
59. ↑  涂文学，刘庆平主编. . 武汉市: 武汉出版社. 2010年8月: 212. ISBN 978-7-5430-4683-2.
60. ↑  涂文学，刘庆平主编. . 2010: 219–222.
61. ↑  皮明庥，郑自来 2011，第54、62頁
62. 1 2  武汉市志 总类志.武汉地方志编纂委员会.武汉大学出版社.105頁
63. ↑  李权时，皮明庥主编 1988，第265-267頁
64. ↑  . 武汉市地情文献.   [2010-08-11]. （原始内容存档于2017-08-04）.
65. ↑  . 武汉地方志.   [2010-08-12]. （原始内容存档于2017-08-03）.
66. ↑  皮明庥主编 2005，第309-310頁
67. ↑  . 新华网. 《环球》杂志. 2005-08-31  [2017-08-07]. （原始内容存档于2017-08-07）.
68. ↑  皮明庥主编 2005，第314,317-318頁
69. ↑  武汉市档案馆编研处. . 武汉学刊. 2005, (4): 32–35.
70. ↑  皮明庥，郑自来 2011，第108-109頁
71. ↑  皮明庥主编 1993，第553、555頁
72. ↑  记者：赵雯，特约撰稿人：王平. . 编辑：冯然. 党员生活网，来源：《党员生活》2019年第05期·下. 2009-07-03  [2020-01-30]. （原始内容存档于2020-01-29） （简体中文）.
73. ↑  陈芳国. . 武汉文史资料. 2009, (4): 4–10.
74. ↑  . 长江日报. 2011-06-11  [2017-08-07]. （原始内容存档于2012-02-10）.
75. ↑  . 《小康》杂志. 2007-08-10  [2017-08-07]. （原始内容存档于2016-07-13）.
76. ↑  皮明庥主编. . 2005: 378–379.
77. ↑  . 网易科技. 2009-07-29  [2017-09-23]. （原始内容存档于2017-09-24）.
78. ↑  . 《小康》杂志. 2007-08-03  [2017-01-12]. （原始内容存档于2017-01-13）.
79. ↑  . 武汉东湖宾馆.   [2017-07-24]. （原始内容存档于2017-08-03）.
80. ↑  .   [2008-08-05]. （原始内容存档于2017年9月29日）.
81. ↑  . 科研出版社. 2015.
82. ↑  . 中国改革信息库.   [2013-04-27]. （原始内容存档于2017-09-24）.
83. ↑  . The Futurist - Washington.   [2013-04-26]. （原始内容存档于2014-09-08）.
84. ↑  . 经济观察网.   [2013-08-30]. （原始内容存档于2017-01-18）.
85. ↑  《小康》杂志. . 新浪网.   [2007年8月3日]. （原始内容存档于2017年1月13日）.
86. ↑  . 武汉晨报. 2006-08-01  [2017-01-15]. （原始内容存档于2017-01-16）.
87. ↑  . 《求是》. 2011-11-21  [2017-01-12]. （原始内容存档于2022-10-13）.
88. ↑  . 光明日报.   [2011-11-20]. （原始内容存档于2013-10-15）.
89. ↑  . 第一财经日报. 2016-08-18  [2017-01-11]. （原始内容存档于2017-01-13）.
90. ↑  创业邦研究中心. . 搜狐财经.   [2015-10-29]. （原始内容存档于2017-01-13）.
91. ↑  长江日报. . 人民网湖北频道.   [2016年12月28日]. （原始内容存档于2017年1月13日）.
92. ↑  . 新华社.   [2017-01-15]. （原始内容存档于2016-12-12）.
93. ↑  新华社. . 凤凰财经.   [2017-01-15]. （原始内容存档于2017-01-18）.
94. ↑  国务院发改委. . 国务院发改委.   [2017-02-03]. （原始内容存档于2017-02-03）.
95. ↑  . 网易. 2020-02-15  [2020-03-07]. （原始内容存档于2020-03-04）.
96. ↑  . 2020-03-28  [2020-05-25]. （原始内容存档于2021-01-08）.
97. ↑  . 2020-03-28  [2020-05-25]. （原始内容存档于2020-11-22）.
98. ↑  极目新闻. . 搜狐网.   [2023-07-23].
99. 1 2  武汉地方志编纂委员会办公室编纂. . 武汉年鉴社. 2008  [2009-03-06]. （原始内容存档于2008-09-28） （中文（简体））.
100. ↑  .   [2012-11-28]. （原始内容存档于2012-03-08）.
101. ↑  . 中国网. 2011-11-19  [2017-09-22]. （原始内容存档于2017-09-22）.
102. ↑  . 长江日报. 2014-12-25  [2017-09-29]. （原始内容存档于2017-09-29）.
103. 1 2  . 搜狐网 （转自《武汉晨报》）. 2011-12-29  [2011-12-29]. （原始内容存档于2013-04-11） （中文（简体））.
104. ↑   (学位论文). 华中师范大学. 2008  [2017-09-29]. （原始内容存档于2018-02-01）.
105. ↑  . 荆楚网. 2015-05-22  [2017-09-29]. （原始内容存档于2017-09-29）.
106. ↑  . 中国气象局.   [April 15, 2020].
107. ↑  . 中国气象局.
108. ↑  . 大武汉方志网. 2014-08-21  [2017-09-22]. （原始内容存档于2017-09-22）.
109. ↑  . 《城市规划与国土资源》. 2005, (2)  [2017-09-22]. （原始内容存档于2017-09-22）.
110. ↑  .   [2021-09-29]. （原始内容存档于2021-09-29）.
111. ↑  . 新京报. 2020-01-10  [2020-02-03]. （原始内容存档于2020-02-03）.
112. ↑  . 新华网湖北频道.   [2024-05-29]. （原始内容存档于2024-05-30）.
113. ↑  . 中国经济网. 2021-01-31  [2021-01-31]. （原始内容存档于2021-09-18）.
114. ↑  . 长江日报. 2018-01-12  [2018-07-15]. （原始内容存档于2018-07-15）.
115. ↑  . 中华人民共和国民政部. 2019-11  [2023-01-12]. （原始内容存档于2020-02-04）.
116. ↑  武汉市统计局. . 中国统计出版社. 2017年8月  [2018-04-16]. ISBN 978-7-5037-8197-1. （原始内容存档于2018-04-16）.
117. ↑   (PDF). 武汉市人民政府.   [2022-09-29]. （原始内容存档 (PDF)于2022-10-16）.
118. ↑  中华人民共和国民政部. . 中国社会出版社. 2018年10月. ISBN 978-7-5087-5594-6.
119. ↑  . 楚天金报. 2015-07-24  [2017-09-29]. （原始内容存档于2017-09-29）.
120. ↑  . 新华网. 2018-12-05  [2018-12-24]. （原始内容存档于2018-12-24）.
121. ↑  武汉市统计局. . 武汉市统计局官网. 2020-04-08  [2020-04-16]. （原始内容存档于2020-04-28）.
122. ↑  武汉市统计局. . 武汉市统计局. 2023-03-30  [2023-04-16]. （原始内容存档于2023-11-16）.
123. ↑  . 中国经营报. 2023-02-14  [2023-04-16].
124. ↑  . 武汉统计局. 2014-12-18  [2017-09-29]. （原始内容存档于2018-02-01）.
125. ↑  . 武汉农业信息网.   [2011-11-20]. （原始内容存档于2017-09-22）.
126. ↑  . 环球网. 2015-06-28  [2017-09-18]. （原始内容存档于2017-09-19）.
127. ↑  . 长江日报. 2017-09-06  [2018-11-09]. （原始内容存档于2018-11-09）.
128. ↑  . 湖北日报. 2006-10-19  [2006-10-19]. （原始内容存档于2014-09-25）.
129. 1 2  . 武汉统计局. 2020-03-29  [2022-09-30]. （原始内容存档于2020-05-05）.
130. ↑  . 房天下. 2016-12-27  [2018-12-15]. （原始内容存档于2018-12-15）.
131. ↑  .   [2016-08-18]. （原始内容存档于2016-09-27）.
132. ↑  . 武汉旅游.   [2015-06-28]. （原始内容存档于2016-03-22）.
133. ↑  . tjj.wuhan.gov.cn.   [2023-11-16]. （原始内容存档于2023-11-16）.
134. ↑  政府官网. . 2021-12-24 16:20  [2021-12-28]. （原始内容存档于2017-09-29）.
135. 1 2  .   [2011-11-29]. （原始内容存档于2011-10-25）.
136. ↑  . 湖北省统计局. 2012-12-05  [2017-09-30]. （原始内容存档于2017-09-30）.
137. ↑  . 荆楚网. 2024-04-18.
138. ↑  . 楚天都市报. 2006-10-19  [2007-04-14]. （原始内容存档于2011-11-16）.
139. ↑  . 凤凰湖北. 2016-07-13  [2017-12-22]. （原始内容存档于2017-12-22）.
140. ↑  王光萍;晏友桂. . 武汉文史资料. 1995, (1): 1–20.
141. ↑  . 长江日报. 2013-07-12  [2017-09-30]. （原始内容存档于2017-09-30）.
142. ↑  陈蕾. . 华中师范大学. 2013. doi:10.7666/d.Y2352261 （英语）.
143. ↑  张蕾.  (学位论文). 华中科技大学. 2008  [2017-09-30]. （原始内容存档于2017-09-30）.
144. 1 2  . 武汉方志网.   [2017-08-23]. （原始内容存档于2017-09-26）.
145. 1 2  . 楚天金报. 2016-09-24  [2017-01-11]. （原始内容存档于2017-08-03）.
146. ↑  . 人民网转载自《武汉晨报》. 2005-10-10  [2009-04-24]. （原始内容存档于2011-08-09） （中文（简体））.
147. ↑  荆楚网-楚天金报. . 新浪网湖北频道. 2013-10-11  [2013-12-27]. （原始内容存档于2013-12-28） （中文（简体））.
148. ↑  . 长江日报. 2017-09-22  [2017-10-01]. （原始内容存档于2018-02-01）.
149. 1 2  . 武汉方志网.   [2009-04-24]. （原始内容存档于2008-09-28） （中文（简体））.
150. ↑  . 武汉方志网.   [2017-08-24]. （原始内容存档于2020-04-12） （中文（简体））.
151. ↑  . 新浪网. 2008-04-23  [2009-04-24]. （原始内容存档于2012-02-11） （中文（简体））.
152. ↑  . 新浪网转载自《长江商报》. 2001-01-05  [2009-04-24]. （原始内容存档于2012-12-08） （中文（简体））.
153. ↑  . 武汉市科学技术局. 2017-04-07  [2017-04-24]. （原始内容存档于2017-02-13）.
154. ↑  武汉地方志编纂委员会主编. . 武汉市: 武汉大学出版社. 1991年3月: 1–7. ISBN 7-307-00947-1.
155. ↑  王清颖. . 中国记者. 2011年6月, (1): 47–49.
156. 1 2 3  武汉地方志编纂委员会主编. . 武汉市: 武汉大学出版社. 1990年7月: 1–6. ISBN 7-307-00770-3.
157. ↑  唐宏贵, 郭惠平, 吴筱洁等. . 武汉体育学院学报. 2007年7月, 41 (7): 65–70.
158. ↑  翟华楠. . 沈阳体育学院学报. 2013年4月, 32 (2): 63–66.
159. ↑  . 武汉市体育局. 2019-09-29  [2020-09-25]. （原始内容存档于2022-10-03）.
160. ↑  . 腾讯体育. 2013-04-19  [2013-09-28]. （原始内容存档于2013-10-03）.
161. ↑  李勇. . 武汉晚报. 2009-08-02  [2013-09-27]. （原始内容存档于2014-02-02）.
162. ↑  . 中国田径协会. 2018-02-01. （原始内容存档于2018-02-07）.
163. ↑  . 武汉市人民政府. 2018-01-27. （原始内容存档于2018-02-07）.
164. ↑  . 人民日报. 2015-02-02  [2017-09-26]. （原始内容存档于2017-09-27）.
165. 1 2 3 4 5 6  董洪超. . 中外建筑. 2009, (12)  [2011-02-17]. （原始内容存档于2012-10-30） （中文（简体））.
166. ↑   (学位论文). 中南民族大学. 2012  [2017-09-26]. （原始内容存档于2017-09-26）.
167. 1 2  宫哲兵. . 宗教学研究. 2002, (03): 83–88 （中文（简体））.
168. ↑  高瑞芳. . 美与时代:城市. 2014, (6): 12  [2017-09-26]. （原始内容存档于2017-09-27）.
169. ↑  . 长江网. 2009-06-25  [2011-02-16]. （原始内容存档于2012-02-29）.
170. 1 2  . 长江日报. 2010-05-27  [2011-02-16]. （原始内容存档于2017-09-22）.
171. ↑  . 中国交通新闻网. 2016-11-08  [2017-02-01]. （原始内容存档于2017-09-24）.
172. ↑  . 华夏经纬网. 2017-03-01  [2017-03-01]. （原始内容存档于2017-11-21） （中文（简体））.
173. ↑  . www.gov.cn.   [2021-08-21]. （原始内容存档于2021-08-21）.
174. ↑  . 北京: 人民出版社. 2021. ISBN 9787010232959.
175. ↑  . 北京: 人民交通出版社股份有限公司. 2021. ISBN 9787114169731.
176. ↑  . 武汉统计局. 2016-03-11  [2017-02-16]. （原始内容存档于2022-10-19）.
177. ↑  . 长江日报. 2015-10-23  [2017-03-01]. （原始内容存档于2017-09-22）.
178. ↑  . 国家发改委. 2016年7月13日  [2017年6月30日]. （原始内容存档于2017年7月9日） （中文（简体））.
179. ↑   (PDF).   [2017-06-30]. （原始内容 (PDF)存档于2017-07-30）.
180. 1 2  . 中华人民共和国交通运输部网站. 2010-12-20  [2011-02-16]. （原始内容存档于2010-12-31）.
181. ↑  . 新浪网. 2005-03-18  [2011-02-16]. （原始内容存档于2011-11-16）.（来源：楚天都市报）
182. ↑  . 长江日报. 2014-06-12  [2015-02-15]. （原始内容存档于2014-07-18）.
183. ↑  . 中国民用航空中南地区管理局.   [2017-11-03]. （原始内容存档于2017-11-07）.
184. ↑  . 中国民用航空中南地区管理局.   [2018-01-08]. （原始内容存档于2018-03-12）.
185. ↑  . 楚天金报. 2011-11-20  [2016-02-01]. （原始内容存档于2017-09-24）.
186. ↑  . 武汉大学出版社. 2012-07-30  [2017-09-22]. （原始内容存档于2017-09-22）.
187. ↑  . 湖北日报. 2005-04-13  [2015-12-25]. （原始内容存档于2017-09-10）.
188. ↑  . 湖北日报. 2006-06-13  [2015-12-25]. （原始内容存档于2017-09-10）.
189. ↑  . 武汉公交集团.   [2015-12-25]. （原始内容存档于2015-06-23）.
190. ↑  . 湖北省人民政府门户网站. 2015-12-25  [2015-12-25]. （原始内容存档于2017-09-10） （中文（简体））.
191. ↑  . 楚天都市报.   [2011-05-05]. （原始内容存档于2016-03-04） （中文（简体））.
192. ↑  . 武汉地铁集团有限公司. 2010-07-29  [2010-07-30]. （原始内容存档于2010-08-02）.
193. ↑  .   [2013-05-07]. （原始内容存档于2012-12-31）.
194. ↑  . 武汉地铁集团有限公司. 2014-12-28  [2014-12-28]. （原始内容存档于2017-09-24） （中文（简体））.
195. ↑  . 武汉地铁集团有限公司. 2015-12-28  [2015-12-28]. （原始内容存档于2017-09-24） （中文（简体））.
196. ↑  . 武汉晨报. 2015-12-28  [2015-12-28]. （原始内容存档于2017-09-24）.
197. ↑  .   [2011-12-11]. （原始内容存档于2014-05-17）.
198. ↑  . 荆楚网. 2015-12-29  [2016-02-16]. （原始内容存档于2018-10-18） （中文（简体））.（来源：楚天金报）
199. ↑  . 武汉市仪表电子学校. 2020-09-04  [2020-09-04]. （原始内容存档于2020-12-19）.
200. ↑  . 武汉发布. 2020-09-02  [2020-09-04]. （原始内容存档于2021-01-08）.
201. ↑  . 长江日报. 2022-09-17  [2022-10-13]. （原始内容存档于2022-10-18）.
202. ↑  . 人民网. 2009-10-17  [2011-02-16]. （原始内容存档于2011-11-16） （中文（简体））.
203. ↑  .   [2017-07-18]. （原始内容存档于2017-09-22） （中文（简体））.
204. ↑  . 新华网. 2018-10-01  [2022-09-30]. （原始内容存档于2022-10-04）.
205. ↑  孔奇志. . 新华网湖北频道. 2005-03-25  [2008-04-26]. （原始内容存档于2007-12-20）.
206. 1 2  . 南方都市报.   [2011-11-20]. （原始内容存档于2011-12-08）.
207. ↑  . 新浪.   [2011-11-20]. （原始内容存档于2012-12-08）.
208. ↑  . 新华网.   [2011-11-20]. （原始内容存档于2011-10-09）.
209. 1 2  . 武汉市江岸区人民政府大智街办事处.   [2011-11-20]. （原始内容存档于2012-09-25）.
210. ↑  方月仿. . 武汉文史资料. 2003, (8): 48–53.
211. ↑  余文祥. . 武汉文史资料. 1994, (2): 123–127.
212. ↑  彭超. . 中国京剧. 2007, (8): 18–19.
213. ↑  万生鼎. . 武汉文史资料. 1997, (2): 181–184.
214. ↑  . 武汉文史资料. 2008, (1): 1.
215. ↑  宗雯. . 科学之友. 2008, (9): 145–146.
216. ↑  顾亦兵编著. . 北京市: 中国财政经济出版社. 2005年7月: 251. ISBN 7-5005-8473-3.
217. ↑  张康. . 武汉文史资料. 2012, (6): 32–35.
218. ↑  武汉地方志编纂委员会主编. . 武汉市: 武汉大学出版社. 1998年2月: 4–7. ISBN 7-307-02557-4.
219. ↑  武汉地方志编纂委员会主编. . 1998: 7–12.
220. ↑  武汉地方志编纂委员会主编. . 1998: 26–28.
221. ↑  武汉地方志编纂委员会主编. . 1998: 32.
222. ↑  夏斐, 李江月, 张硕. . 光明网. 2007-01-19  [2017-09-29]. （原始内容存档于2015-09-24）.
223. ↑  . 金羊网. 2011-08-24  [2017-09-30]. （原始内容存档于2017-09-30）.
224. ↑  . 长江日报. 2014-12-31  [2017-09-22]. （原始内容存档于2017-09-22）.
225. ↑  . 武汉旅游.   [2014-12-31]. （原始内容存档于2016-06-22）.
226. ↑  . 长江日报. 2007-10-08  [2017-09-30]. （原始内容存档于2017-09-30）.
227. ↑  . 辛亥革命武昌起义纪念馆.   [2017-05-30]. （原始内容存档于2017-09-30）.
228. ↑  国际友好城市一览表 （页面存档备份，存于），武汉市人民政府外事办公室，2007年10月
229. ↑  湖北省与俄亥俄州续“旧情”武汉市与哥伦布市结“新好” （页面存档备份，存于），长江日报，2009年10月31日，于2009年11月25日查阅
230. ↑  . 武汉市人民政府外事办公室.   [2017-05-12]. （原始内容存档于2017-09-21）.
231. ↑  . Omroep Gelderland. July 22, 2021  [July 22, 2021]. （原始内容存档于2023-09-29） （荷兰语）.
232. ↑  法国驻武汉总领事馆. .   [2020-04-08]. （原始内容存档于2021-01-08）.
233. ↑  美国驻武汉总领事馆. .   [2020-04-08]. （原始内容存档于2021-01-08）.
234. ↑  韩国驻武汉总领事馆. .   [2020-04-08]. （原始内容存档于2021-01-08）.
235. ↑  . 新华网. 2016-01-20  [2023-08-13].]
236. ↑  英国驻武汉总领事馆. .   [2020-04-08]. （原始内容存档于2017-12-01）.
237. ↑  .   [2019-02-17]. （原始内容存档于2019-02-17）.
238. ↑  .   [2012-11-26]. （原始内容存档于2014-09-17）.
239. ↑  .   [2016-02-03]. （原始内容存档于2016-09-09）.
240. ↑  .   [2016-04-08]. （原始内容存档于2016-09-20）.
241. ↑  香港特別行政區政府駐武漢經濟貿易辦事處. .   [2020-04-08]. （原始内容存档于2020-11-20）.
242. ↑  澳门贸易投资促进局. .   [2020-04-08]. （原始内容存档于2021-01-25）.

### 书目
- 武汉博物馆. . 武汉. 2004.
- 武汉市教学研究室. . 武汉: 武汉出版社. 1997. ISBN 978-7-5430-1335-3.
- 武汉地方志编纂委员会. . 武汉大学出版社. 1998: 313. ISBN 7307026570 （中文（简体））.
- 皮明庥 主编 (编). . 武汉市: 武汉出版社. 2005年8月. ISBN 7-5430-3279-1.
- 皮明庥 主编 (编). . 北京市: 中国社会科学出版社. 1993年12月. ISBN 7-5004-1212-6.
- 李权时、皮明庥 主编 (编). . 武汉市: 武汉出版社. 1988年5月. ISBN 7-5430-0037-7.
- 皮明庥、郑自来. . 北京市: 社会科学文献出版社. 2011年12月. ISBN 978-7-5097-2718-8.
- 皮明庥主编. . 武汉市: 武汉出版社. 2006年6月. ISBN 7-5430-3296-1.